# Chile
Chile (deutsche Aussprache [ˈtʃiːlə] oder [ˈçiːle]; spanisch [ˈt͜ʃiˑle]; ⓘ), amtlich República de Chile (deutsch Republik Chile), ist ein Staat im Südwesten Südamerikas, der den westlichen Rand des Südkegels (Cono Sur) des Kontinents bildet. Chile erstreckt sich in Nord-Süd-Richtung zwischen den Breitengraden 17° 30′ S und 56° 0′ S. Somit beträgt die Nord-Süd-Ausdehnung rund 4200 Kilometer. In west-östlicher Richtung liegt Chile zwischen dem 76. und dem 64. westlichen Längengrad und besitzt eine Ausdehnung von durchschnittlich weniger als 200 Kilometern. Wegen dieser – durch seine Lage am Westhang der Andenkordillere bedingten – ungewöhnlichen Form wird Chile schon seit seiner Entdeckung häufig „das langgestreckte Land“ genannt.
Das Land grenzt im Westen und Süden an den Pazifischen Ozean, im Norden an Peru (auf einer Länge von 160 Kilometern), im Nordosten an Bolivien (861 km) und im Osten an Argentinien (5308 km). Die Gesamtlänge der Landgrenzen beträgt 6329 Kilometer. Daneben zählen die im Pazifik gelegene Osterinsel (Rapa Nui), die Insel Salas y Gómez, die Juan-Fernández-Inseln (einschließlich der Robinson-Crusoe-Insel), die Desventuradas-Inseln sowie im Süden die Ildefonso-Inseln und die Diego-Ramírez-Inseln zum Staatsgebiet Chiles. Ferner beansprucht Chile einen Teil der Antarktis. Über die vollständig zu Chile gehörende Magellanstraße hat das Land Zugang zum Atlantischen Ozean.
Der moderne souveräne Staat Chile gehört zu den wirtschaftlich und sozial stabilsten und wohlhabendsten Ländern in Südamerika. Es führt die lateinamerikanischen Nationen in Bezug auf menschliche Entwicklung, Wettbewerbsfähigkeit, Pro-Kopf-Einkommen, Globalisierung, Friedenszustand, wirtschaftliche Freiheit und geringes Korruptionsempfinden an. Nach Einschätzung der Weltbank ist Chile ein Schwellenland mit einem Nettonationaleinkommen im oberen Mittelfeld.
Es hat auch einen hohen regionalen Stellenwert in Bezug auf die Nachhaltigkeit des Staates und die demokratische Entwicklung. Chile ist seit 2010 Mitglied der Organisation für wirtschaftliche Zusammenarbeit und Entwicklung (OECD). Chile weist nach Kanada die niedrigste Mordrate in Amerika auf. Das Land ist Gründungsmitglied der Vereinten Nationen, der Union der Südamerikanischen Nationen (UNASUR), der Gemeinschaft Lateinamerikanischer und Karibischer Staaten (CELAC) und der Pazifik-Allianz.
Chile ist durch die globale Erwärmung ernsthaft gefährdet und hat seit Anfang der 1990er Jahre mindestens 37 % seiner Wasserressourcen verloren. Wasser ist in Chile auch kein öffentliches Gut, und Wasserquellen werden von Privaten gekauft.

## Landesname
Die Herkunft des Wortes Chile ist nicht eindeutig geklärt. Die Spanier bezeichneten das Land südlich der Atacama-Wüste seit Anbeginn der Kolonisation Südamerikas mit dem Namen Chile. Die verbreitetste Hypothese ist, dass sich das Wort aus der Sprache der Aymara herleitet. Dort bedeutet das Wort chilli ‚Land, wo die Welt zu Ende ist‘. Diese Annahme wird durch die Tatsache gestützt, dass die ersten Spanier, die nach Chile kamen, von den Siedlungsgebieten der Aymara aus aufbrachen.
Eine weitere, weniger verbreitete Theorie nennt die Inka-Sprache Quechua als Ursprung. Das Herrschaftsgebiet der Inka stieß zur Zeit seiner größten Ausdehnung etwa bis zum heutigen Santiago vor. Die Inka könnten das Land südlich des Río Aconcagua in Anlehnung an das relativ kalte Klima und die schneebedeckten Anden tchili genannt haben, was ‚Schnee‘ bedeutet. In chilenischen Schulen wird außerdem noch die Variante gelehrt, dass der Name die lautmalerische Bezeichnung eines in Chile verbreiteten Vogels sein könnte, der heute Trile genannt wird.
Als gesichert hingegen gilt, dass die Landesbezeichnung Chile nicht auf die (spanisch gleichnamige) Chilischote zurückzuführen ist. Dieses Wort stammt aus der mittelamerikanischen Aztekensprache Nahuatl. Die Chili (und die daraus gemachte Salsa) heißt im chilenischen Spanisch ají (siehe auch: Beispiele für Unterschiede im Wortschatz).

## Geographie
Chile erstreckt sich auf dem südamerikanischen Kontinent über 4275 Kilometer in Nord-Süd-Richtung entlang der Anden und des Pazifischen Ozeans (zählt man den antarktischen Teil hinzu, circa 8000 Kilometer), ist aber durchschnittlich nur circa 180 Kilometer breit. Die engste Stelle im kontinentalen Chile (ohne Antarktis) beträgt 90 Kilometer, die breiteste Stelle etwa 440 Kilometer. Die Längenausdehnung Chiles entspricht auf Europa und Afrika übertragen in etwa der Entfernung zwischen der Mitte Dänemarks und der Sahara.
Aufgrund der langen Nord-Süd-Ausdehnung über mehr als 39 Breitengrade, aber auch der beträchtlichen Höhenunterschiede in West-Ost-Richtung weist Chile eine große Vielfalt an Klima- und Vegetationszonen auf.

### Geologie
Chile liegt an der Grenze mehrerer Lithosphärenplatten: Unter die Südamerikanische Platte wird bis zum Golf von Penas die Nazca-Platte subduziert, südlich davon bis zur Magellanstraße mit geringerer Geschwindigkeit die Antarktische Platte. Durch die Magellanstraße verläuft in ostwestlicher Richtung die Grenze zwischen der Südamerikanischen und der Scotia-Platte.
Dies ist die Ursache des ausgeprägten Vulkanismus in Chile und der regelmäßig auftretenden, zum Teil massiven Erdbeben. Das erste dokumentierte Beben war das große Erdbeben von Concepción im Jahre 1570. Das Erdbeben von Valdivia 1960, dessen Tsunami im gesamten zirkumpazifischen Raum schwere Schäden verursachte, war das Beben mit der weltweit größten jemals aufgezeichneten Magnitude. Am 27. Februar 2010 erschütterte ein massives Erdbeben der Stärke 8,8 Mw auf der Momenten-Magnituden-Skala den Süden Chiles und zerstörte große Teile der chilenischen Infrastruktur. Auch Zentral-Chile war stark betroffen. In der Region VI und VII trafen nach etwa 20 Minuten hohe Tsunami-Wellen ein und zerstörten ganze Küstenstädte und Gebiete. Auch noch Wochen nach dem Erdbeben wurde das Land von vielen Nachbeben erschüttert. Insgesamt waren in Chile die Regionen III bis IX betroffen.

### Relief
Stark vereinfacht besteht Mittel- und Südchile aus zwei parallelen Gebirgszügen mit Nord-Süd-Verlauf: den Anden im Osten und dem niedrigeren Küstenbergzug (Küstenkordillere, Cordillera de la Costa) im Westen. Dazwischen liegt das Zentraltal (Valle Central oder Valle Longitudinal) mit dem Hauptteil der Bevölkerung, des Ackerlands und des Weinbaus.
Die Höhe von Kordillere, Zentraltal und Anden nimmt im Mittel von Norden nach Süden ab, so dass das Zentraltal südlich der Stadt Puerto Montt, die etwa 1000 Kilometer südlich von Santiago liegt, unter den Meeresspiegel abtaucht.
Die Küstenkordillere, von der nur noch die Bergspitzen aus dem Wasser ragen, wird gleichzeitig zur Inselkette. In dieser Region lässt sich deswegen eine einzigartige Fjord- und Insellandschaft entdecken.
Im Norden Chiles dagegen gibt es kein ausgeprägtes Zentraltal, das heißt, die Landschaft steigt von der Küste kommend zunächst steil an und bildet dann mit der Pampa del Tamarugal ein etwa 1000 m bis 1500 m hohes Plateau bis zum Fuße der Anden.
Die chilenischen Anden, die nur an wenigen Stellen die 2000-Meter-Höhenlinie unterschreiten, unterteilen sich hinsichtlich ihrer geologisch-tektonischen Struktur von Nord nach Süd in vier größere Blöcke.
- Im Großen Norden (Norte Grande) des Landes zieht sich eine etwa 1000 Kilometer lange Kette rezenter Stratovulkane von der Grenze zu Peru (etwa am 17. südlichen Breitengrad) bis zum höchsten Berg des Landes, dem ruhenden Vulkan Ojos del Salado (6893 m), der südlich des 27. Breitengrades in etwa auf der Höhe der Stadt Copiapó liegt.
- Im Kleinen Norden (Norte Chico) zwischen dem 27. und 33. Breitengrad, der etwas nördlich der Hauptstadt Santiago de Chile verläuft, befindet sich die durchschnittlich 5000 m hohe Hochkordillere, die frei von jungem Vulkanismus ist.
- Von Santiago de Chile über den gesamten Kleinen Süden (Sur Chico) bis etwas südlich der Stadt Puerto Montt (42. Breitengrad) setzt mit dem 6550 m hohen Vulkan Tupungato erneut eine langgestreckte Vulkankette ein, die aber nach Süden schnell an Höhe verliert.
- Im Großen Süden (Sur Grande), der bis zur Insel Feuerland reicht, gibt es nur noch wenige isolierte Vulkane, und die Höhe von 3000 m wird nur noch selten überschritten. Hier dominiert der glaziale Formenschatz mit Gletscherseen, Karen und Fjorden das Landschaftsbild. Das Gebirge Cordillera Darwin bildet den letzten großen Gebirgszug vor dem Ende Südamerikas.

Der Übergangsbereich zwischen Küstenkordillere und den Anden lässt sich in zwei Bereiche untergliedern: die Pampa del Tamarugal im Norden und das Valle Longitudinal im zentralen und südlichen Bereich. Beide sind ausgeprägte Graben-Systeme.
Die Pampa del Tamarugal erstreckt sich direkt entlang der nördlichen Vulkankette, während das etwas tiefer gelegene Valle Longitudinal der südlichen Vulkankette folgt und bei Puerto Montt (41° 30′ S) ins Meer abtaucht.
Die Küstenkordillere erstreckt sich mit einer kurzen Unterbrechung südlich der Insel Chiloé über die gesamte Westseite des Landes. Sie steigt im Norden des Landes zwischen Arica und Chañaral (26. Breitengrad) als Steilküste unmittelbar auf 1000 m (stellenweise über 2000 m) an. Da die wenigen Flüsse in diesem Raum aufgrund des extrem ariden Klimas nicht die Kraft zum Durchbruch haben, wird sie hier nur von wenigen Tälern durchschnitten. Die Talsysteme häufen sich erst südwärts von Chañaral.
Das Küstengebirge flacht nach Süden hin ab und erreicht im Kleinen Süden schließlich nur noch an wenigen Stellen Höhen über 1000 m.
Die Küstenkordillere setzt sich ab dem 44. Breitengrad (Chonos-Archipel) als Inselkette fort.

### Berge
Die chilenischen Anden bilden einen der höchsten Gebirgszüge der Welt und weisen eine Vielzahl von Gipfeln über 6000 m auf. Unter ihnen befindet sich der höchste Berg Chiles, der Ojos del Salado (6893 m), welcher zugleich der höchste Vulkan der Welt ist.
Im Folgenden sind die bekanntesten Berge Chiles aufgelistet (vom Norden nach Süden):
- Volcán Parinacota, 6342 m, XV. Region (Región de Arica y Parinacota)
- Volcán Licancábur, 5916 m, II. Region (Región de Antofagasta)
- Volcán Llullaillaco, 6739 m, II. Region (Región de Antofagasta)
- Nevado Ojos del Salado, 6893 m, III. Region (Región de Atacama)
- Cerro Tupungato, 6550 m, Hauptstadt-Region (Región Metropolitana)
- Vulkan Puyehue, 2236 m, XIV. Region (Región de Los Ríos)
- Descabezado Grande, 3830 m, VII. Region (Región del Maule)
- Volcán Villarrica, 2840 m, IX. Region (Región de La Araucanía)
- Volcán Osorno, 2652 m, X. Region (Región de Los Lagos)
- Volcán Cerro Hudson, 1905 m, XI. Region (Región de Aisén)
- Cerro Paine Grande, 2800 m, XII. Region (Región de Magallanes y de la Antártica Chilena)

### Flüsse und Seen

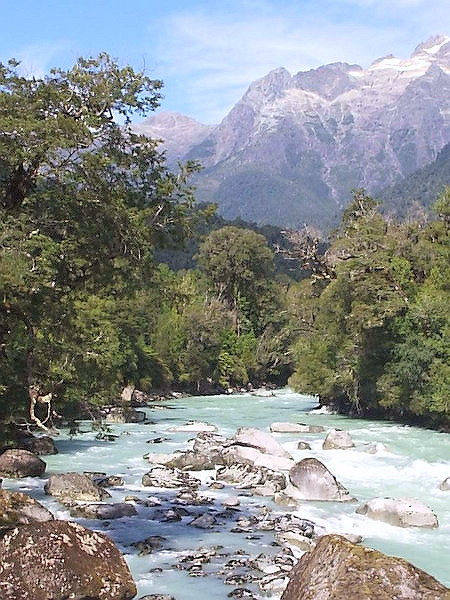
Río Blanco, Prov. Palena, Región de Los Lagos

Aufgrund der besonderen Struktur des Landes gibt es in Chile keine längeren Flüsse. Der mit 443 Kilometern längste ist der Río Loa im Norden inmitten der Atacama-Wüste. Die Flüsse, die dauerhaft Wasser führen, werden meist aus der Schnee- und Eisschmelze der Anden genährt. Gemäß den zunehmenden Niederschlägen nimmt nach Süden hin das mitgeführte Wasservolumen zu. Die Flüsse werden für die Bewässerung in der Landwirtschaft, zur Energiegewinnung und zu kleineren Teilen auch für den Tourismus genutzt. Einige Flüsse von Nord nach Süd sind folgende:
- Río Lluta, 167 km, XV. Region (Región de Arica y Parinacota)
- Río Lauca, 160 km, XV. Region (Región de Arica y Parinacota)
- Río Loa, 443 km, II. Region (Región de Antofagasta)
- Río Copiapó, 162 km, III. Region (Región de Atacama)
- Río Elqui, 170 km, IV. Region (Región de Coquimbo)
- Río Choapa, 160 km, IV. Region (Región de Coquimbo)
- Río Aconcagua, 142 km, V. Region (Región de Valparaíso)
- Río Mapocho, 120 km, Hauptstadt-Region (Región Metropolitana)
- Río Maipo, 250 km, Hauptstadt-Region und V. Region (Región Metropolitana, Región de Valparaíso)
- Río Cachapoal, 172 km, VI. Region (Región O’Higgins)
- Río Maule, schiffbar,[13] 240 km, VII. Region (Región Maule)
- Río Biobío, 380 km, VIII. Region (Región del Biobío)
- Río Imperial, schiffbar,[13] 52 km, IX. Region (Región de la Araucanía)
- Río Valdivia, schiffbar,[13] 15 km, XIV. Region (Región de Los Ríos)

Zu den chilenischen Seen zählen im Norden die Salzseen, deren größter und bekanntester der Salar de Atacama (3000 Quadratkilometer) ist. Ganz im Norden liegt der 21,5 Quadratkilometer große Lago Chungará auf rund 4500 Meter Höhe, einer der höchstgelegenen Seen der Welt.

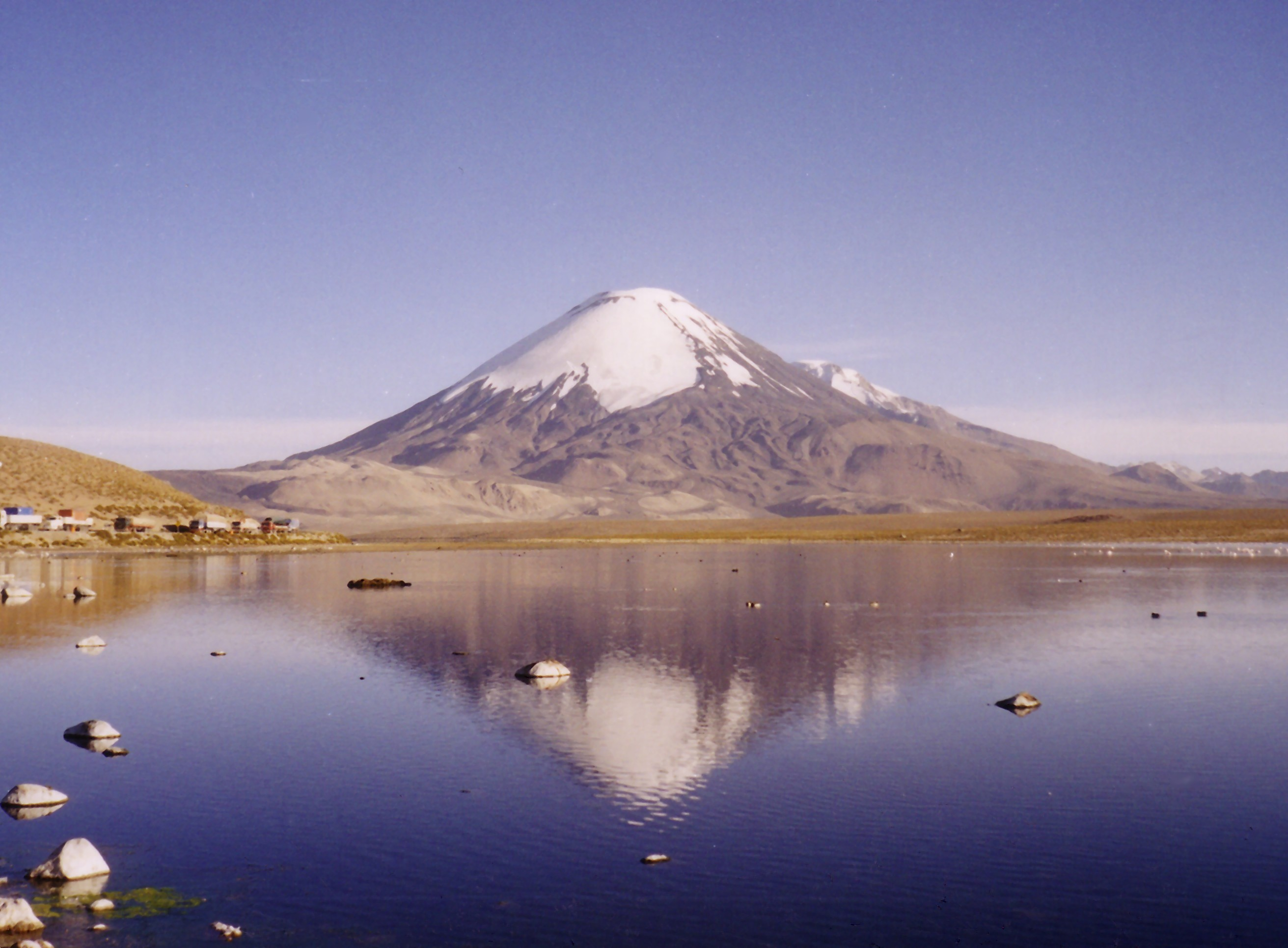
Lago Chungará und Vulkan Parinacota

Die großen und landschaftlich schönsten Seen Chiles erstrecken sich südöstlich der Stadt Temuco bis nach Puerto Montt in folgender Reihenfolge:
- Lago Colico, 56 km², IX. Region (Región de la Araucanía)
- Lago Caburga, 51 km², IX. Region (Región de la Araucanía)
- Lago Villarrica, 176 km², IX. Region (Región de la Araucanía)
- Lago Calafquén, 120 km², IX. Region (Región de la Araucanía) und XIV. Region (Región de Los Ríos)
- Lago Pirihueico, 30 km², XIV. Region (Región de Los Ríos)
- Lago Panguipulli, 116 km², XIV. Region (Región de Los Ríos)
- Lago Riñihue, 77 km², XIV. Region (Región de Los Ríos)
- Lago Ranco, 401 km², XIV. Region (Región de Los Ríos)
- Lago Puyehue, 156 km², X. Region (Región de los Lagos)
- Lago Rupanco, 223 km², X. Region (Región de los Lagos)
- Lago Llanquihue, 860 km², X. Region (Región de los Lagos)
- Lago General Carrera, 970 km², XI. Region (Región de Aisén), der westliche Teil des argentinischen Lago Buenos Aires

Viele Seen sind schiffbar.

### Naturräumliche und klimatische Gliederung
Chile liegt auf der Südhalbkugel, weshalb die Jahreszeiten um ein halbes Jahr im Vergleich zur Nordhalbkugel verschoben sind. Das Land lässt sich klimatisch in drei Zonen einteilen: Nord-, Mittel- und Südchile.

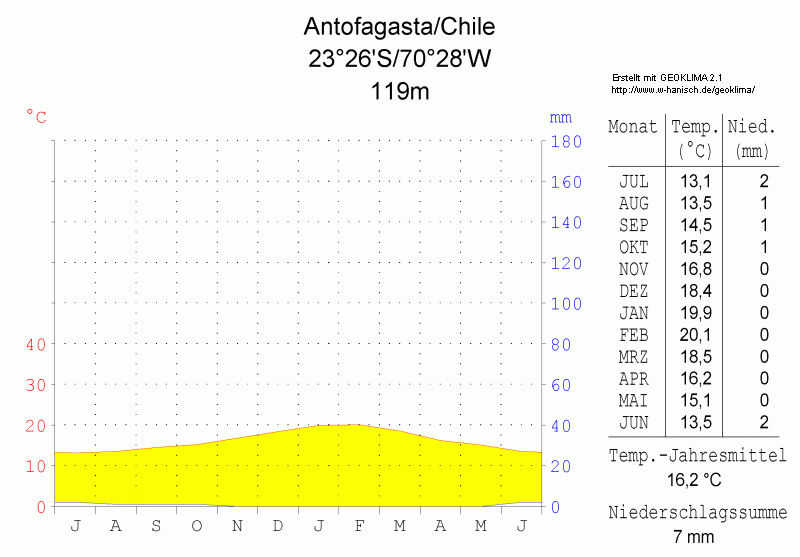
Klimadiagramm Antofagasta

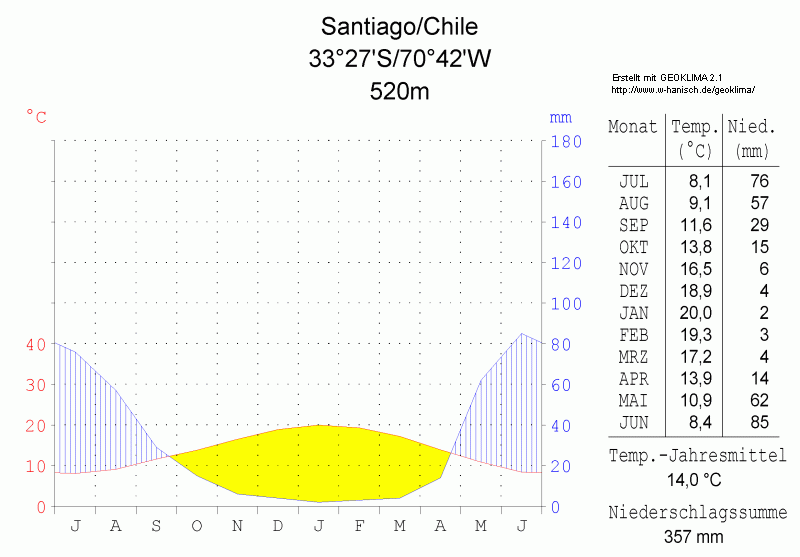
Klimadiagramm Santiago

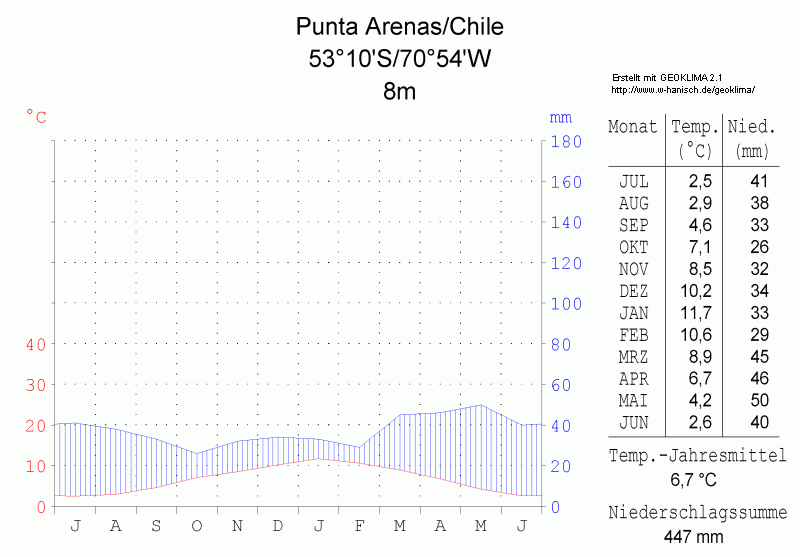
Klimadiagramm Punta Arenas

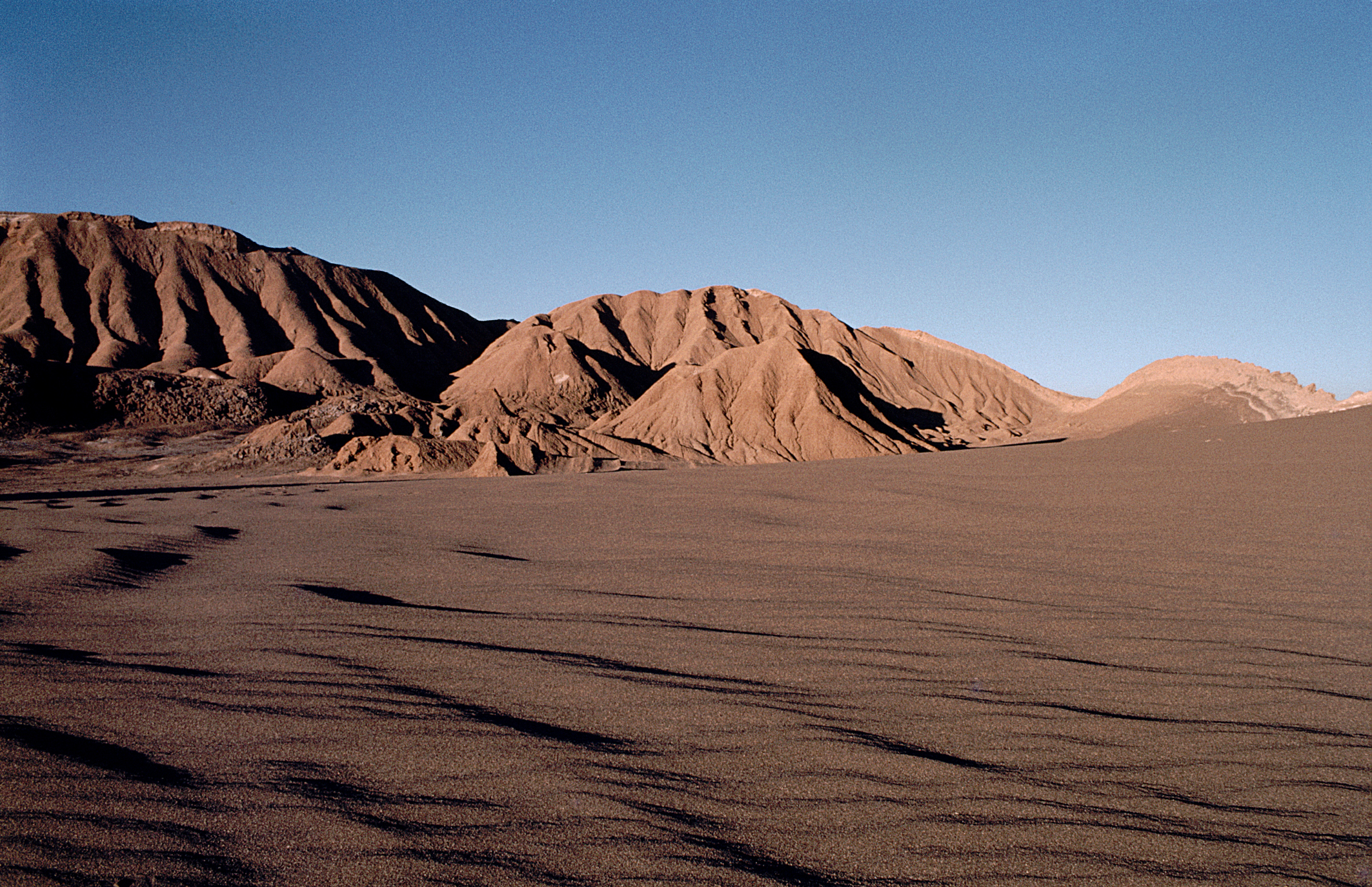
Valle de la Luna, San Pedro de Atacama

Nordchile (genannt „großer Norden“) besitzt viele Berge, die über 6000 m hoch sind. Zwischen der Küste und der westlichen Anden-Hauptkette erstreckt sich die Atacama-Wüste. Diese Wüste ist eines der trockensten Gebiete der Erde; oft fällt jahrelang kein Regen. Die Wüste war in der Vergangenheit für ihre großen Salpetervorkommen bekannt, während dort heute vor allem Kupfer gefördert wird. Die größte und wichtigste Stadt dieser Region ist die Hafenstadt Antofagasta (310.000 Einwohner).
In Mittelchile herrscht ein dem Mittelmeerraum vergleichbares Klima. Diese Region ist sehr fruchtbar und dicht besiedelt. Hier befindet sich die Hauptstadt Santiago de Chile mit rund 5,5 Millionen Einwohnern. Daneben sind Valparaíso (Seehafen und Parlamentssitz, 280.000 Einwohner), Viña del Mar (beliebter Urlaubsort, 320.000 Einwohner) und Concepción (Zentrum der Landwirtschaft und Industrie, 216.000 Einwohner) von Bedeutung. Der Raum nördlich von Santiago wird „kleiner Norden“, der südlich von Santiago „kleiner Süden“ genannt.

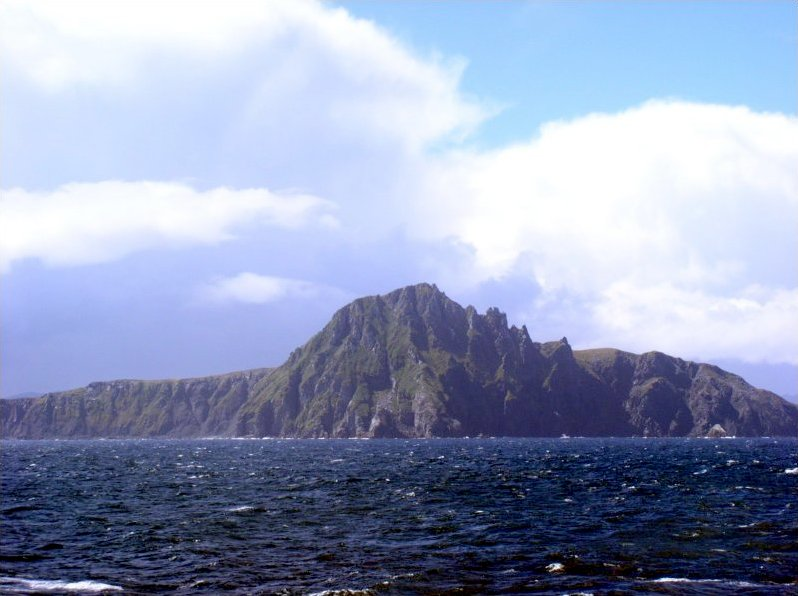
Kap Hoorn

Das sehr dünn besiedelte Südchile (genannt „großer Süden“) ist eine äußerst niederschlagsreiche Region. Die Küste ist durch eine Vielzahl vorgelagerter Inseln stark zerklüftet. Südlich des Festlands befindet sich die Insel Feuerland, die sich Chile mit dem Nachbarland Argentinien teilt. Auf der Feuerland vorgelagerten Insel Isla Hornos befindet sich Kap Hoorn, der südlichste Punkt Chiles und Südamerikas.
Besonderheiten des Klimas
Insgesamt wird das Klima Chiles stark durch den Humboldt-Meeresstrom entlang der Küste beeinflusst. Dieser fließt von Süden nach Norden und transportiert kaltes Meerwasser aus der Antarktis. Während zum Vergleich Nordeuropa vom warmen Golfstrom profitiert, liegen die Wassertemperaturen in Chile bei analogem Breitengrad (Nord-/Südkoordinate) deutlich niedriger. In Punta Arenas (Südchile) – das etwa gleich weit vom Äquator entfernt liegt wie Hamburg – beträgt die mittlere Tagestemperatur im Sommer 12 Grad Celsius.
Eine Besonderheit des chilenischen Klimas ist der El-Niño-Effekt, auch Südliche Oszillation genannt. Dieses Klimaphänomen betrifft zwar hauptsächlich Länder wie Peru oder Indonesien, aber auch in Chile ist es etwa alle sieben Jahre wirksam und führt hier zu vermehrten Niederschlägen im Vergleich zu Normaljahren.

### Flora und Fauna

#### Flora

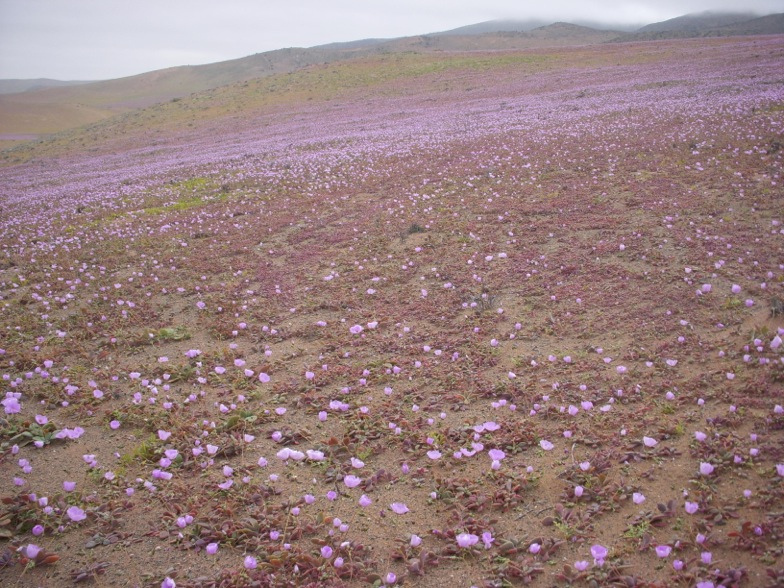
Blühende Atacamawüste (Desierto florido)

Aufgrund der riesigen Ausdehnung von über 4000 Kilometern Länge gibt es in Chile sehr viele Vegetationszonen. Im Bereich der Atacama-Wüste wächst wenig. Bewuchs gibt es nur in Küstennähe oder im Bereich der Anden. Hier wachsen sehr viele verschiedene Kakteenarten, Sukkulenten und Zwergsträucher. Allerdings kommt es im Zusammenhang mit dem Klimaphänomen El Niño regelmäßig zum Phänomen der blühenden Atacamawüste, bei dem nach Regenfällen in der Wüste große Wüstenflächen nur für wenige Tage von Millionen von Blumen überzogen werden.
Südlich der Wüste folgt die Steppe mit trockenem Grasland und in den Anden wächst die steinharte Yareta (Azorella yareta), auch „Andenpolster“ genannt. In den trockenen Gebieten wächst der „Boldo-Strauch“ (Peumus boldus). An den Küstengebirgen und in den Anden Mittelchiles gibt es kleinflächig subtropische Nebelwälder („hydrophile Wälder“), wo zum Beispiel Baumfarne (spanisch Helecho arborescente) wachsen.
Die Weinanbaugebiete beginnen im Bereich des Flusses Río Elqui, außerhalb des Flusstals gibt es dagegen nur Dornensträucher und Kakteen.
In Zentralchile wächst die Honigpalme (Jubaea chilensis). Die Araukarie (Araucaria araucana) ist der heilige Baum der Mapuche (Ureinwohner Chiles), ihre großen Samen dienten ihnen zur Ernährung. In Chile gibt es auch zahlreiche große Eukalyptus-Plantagen.

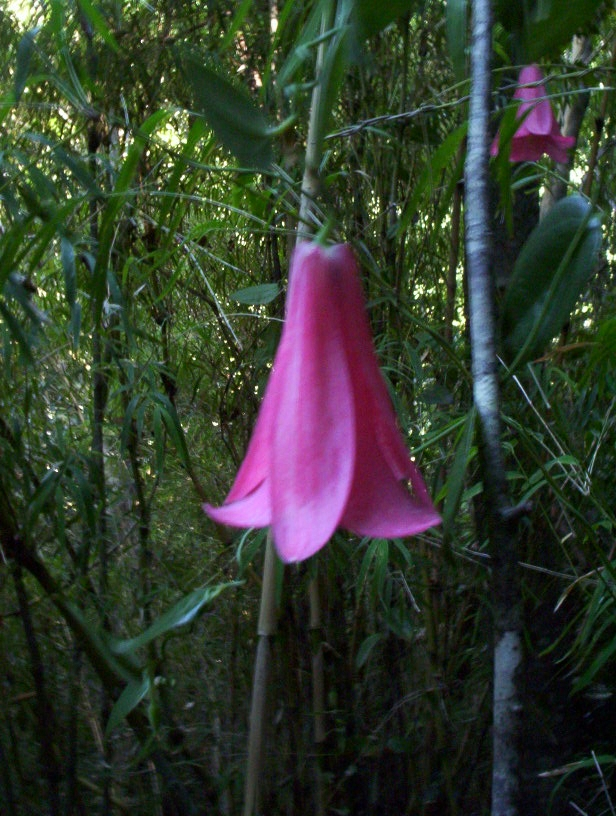
Chilenische Wachsglocke (Lapageria rosea)
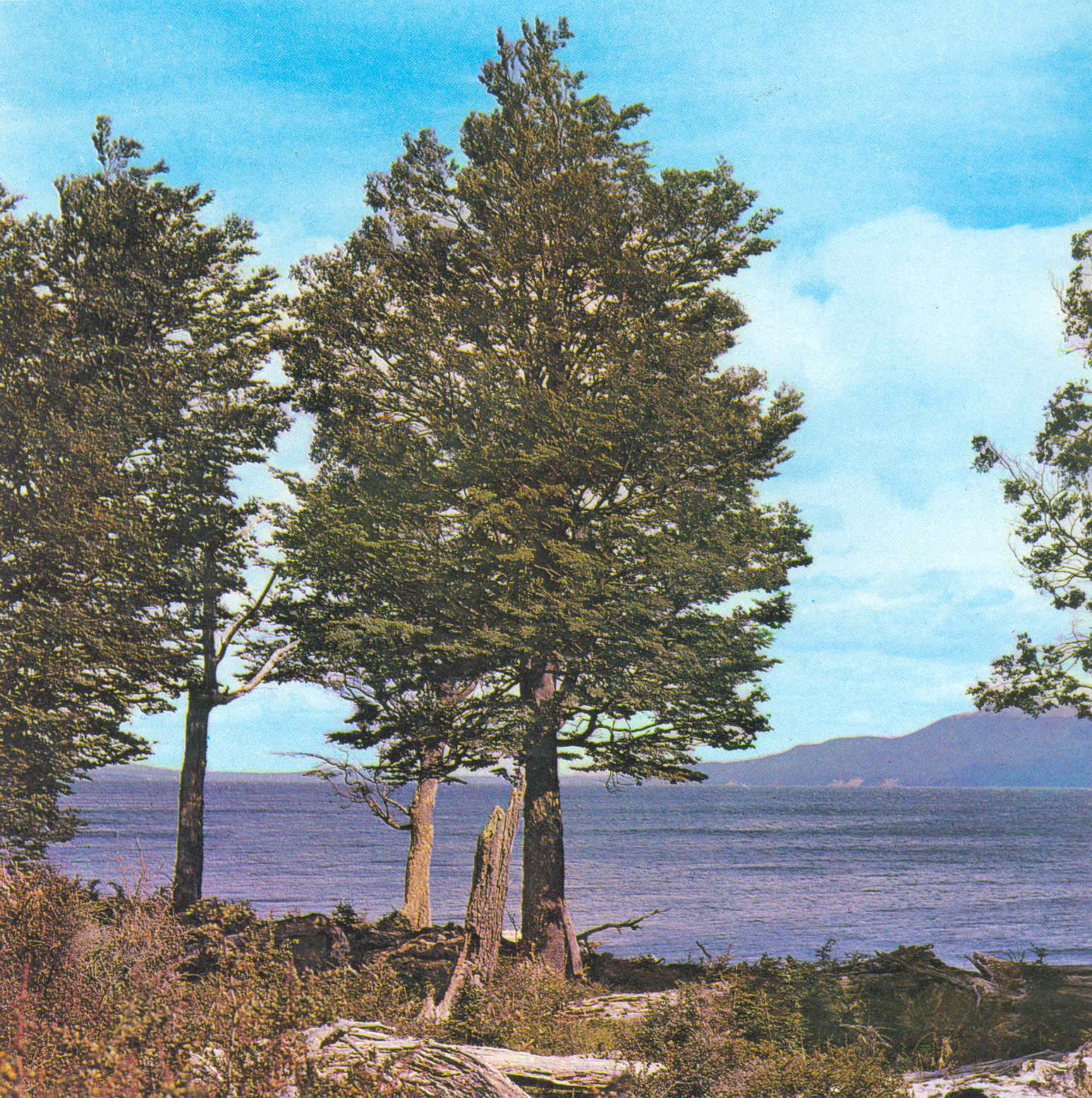
Lenga-Südbuche
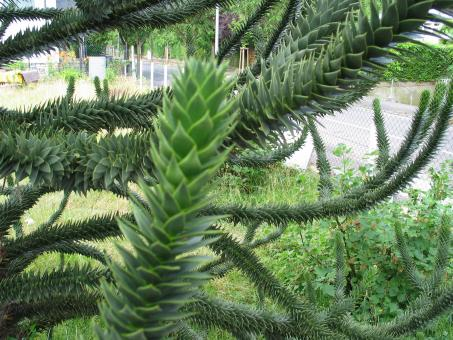
Chilenische Araukarie
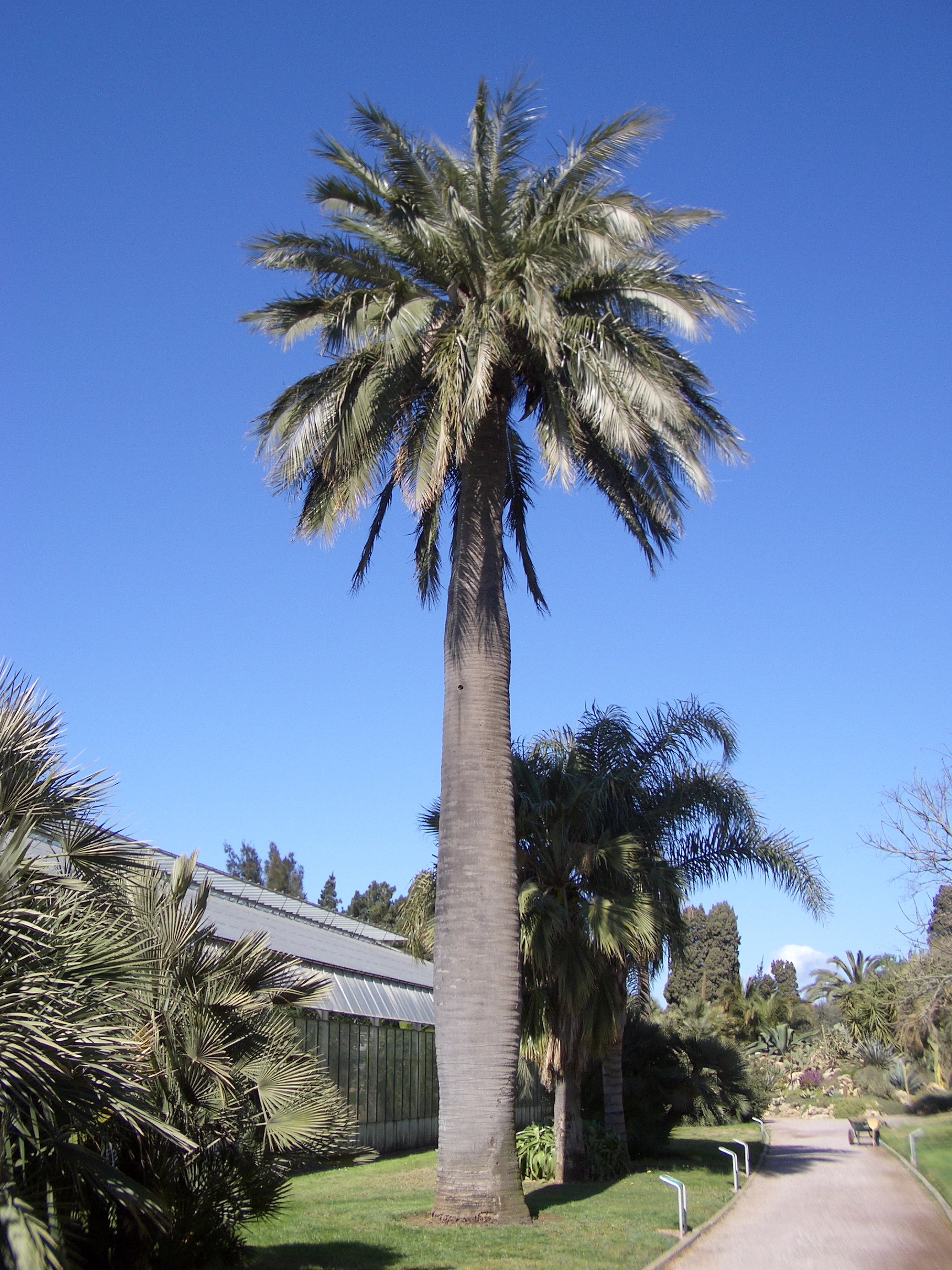
Honigpalme (Jubaea chilensis)

In Mittel- und Südchile gibt es große Wälder, die dem gemäßigten Regenwald zugeordnet werden. Sie werden unterteilt in den Valdivianischen Regenwald im Norden und den Magellanischen Regenwald im Süden, die ursprünglich beide von Scheinbuchen dominiert wurden. Im Valdivianischen Regenwald kommen noch einige Koniferen der Südhalbkugel wie die Chilenische Araukarie und die Patagonische Zypresse hinzu. Heute finden sich auch eingeführte Kiefern, Lärchen und Pappeln in den chilenischen Wäldern.
In der XI. Region (Aisén) gibt es Wälder mit beispielsweise folgenden Baumarten: Lenga-Südbuche (Nothofagus pumilio), Coihue-Südbuche (Nothofagus dombeyi), Luma apiculata, Aextoxicon punctatum (der unter anderem in Chile Olivillo heißt), Embothrium coccineum, Chilenische Scheinulme (Eucryphia cordifolia), Kerzenbaum (Maytenus boaria).
Die „Nationalblume“ Chiles ist die rote Chilenische Wachsglocke (Lapageria rosea), sie heißt in Chile Copihue und ist eine Kletterpflanze.
Patagonien besteht aus weiten Steppen und Halbwüsten, an der Südwestküste findet sich die sogenannte Magellan-Tundra. Große Teile der Region Aisén und der Region Magallanes sind bereits vergletschert, so dass hier keine Vegetation mehr anzutreffen ist.
Feuerland ist von großen Mooren durchzogen. Hier halten sich nur noch wenige Baumarten, wie die Lenga-Südbuche, die Magellan-Südbuche (Nothofagus betuloides) oder die Coihue-Südbuche (Nothofagus dombeyi).

#### Fauna

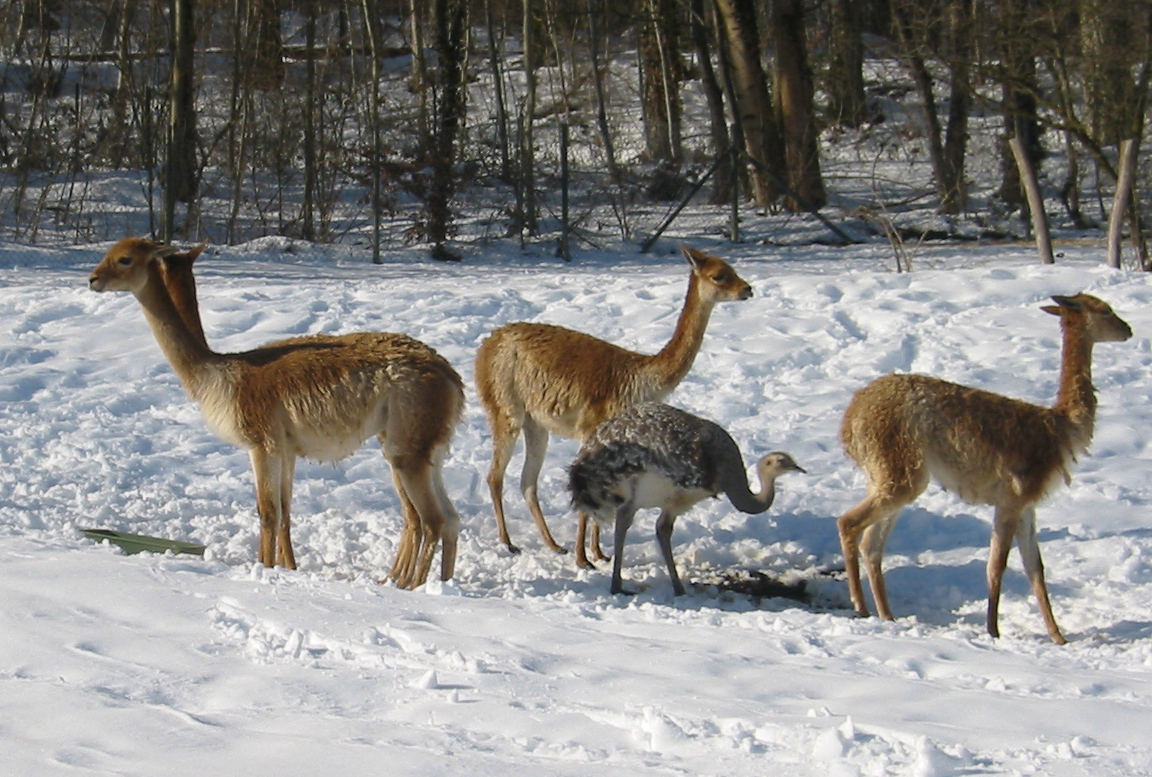
Vikunjas und Nandu

In den Steppengebieten sind Guanakos, die zur Familie der Kamele gehören, weit verbreitet. In den Andenregionen leben Vikunjas und der Huemul, der als Nationaltier Chiles zusammen mit dem Andenkondor im Staatswappen dargestellt ist.
Das Chinchilla, ein Nagetier, sowie der Puma leben ebenfalls in gebirgigen Steppenlandschaften. Die Wälder bieten Platz für Hirsche, Chilenische Waldkatzen, Füchse und für Kolibris.
Der Humboldt-Pinguin, Pelikane und Mähnenrobben leben selbst an den kalten Küsten Nordchiles, Mähnenrobben und Magellanpinguine im eisreichen Süden.
Über fast den ganzen Bereich Chiles ist der majestätische Andenkondor verbreitet, einer der größten Vögel der Welt. Die großen Salzseen beherbergen tausende Flamingos.
Im kargen Süden Feuerlands leben Eulen, Magellan-Füchse und Darwinnandus. Sehr häufig anzutreffen sind Strauchratten (Degus), kleine, ausschließlich in Chile heimische und vom Aussehen her rattenähnliche Nagetiere aus der Familie der Trugratten, die mit drei Arten fast das ganze Land bewohnen. Sie leben in Erdhöhlen in Kolonien und nehmen im Ökosystem die Nische ein, die in Deutschland die Wildkaninchen innehaben.

## Bevölkerung

### Demografie
Chile hatte 2022 19,6 Millionen Einwohner. Das jährliche Bevölkerungswachstum betrug + 0,6 %.Zum Bevölkerungswachstum trug ein Geburtenüberschuss (Geburtenziffer: 11,8 pro 1000 Einwohner vs. Sterbeziffer: 7,2 pro 1000 Einwohner) bei. Die Anzahl der Geburten pro Frau lag 2022 statistisch bei 1,5, die der Region Lateinamerika und die Karibik betrug 1,8. Der Median des Alters der Bevölkerung lag im Jahr 2021 bei 34,9 Jahren. Im Jahr 2023 waren 18,2 Prozent der Bevölkerung unter 15 Jahre, während der Anteil der über 64-Jährigen 13,5 Prozent der Bevölkerung betrug.
Die Lebenserwartung der Einwohner Chiles ab der Geburt lag 2022 bei 79,5 Jahren (Frauen: 81,9, Männer: 77,2).

### Migration

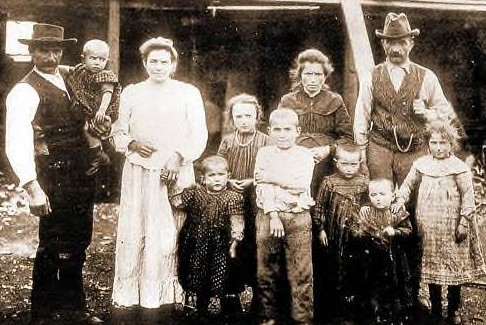
Italienische Einwanderer im Jahre 1905

Die Migrationsrate Chiles lag im Jahr 2012 bei 0,35 Migranten je 1.000 Einwohner und Jahr und war damit eine der niedrigsten in ganz Lateinamerika. Im Jahre 2017 waren 2,7 % der Bevölkerung im Ausland geboren.
Im Jahre 1848 begann die deutsche Kolonisierung, die von der chilenischen Regierung gefördert wurde, um den Süden des Landes zu bevölkern. Die Einwanderung aus deutschsprachigen Staaten beeinflusste die Kultur eines großen Gebietes in Südchile, besonders in den Provinzen Valdivia, Osorno und Llanquihue. Einwanderer aus anderen europäischen und westasiatischen Staaten kamen im 19. und 20. Jahrhundert vor allem in Valparaíso und im äußersten Norden und Süden an. Darunter befanden sich Österreicher, Briten und Iren, Kroaten, Spanier, Franzosen, Griechen, Italiener, Niederländer, Polen, Russen, Schweizer, Juden und Palästinenser. Im Jahre 1953 gründete Präsident Carlos Ibáñez del Campo die Einwanderungsbehörde Departamento de Inmigración und ließ Regeln für die Einwanderung aufstellen.
Im 21. Jahrhundert hat die Einwanderung aus den benachbarten Staaten mehr an Bedeutung gewonnen. Zwischen 2004 und 2010 stieg sie um 50 % auf geschätzt 365.459 Personen. Die Volkszählung des Jahres 2012 ergab, dass 339.536 im Ausland geborene Menschen in Chile wohnhaft waren. Sie stammten vor allem aus Peru (103.624), Argentinien (57.019), Kolumbien (27.411), Bolivien (25.151) und Ecuador (16.357). 2014 stammten 74,9 % der Einwanderer vom gleichen Kontinent ab.
Obwohl die Auswanderung aus Chile im vergangenen Jahrzehnt zurückgegangen ist, lebten im Jahr 2005 487.174 Chilenen außerhalb Chiles. Dies entspricht 3,01 % der Bevölkerung des gleichen Jahres (16.165.316 Menschen). Die meisten ausgewanderten Chilenen leben heute in Argentinien (43,33 %), des Weiteren 16,58 % in den USA, 5,61 % in Schweden, 5,21 % in Kanada und 4,80 % in Australien.
Die interne Migration von den ländlichen Gebieten in die Großstädte hat sich in den letzten Jahrzehnten verstärkt. So wurden etwa 80 % der Bevölkerung der mittleren und südlichen Regionen Chiles in der Region selbst geboren. In Región del Biobío erreicht dieser Wert mit 86,11 % den Höchststand. Nur 71 % der Bewohner der Hauptstadtregion wurden auch in der Region geboren und gar nur 55 % der Region Magallanes y Antártica Chilena stammen von dort.

### Bevölkerungsstruktur

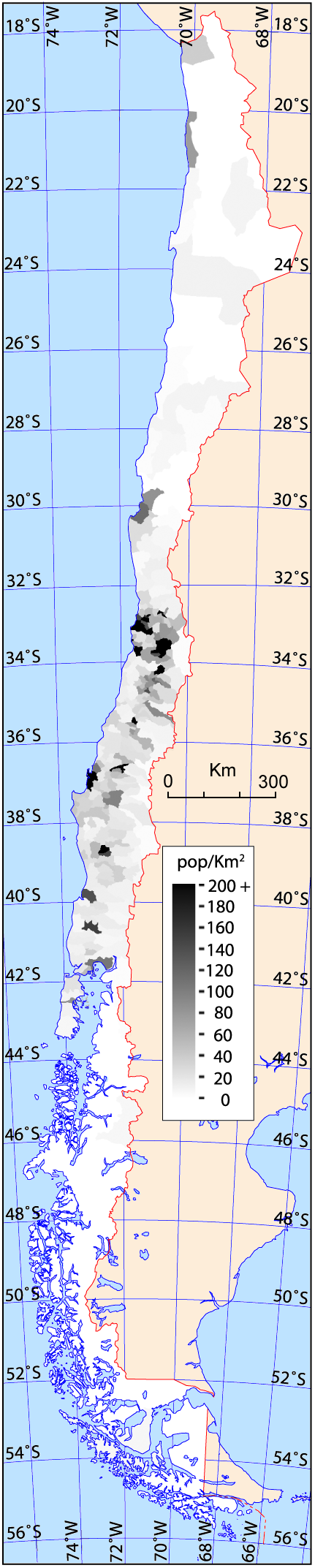
Bevölkerungsdichte, Daten von 2002

Der Großteil der Bevölkerung lebt in den Regionen V bis X. Am dichtesten besiedelt ist der Großraum Región Metropolitana de Santiago, wo etwa die Hälfte der chilenischen Einwohner lebt. Die Stadt selbst hat etwa 5,5 Millionen Einwohner; sie beherbergt also in etwa ein Drittel aller Einwohner Chiles. Nördlich und vor allem südlich davon erstrecken sich landwirtschaftlich genutzte und dicht besiedelte Gebiete in der Ebene zwischen den Hauptketten der Anden. Nur 100 Kilometer westlich von Santiago liegt der Großraum um die Hafenstadt Valparaíso mit etwa einer Million Einwohnern.
Nach Norden und Süden verringert sich die Bevölkerungsdichte immer stärker. Die Atacama-Wüste im äußersten Norden und die rauen, stürmischen Gebiete im Süden sind aufgrund der ungünstigen klimatischen Bedingungen nur sehr dünn besiedelt.

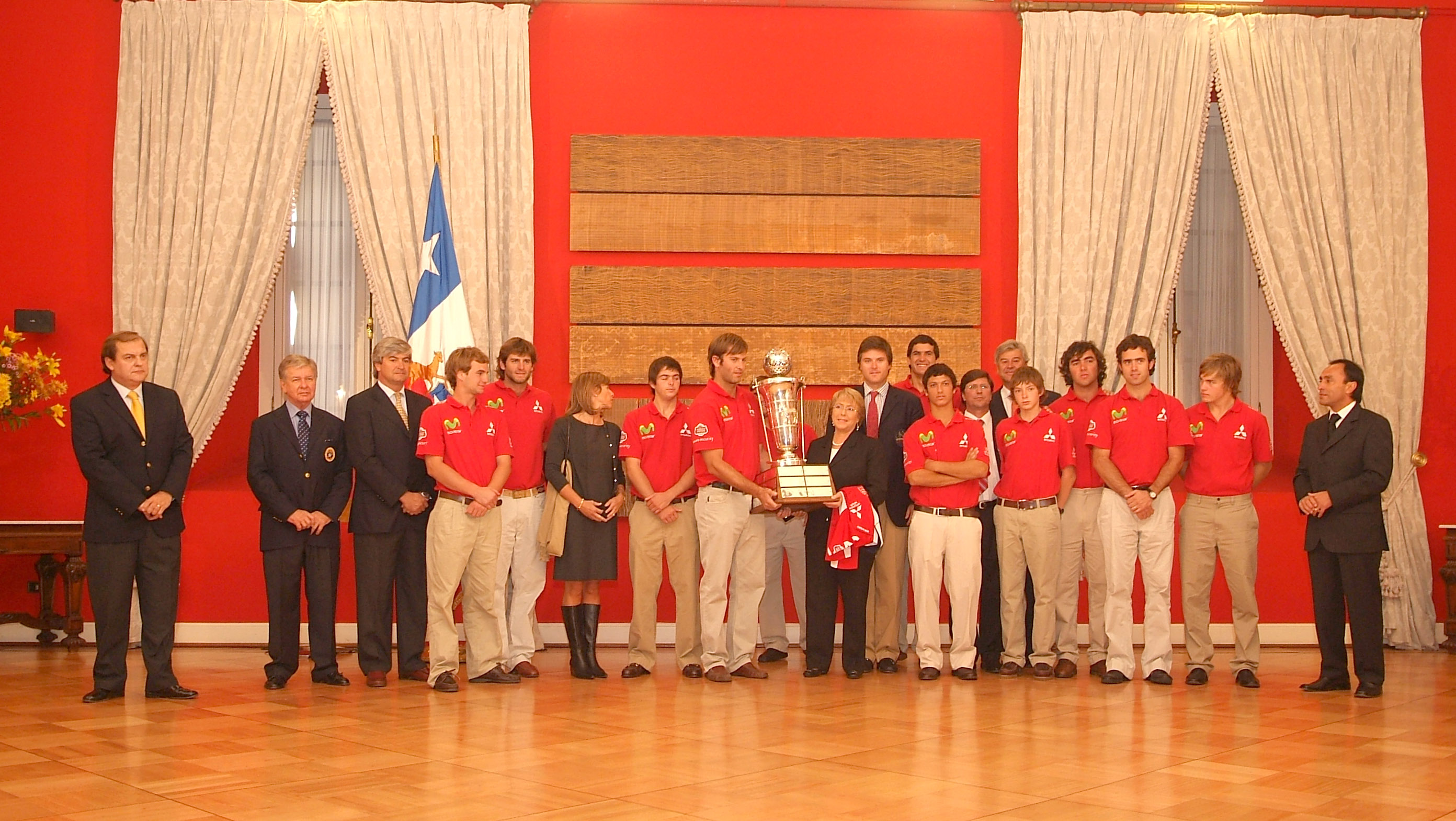
Präsidentin Bachelet und das chilenische Polo-Team

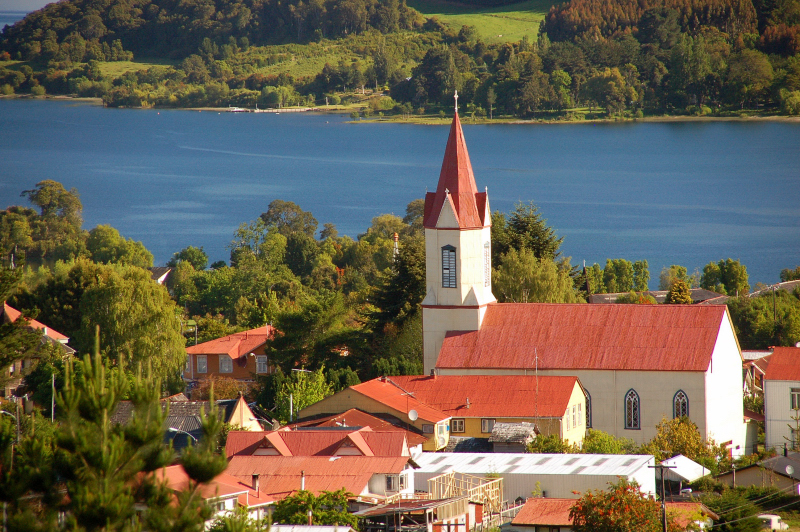
Puerto Octay

Die chilenische Bevölkerung ist durch einen hohen Grad an Homogenität gekennzeichnet. Die Chilenen mit europäischen Vorfahren und Mestizen bilden rund 88,92 Prozent der Bevölkerung. 11,08 Prozent werden durch die indigene Bevölkerung gebildet. Davon sind 82 Prozent Mapuche, 6 Prozent Aymara, 2,5 Prozent Diaguita und 0,5 Prozent Rapanui. Chile hat bisher die Convention 169 der ILO, die die Rechte indigener Völker schützt, nicht unterzeichnet.
Das Volk der Mapuche lebt überwiegend in der Region zwischen den Flüssen Bío-Bío und Toltén und besitzt dort einen Bevölkerungsanteil von 23 Prozent. Die Mapuche, früher zusammen mit anderen Völkern der Region auch unter der (von den Mapuche selbst abgelehnten) Sammelbezeichnung Araukaner bekannt, lassen sich in Pewenche, Lafkenche, Wenteche und Huilliche unterteilen (die im Norden lebenden Picunche sind der spanischen Eroberung zum Opfer gefallen). Ihre Sprache, das Mapudungun, wird seit wenigen Jahren als Ergänzungsfach in der Schule gelehrt und für eine tägliche Nachrichtensendung im lokalen Fernsehen auf Canal 13 Temuco verwendet. Trotz dieser Errungenschaften bleibt die traditionelle Lebensweise der Mapuche durch den Verlust ihres Landes und die liberale Wirtschaftsordnung gefährdet. Mapuche müssen oft in die Großstädte abwandern, um bezahlte Arbeit zu suchen.
Im nördlichen Teil Chiles leben kleinere Gruppen von Quechua, Aymara, Chango, Atacameño, Diaguita und Kolla. Im Süden Chiles lebten bis zum Anfang des 20. Jahrhunderts auch kleine Gruppen von Selk’nam, Kawéskar, Yámana, Caucahue sowie Tehuelche, deren Nachfahren in der heutigen Mehrheitsbevölkerung aufgegangen sind oder sich heute als Mapuche verstehen. Von den rund 5000 Einwohnern der Osterinsel sind ca. 40 Prozent, also etwa 2000 Menschen, Polynesier (Rapanui).
Während der Kolonialzeit wurde Chile durch spanische Einwanderer besiedelt, die großteils aus den kastilischen Regionen Spaniens kamen. Im 19. Jahrhundert wanderten besonders viele englische und irische sowie deutsche Siedler nach Chile ein. Nennenswerte Einwandererkontingente kamen außerdem aus Frankreich, Italien, Kroatien und in jüngerer Zeit aus Palästina bzw. dem Nahen Osten. Die ersten Deutschen trafen 1843 ein und siedelten sich später vor allem im Gebiet um den Llanquihue-See und in Valdivia, Osorno sowie Puerto Montt an. Im Jahr 1913 nannte das Handbuch des Deutschtums im Ausland 30.000 in Chile lebende „Auslandsdeutsche“; 1916 betrug die Zahl der im Lande ansässigen Deutschchilenen und Chiledeutschen einer Zählung des Deutsch-Chilenischen Bunds zufolge etwa 25.500. Zuletzt gab es während und nach dem Zweiten Weltkrieg eine Zuwanderungswelle aus dem deutschsprachigen Raum. Noch heute wird die deutsche Sprache von bis zu 35.000 Einwohnern verwendet, deren Zahl allerdings stetig abnimmt.
Die Verschleppung schwarzer Sklaven nach Chile war zu allen Zeiten sehr gering. Die Mehrheit von ihnen konzentrierte sich auf die Städte Santiago de Chile, Quillota und Valparaíso. Im Laufe der Jahrhunderte vermischten sich die Schwarzen mit den Weißen und Mestizen, so dass heute das afrikanische Element in Chile fast völlig verschwunden ist. Eine Ausnahme bildet die Stadt Arica in der Provinz Tarapacá. Arica wurde 1570 gegründet und gehörte bis 1883 zu Peru. Die Stadt zählte zu den peruanischen Einfuhrzentren für afrikanische Sklaven. Von hier aus wurde auch ein großer Teil der bolivianischen Handelsgüter auf europäische Schiffe verladen. Arica lag mitten in der Wüste und bildete – dank der hervorragenden Anbaumöglichkeiten für Zuckerrohr und Baumwolle im Azapatal – eine Oase. Erdbeben, Piratenüberfälle und der Ausbruch von Malariaepidemien führten dazu, dass viele Weiße die Stadt verließen. So entwickelte sich mit der Zeit eine mehr oder weniger isolierte afro-chilenische Enklave. Chile erklärte sich 1811 als erster Staat in Südamerika gegen die Sklaverei und schaffte sie 1823 endgültig ab.
In den vergangenen Jahrzehnten suchten vermehrt Arbeiter aus Peru und Bolivien in Chile ihr Glück. In den 1980er Jahren gewann hierdurch bedingt die Peruanische Küche einen gewissen Einfluss in Chile. 2007 beschloss die Regierung eine Amnestie für diejenigen Ausländer, meistens aus Peru, die ohne Aufenthaltserlaubnis im Land arbeiteten. Die Wirtschaftskrise in Argentinien zwang seit der Jahrtausendwende vermehrt auch Argentinier zur Arbeitssuche im Nachbarland. Eine kleine Gruppe von Einwanderern kommt aus Asien, vor allem aus Korea, und lebt im Großraum Santiago.

### Urbanisierung und wichtige Städte

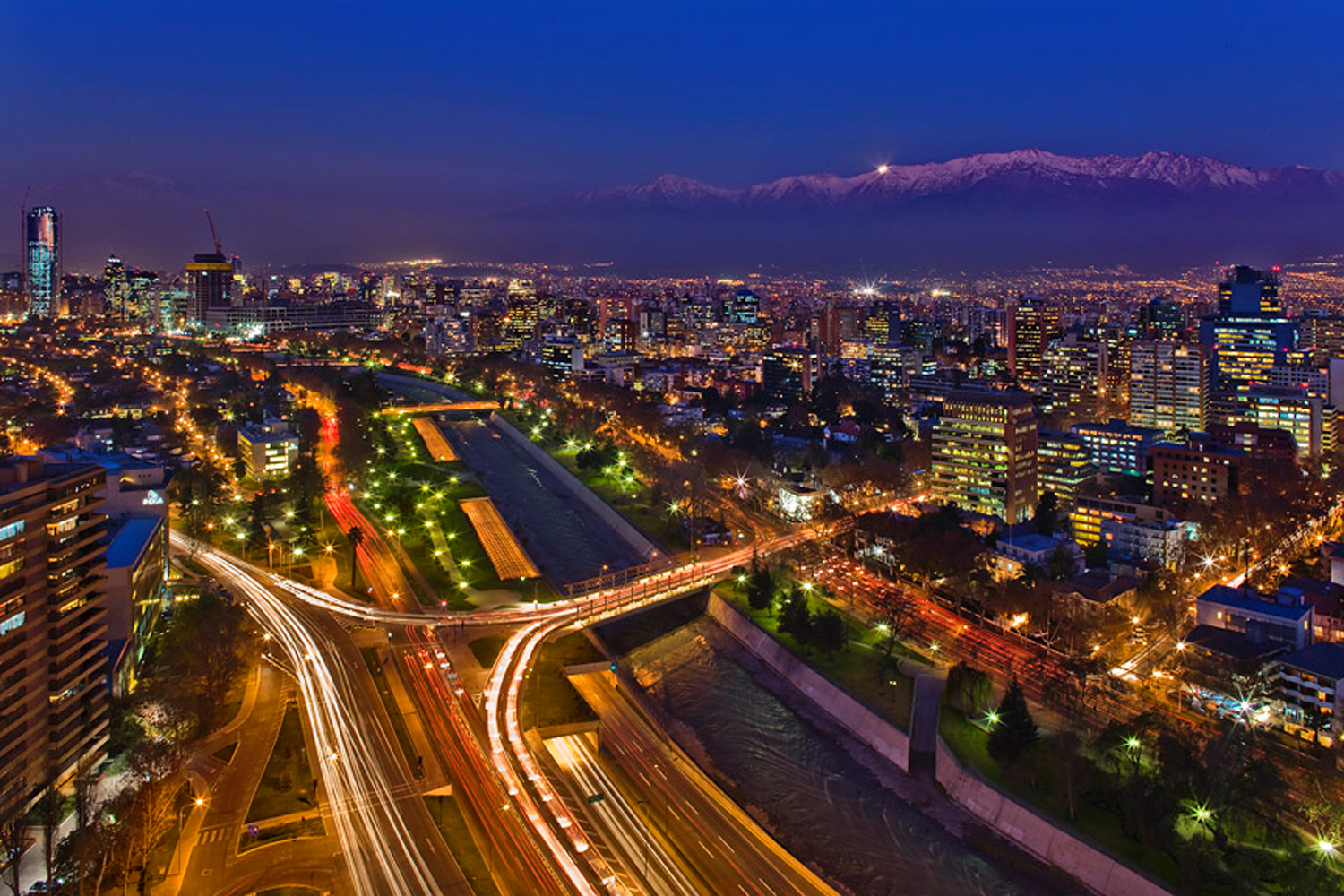
Santiago bei Nacht

Die Bevölkerung Chiles ist im internationalen Vergleich sehr ungleich verteilt. Die Volkszählung des Jahres 2002 ergab, dass 13.090.113 Chilenen, oder 86,59 % der Gesamtbevölkerung, in Städten leben. Die Regionen in klimatisch extremen Zonen weisen den höchsten Urbanisierungsgrad auf – 97,68 % der Bevölkerung der Region Antofagasta, 94,06 % von Tarapacá und 92,6 % von Magallanes y Antártica Chilena leben in Städten. Auch die Industriestandorte in Mittelchile sind stark urbanisiert – 96,93 % der Menschen in der Hauptstadtregion und 91,56 % in der Region Valparaíso sind Stadtbewohner. Die 2.026.322 Menschen oder 13,41 % der Gesamtbevölkerung, die auf dem Land leben, arbeiten größtenteils in Landwirtschaft und Viehzucht. Sie konzentrieren sich auf Mittel- und Südchile; 33,59 % der Bevölkerung von Maule, 32,33 % von La Araucanía und 31,56 % von Los Lagos leben auf dem Land.

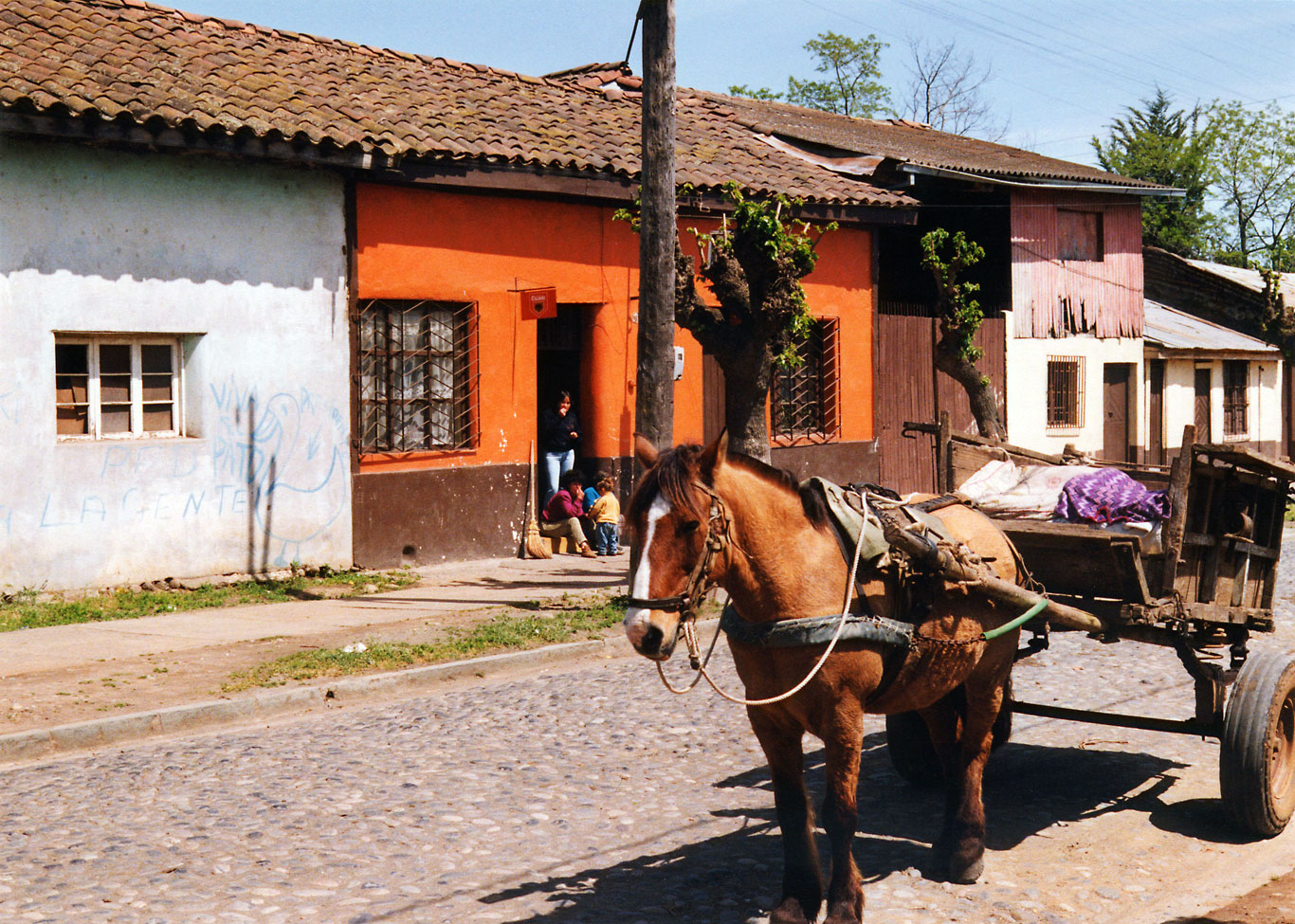
Molina, Region Maule, typisch chilenisches Landleben

In den 1920er Jahren begann eine starke Abwanderung von Landbewohnern, die auf der Suche nach besseren Lebensbedingungen in die Städte zogen. Die Städte wuchsen dadurch schnell und bildeten große Ballungsräume. Der Großraum Santiago ist der größte derartige Ballungsraum. Im Jahr 2002 wohnten hier 5.428.590 Menschen oder mehr als ein Drittel aller Bewohner von Chile, während er 1907 383.587 und 1920 noch 549.292 Einwohner hatte, was 16 % der Bevölkerung Chiles entsprach. Das Städtewachstum führte auch dazu, dass vormals ländliche Gebiete Teile der Städte wurden, wie Puente Alto oder Maipú, die heute zu den bevölkerungsreichsten Gemeinden Chiles zählen. Im Januar 2015 nahm Santiago hinter São Paulo, Ciudad de México, Buenos Aires, Rio de Janeiro, Lima und Bogotá den siebenten Rang unter den lateinamerikanischen Städten mit den größten Bevölkerungszahlen ein; weltweit rangiert es auf 54. Stelle.
Analog zur Hauptstadt sind auch Valparaíso und Viña del Mar von starkem Bevölkerungswachstum betroffen gewesen. Sie sind dadurch mit Concón, Quilpué und Villa Alemana zum Großraum Gran Valparaíso zusammengewachsen. Auch Concepción, Talcahuano, Hualpén, Chiguayante, San Pedro de la Paz, Penco, Coronel, Lota, Hualqui und Tomé bilden ein Ballungsgebiet namens Gran Concepción. Beide Ballungsräume hatten im Jahr 2002 mehr als 660.000 Einwohner.
Weitere wichtige Städte und Ballungsräume sind die Agglomeration La Serena-Coquimbo (296.253 Einwohner im Jahre 2002), Antofagasta (285.255), Temuco-Padre Las Casas (260.878), Rancagua (236.363), Iquique-Alto Hospicio (214.586), Talca (191.154), Arica (175.441), Chillán-Chillán Viejo (165.528), Puerto Montt (153.118), Los Ángeles (138.856), Calama (136.600), Copiapó (134.531), Osorno (132.245), Quillota (128.874), Valdivia (127.750), Punta Arenas (116.005), San Antonio (106.101) und Curicó (104.124). Die Mehrzahl dieser Städte liegt entlang der Pazifikküste oder im Zentraltal in der Mitte Chiles zwischen Santiago und Puerto Montt.
| Wichtigste Ballungsräume Chiles (Einwohnerzahlen nach Zensus 2012) | Wichtigste Ballungsräume Chiles (Einwohnerzahlen nach Zensus 2012) | Wichtigste Ballungsräume Chiles (Einwohnerzahlen nach Zensus 2012) | Wichtigste Ballungsräume Chiles (Einwohnerzahlen nach Zensus 2012) |
| Rang                                                               | Name                                                               | Region                                                             | Einwohnerzahl                                                      |
| ------------------------------------------------------------------ | ------------------------------------------------------------------ | ------------------------------------------------------------------ | ------------------------------------------------------------------ |
| 1.ª                                                                | Gran Santiago                                                      | Metropolitana de Santiago                                          | 5.896.836                                                          |
| 2.ª                                                                | Gran Concepción                                                    | Región del Biobío                                                  | 965.199                                                            |
| 3.ª                                                                | Gran Valparaíso                                                    | Valparaíso                                                         | 936.127                                                            |
| 4.ª                                                                | Gran La Serena                                                     | Coquimbo                                                           | 412.586                                                            |
| 5.ª                                                                | Antofagasta                                                        | Antofagasta                                                        | 348.669                                                            |

### Sprache
Die bekannteste indigene Sprache ist das Mapudungun, die in Südchile gesprochene Sprache der Mapuche (ca. 250.000 Sprecher); daneben sind in Nordchile Aymara (ca. 20.000 Sprecher) und auf der Osterinsel Rapanui (ca. 1000 Sprecher) verbreitet. Insgesamt werden in Chile neun verschiedene Sprachen und Idiome benutzt, darunter mindestens vier aussterbende Sprachen, für die nur noch einige wenige Sprecher bekannt sind. So wird für die Sprache der Yámana im Jahr 2013 noch ein einziger, 85-jähriger Sprecher genannt. Das in Peru und Bolivien verbreitete Quechua wird nur in den (früher peruanischen bzw. bolivianischen) chilenischen Nordprovinzen von einer nennenswerten Sprecherzahl verwendet. Vor allem in den südchilenischen Regionen IX und X leben zahlreiche Deutschchilenen, die teilweise noch Deutsch sprechen, sodass Deutsch die drittverbreitetste Sprache des Landes nach Spanisch und Mapudungun ist (genannt werden ca. 35.000 Sprecher).
Die Amtssprache und bei weitem überwiegende Alltagssprache Chiles ist Spanisch (in Chile Castellano genannt), wobei das in Chile gesprochene Spanische verschiedene Eigentümlichkeiten aufweist, welche Vokabular und Aussprache, die charakteristische Sprechmelodie und einzelne grammatikalische Besonderheiten betreffen. Zahlreiche in Chile verwendete Ausdrücke wurden aus einheimischen Sprachen (größtenteils dem Quechua und Aymara, nur selten aus dem Mapudungun) oder aus den Sprachen der Einwanderer übernommen (zum Beispiel cachar – von engl. to catch – oder kuchen). Von 1844 bis 1927 galt in Chile die an den Vorschlägen von Andrés Bello orientierte, von den Regelungen der Real Academia Española stark abweichende „amerikanische“ spanische Rechtschreibung.
In Chile herrscht wie in Lateinamerika generell der Seseo. Wie überall im lateinamerikanischen Spanischen fehlt auch eine grammatikalische zweite Person im Plural völlig; auch das dazugehörige Pronomen vosotros/-as („ihr“ als Plural-Anrede) ist unbekannt und die Anrede einer Mehrzahl von Personen erfolgt ausschließlich mit den Verbformen der dritten Person und dem Anredepronomen ustedes. Auch im Singular wird die Anrede standardsprachlich in der dritten Person mit der Höflichkeitsform Usted gewählt. Die vertraute Anrede mit tú („Du“) ist auf den Kreis engster Freunde, Lebenspartner und gleichaltriger oder jüngerer Angehöriger beschränkt. Umgangssprachlich ist ein unvollständiger Voseo gebräuchlich, bei dem zur Anrede des Gegenübers in der zweiten Person Singular spezifische chilenische Voseo-Verbformen (zum Beispiel: „estái“ statt estás, „querís“ statt quieres, „venís“ statt vienes, „vai“ statt vas) eingesetzt werden, deren Bildungsweise an die Formen der zweiten Person Plural nach kontinentalspanischem Standard (estáis, queréis, venís, vais) erinnert. In deutlichem Kontrast zum Nachbarland Argentinien wird das entsprechende Personalpronomen Vos („Ihr“ als Singular-Anrede) in Chile jedoch gemieden und zumeist als vulgär oder despektierlich empfunden.

### Religion
Das Land galt lange als sehr katholisch geprägt, auch wenn Staat und Kirche seit 1925 offiziell getrennt sind. Der kirchliche Einfluss auf das gesellschaftliche Leben, das Rechtswesen (besonders das Familienrecht) und die Kultur- und Medienwelt ist noch immer recht stark. So gehörte bis 2010 der zweitgrößte Privatsender des Landes, Canal 13, allein der römisch-katholischen Kirche. Jedoch sind eheliche und uneheliche Kinder seit 1998 rechtlich gleichbehandelt, das chilenische Eherecht sieht seit November 2004 eine Möglichkeit der Scheidung vor und 2015 wurde für gleich- und verschiedengeschlechtliche Paare die eingetragene Partnerschaft (acuerdo de unión civil) eingeführt. Abtreibungen sind seit 1990 verboten; eine Lockerung des absoluten Abtreibungsverbots in bestimmten medizinisch und ethisch indizierten Fällen wurde aber seit Jahren kontrovers diskutiert und 2017 verwirklicht.
Rund 70 Prozent der Bevölkerung (7.853.000 Befragte) rechneten sich bei der Volkszählung 2002 zur römisch-katholischen Kirche, die die zahlenmäßig stärkste Religionsgemeinschaft des Landes bildet. Die kirchliche Verwaltungsstruktur besteht aus fünf Kirchenprovinzen mit 26 Bistümern und 920 Pfarreien. Im Oktober 1999 wurde ein Gesetz zur Gleichstellung der Religionsgemeinschaften verabschiedet, das allerdings die Privilegien der römisch-katholischen Kirche unangetastet ließ und nur den Status der anderen Kirchen und Glaubensgemeinschaften verbesserte. Rund 15 Prozent der Chilenen gehörten 2002 protestantischen Glaubensgemeinschaften an; durch den weit verbreiteten pfingstlerischen Einfluss ist der Anteil der evangelikalen Einwohner wie in ganz Lateinamerika vor allem in den letzten Jahrzehnten angestiegen (er lag in Chile 1930 bei 1,5 Prozent, 1992 bereits bei rund 13 Prozent). An weiteren Weltanschauungen wurden 8,3 Prozent Agnostiker und Atheisten genannt und 4,4 Prozent „Andere“, wozu auch die indigenen Religionen zählen (etwa die Religion der Mapuche). Kleinere Glaubensrichtungen bilden die Zeugen Jehovas (1,06 Prozent), Mormonen (0,92 Prozent), Juden (0,13 Prozent) und andere.
Neuere Befragungen ergaben, dass Chile zusammen mit Uruguay das am stärksten säkularisierte Land in Lateinamerika ist. Demnach entfielen auf die katholische Kirche 2013 noch 57 Prozent, auf die evangelischen Kirchen (hauptsächlich Evangelikale) 13 Prozent, während Religionsfreie seit 2011 mit 25 Prozent zu Buche schlagen. Auffällig ist der um 2010 abrupt einsetzende Rückgang der praktizierten Religiosität in Chile: Nur noch 27 Prozent der gläubigen Chilenen bezeichneten sich 2013 als praktizierend (2010: 41 %; 2011: 38 %), das ist das niedrigste Ergebnis in ganz Lateinamerika. Zugleich gehört Chile zu den lateinamerikanischen Ländern, in denen evangelikale Gruppierungen aktuell ein vergleichsweise geringes Wachstum verzeichnen. Obwohl der Untersuchungszeitraum der Studie bereits 2013 endete, halten die Autoren einen Vertrauenszuwachs der katholischen Kirche infolge des Amtsantritts von Papst Franziskus in allen Ländern einschließlich Chiles für erkennbar, ohne jedoch dessen Nachhaltigkeit einschätzen zu können. Die Anfang 2018 veröffentlichte Folgeuntersuchung desselben Instituts belegt eine ungebrochene Fortsetzung des Rückgangs auch nach 2013: Demnach bezeichnen sich heute nur noch 45 Prozent der Chilenen als Katholiken, sodass Chile nach Uruguay als zweites lateinamerikanisches Land keine mehrheitlich katholische Bevölkerung mehr besitzt. Bei der amtlichen Volkszählung 2017 bezeichneten sich allerdings noch 59 Prozent der Chilenen als katholisch.

### Bildung und Forschung

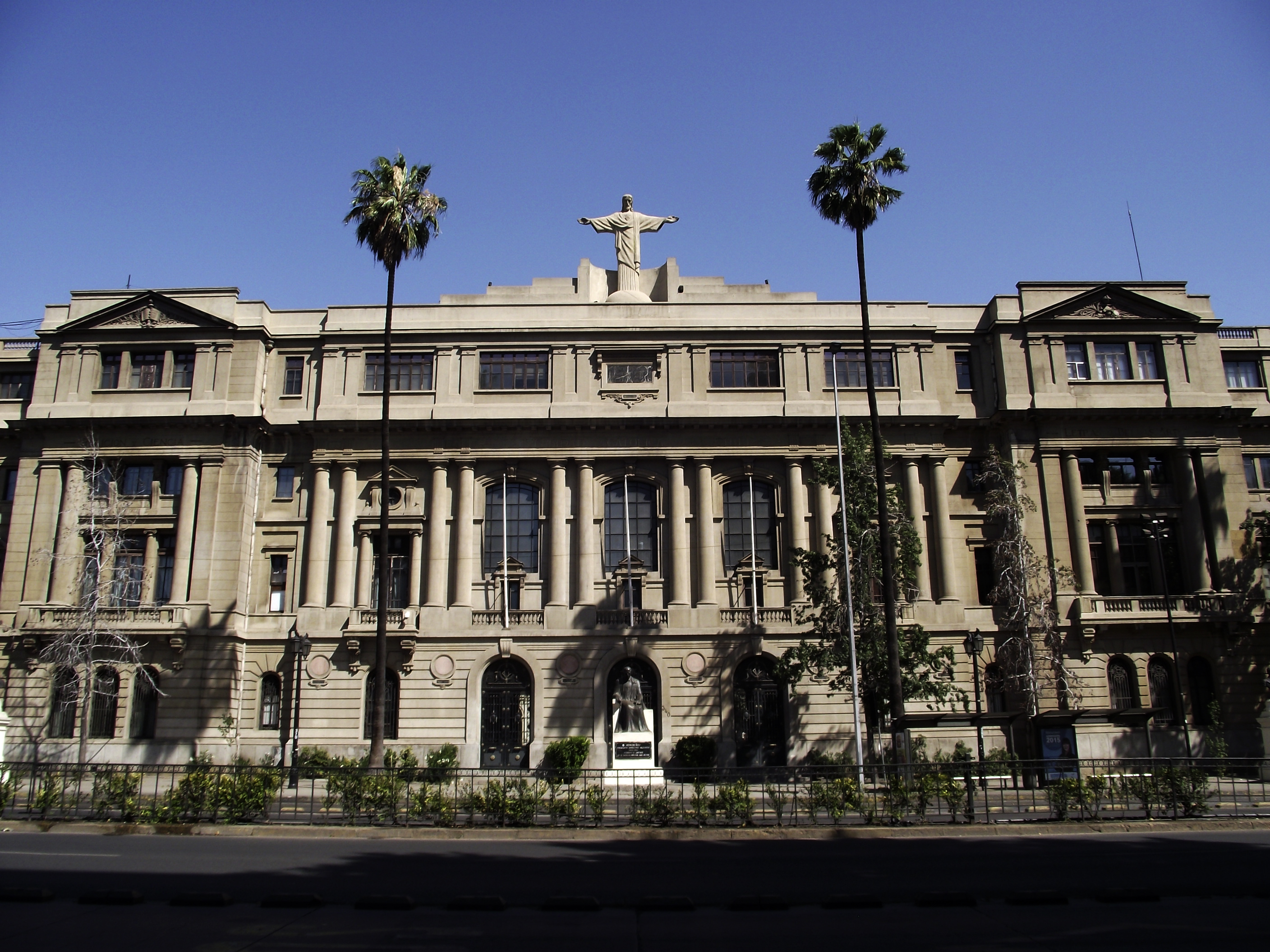
Die Universidad Católica in Santiago

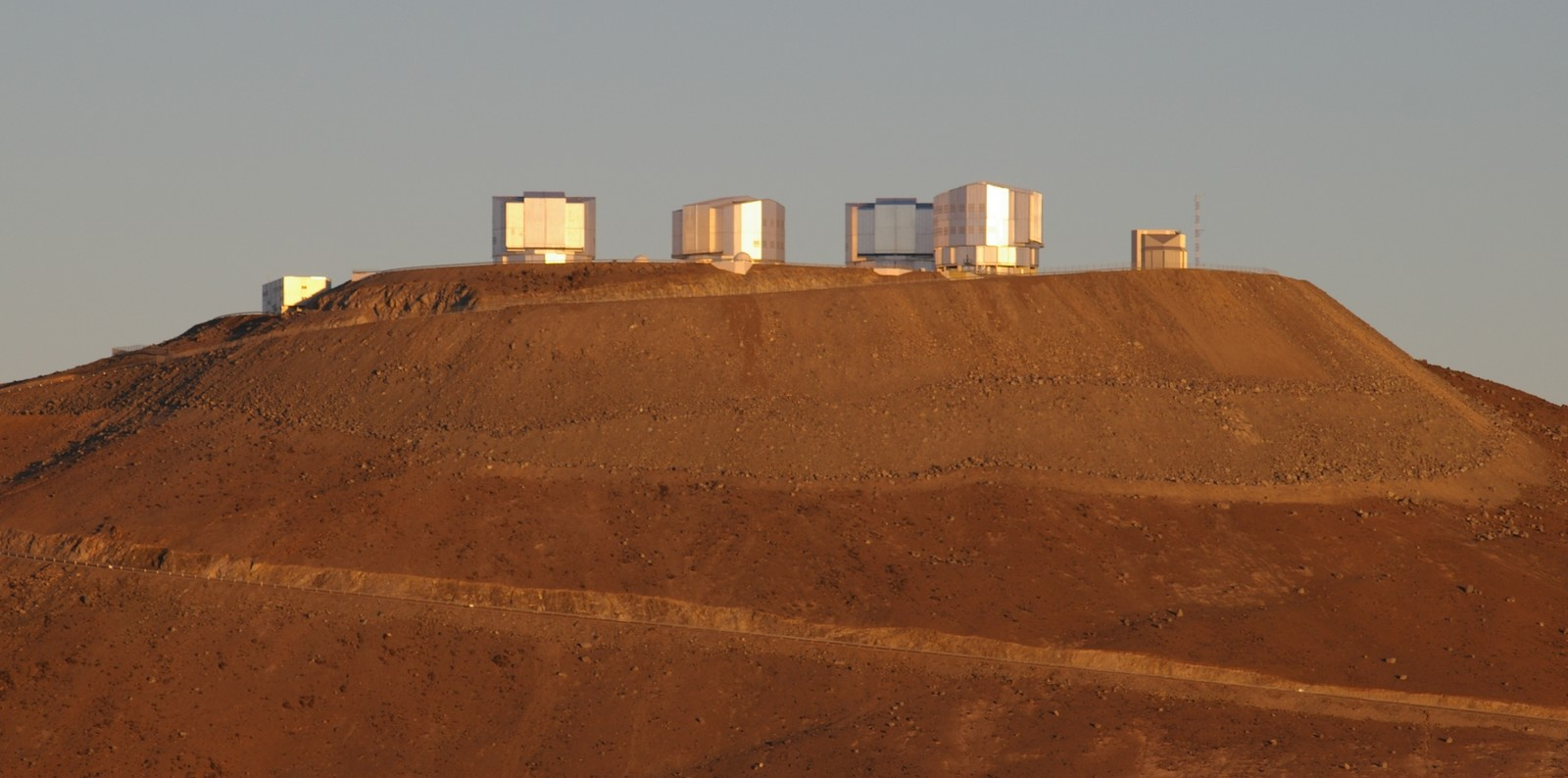
Cerro Paranal mit dem VLT

Die Schulpflicht in Chile ist auf zwölf Jahre begrenzt. Die Schulen unterstehen dem Erziehungsministerium. Es herrscht Lehrmittelfreiheit. Die Alphabetisierung liegt bei 97,3 %, dies ist für Südamerika sehr hoch. Im Jahr 2006 hat Chile erstmals an der PISA-Studie der OECD teilgenommen. Im PISA-Ranking von 2015 erreichen die Schüler des Landes Platz 49 von 72 Ländern in Mathematik, Platz 45 in Naturwissenschaften und Platz 42 beim Leseverständnis. Chile erreichte damit innerhalb Lateinamerikas die zweitbeste Platzierung, liegt jedoch unterhalb des OECD-Durchschnitts.
Chile führte in den 1990er-Jahren das Programm „PRADJAL“ (Programa Regional de Acciones para el Desarrollo de la Juventud en América Latina) sowie das Ausbildungsprogramm „Chile Joven“ ein. Ziel der Programme ist die Senkung der Jugendarbeitslosigkeit durch eine staatlich finanzierte Berufsausbildung mit anschließendem Betriebspraktikum. Außerdem werden Kurse für jugendliche Unternehmensgründer angeboten. Damit soll auch die Jugendkriminalität und der Drogenkonsum indirekt bekämpft werden.
Die wichtigsten Universitäten wie die Pontificia Universidad Católica de Chile liegen in Santiago de Chile, Concepción und Valparaíso. Allerdings ist der Zugang zu den Universitäten aufgrund hoher Studiengebühren trotz Stipendienprogrammen für die ärmeren Schichten nur schwer möglich.
Das Niveau der Universitäten streut durch viele private Einrichtungen stark, da sich auch die Berufsakademien Universität nennen dürfen. In letzter Zeit formieren sich in Chile Studentenproteste, die u. a. von Camila Vallejo angeführt worden sind. Unter anderem werden bessere Kreditbedingungen verlangt, damit auch Jugendliche aus unteren, ärmeren Schichten Zugang zu Bildung haben.
Aufgrund ihrer klimatischen Eigenschaften und ihrer guten infrastrukturellen Erschließung sind die Wüsten Chiles beliebte Orte für Teleskope. Allein die Europäische Südsternwarte (ESO) hat drei Standorte in Chile mit Großteleskopen: La Silla, Paranal und Alma. Daneben gibt es weitere Observatorien in Chile, beispielsweise Cerro Pachon mit dem 8,1-Meter-Gemini-Süd-Teleskop oder das Las Campanas mit den zwei 6,5-Meter-Magallan-Teleskopen.
Seit den frühen 1990er-Jahren arbeitet in Chile das Paranal-Observatorium. Das Observatorium befindet sich in der Atacama-Wüste im Norden des Landes auf dem Berg Cerro Paranal. Dieser liegt etwa 120 Kilometer südlich von Antofagasta und 12 Kilometer von der Pazifikküste entfernt. Das Observatorium wird von der ESO betrieben und ist Standort des Very Large Telescope (VLT) und des Very Large Telescope Interferometer (VLTI). Zusätzlich werden die Surveyteleskope VISTA und VST gebaut. Die Atmosphäre über dem Gipfel zeichnet sich durch trockene und außergewöhnlich ruhige Luftströmung aus, was den Berg zu einem sehr attraktiven Standort für ein astronomisches Observatorium macht. Der Gipfel wurde in den frühen 1990er-Jahren von seiner ursprünglichen Höhe von 2660 Metern auf 2635 Meter heruntergesprengt, um ein Plateau für das VLT zu schaffen.

## Geschichte

### Präkolumbische und Kolonialgeschichte

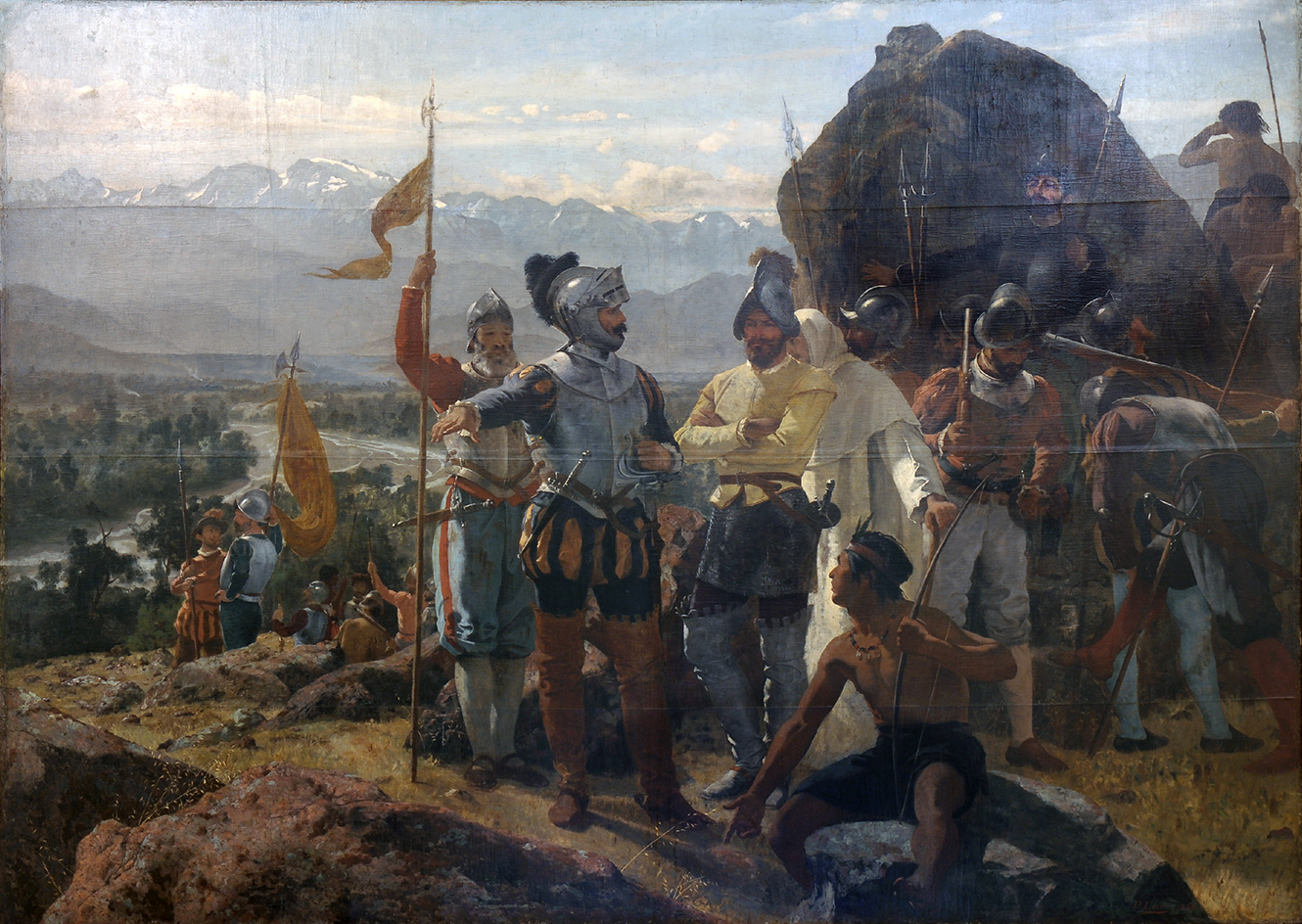
Historienbild der Gründung von Santiago de Chile durch Pedro de Valdivia 1541

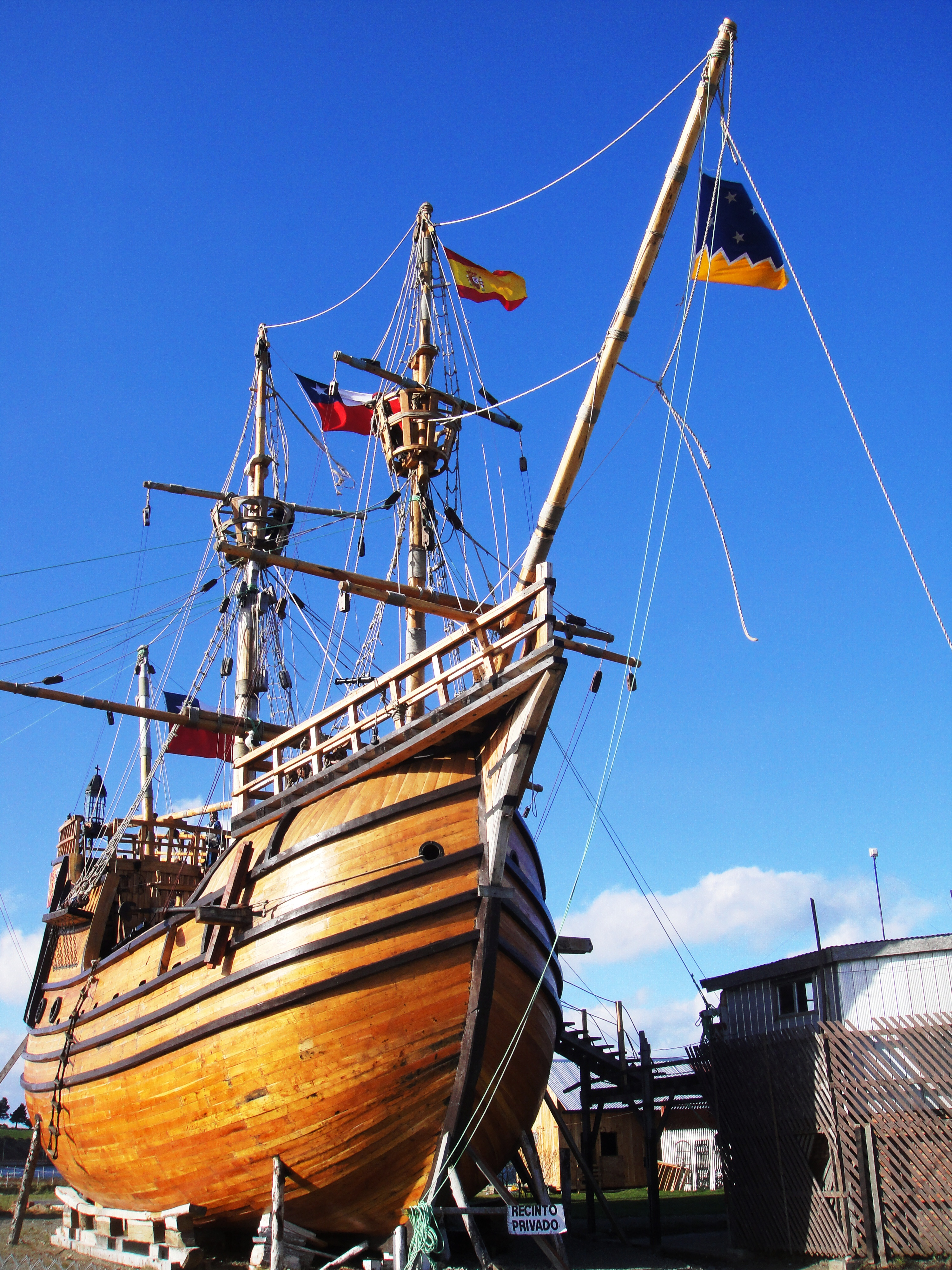
Nachbau der Nao Victoria im Museo Nao Victoria in Punta Arenas, Chile

Etwa 13.000 Jahre v. Chr. siedelten die ersten Menschen im heutigen Staatsgebiet Chiles (siehe Monte Verde). Später gehörte der Norden Chiles bis zu seiner Eroberung durch die Spanier kurzzeitig zum Inkareich. Im Jahr 1520 entdeckte der Portugiese Ferdinand Magellan während seines Versuches, die Erde zu umsegeln, die nach ihm benannte Magellanstraße, die an der heutigen Südspitze Chiles liegt. 1535 erreichte Diego de Almagro von Peru aus das heutige Chile, fand aber nicht die erhofften Reichtümer vor und kehrte enttäuscht zurück. Die erste permanente Siedlung der Europäer war das 1541 durch Pedro de Valdivia gegründete Santiago. Seit 1542 war Chile Bestandteil des spanischen Vizekönigreiches Peru.
Da die Spanier wenig Gold und Silber fanden, war Chile aufgrund seiner abgeschiedenen Lage eine eher wenig beachtete Kolonie der spanischen Krone. Die große Atacama-Wüste behinderte den direkten Weg nach Peru. Erst später wurde Chile durch landwirtschaftliche Produkte für die anderen spanischen Besitzungen ein wichtiger Versorgungspartner.
Chile beherbergte verschiedene Volksgruppen, die lange Zeit fälschlicherweise unter dem Begriff Araukaner zusammengefasst wurden. Im Süden leisteten die Mapuche in zahlreichen Kriegen erbitterten Widerstand. Der Konflikt, der als Arauco-Krieg (Guerra de Arauco) bezeichnet wird, verhinderte eine spanische Besiedlung der südlichen Hälfte Chiles nachhaltig. Die meisten Städte, Ansiedlungen und Forts wurden kurz nach ihrer Errichtung von den Kampfverbänden der Ureinwohner überrannt und wieder zerstört. Ab 1602 bildete der Fluss Bío Bío faktisch die Grenze zum Mapuchegebiet. Der andauernde Widerstand der Ureinwohner zwang die Spanier 1641 zur Anerkennung einer unabhängigen Mapuche-Nation im Vertrag von Quillín. Darin wurde der Bío-Bío-Fluss als Grenze festgeschrieben und dem Volk der Mapuche Souveränität zugebilligt, ein in der Geschichte indigener Bevölkerungen in Südamerika einzigartiger Vorgang. Zwar kam es auch danach immer wieder zu kriegerischen Auseinandersetzungen und glücklosen Eroberungsversuchen, doch hatte die Grenzziehung im Wesentlichen bis zum Ende der Kolonialzeit Bestand. Erst im Rahmen der 1861 von Präsident José Joaquín Pérez ausgerufenen sogenannten „Befriedung Araukaniens“ wurde die Mapuche mit Hilfe chilenischer Truppen gewaltsam unterworfen und im Jahre 1883 an Chile angegliedert.
Neben den Attacken der Mapuche behinderten schwere Erdbeben, Tsunamis und Vulkanausbrüche die Entwicklung des Landes. Viele Städte wurden komplett zerstört, wie beispielsweise Concepción 1570 und Valdivia 1575. Die chilenischen Küstenstädte waren im 16. und 17. Jahrhundert häufigen Angriffen englischer Piraten ausgesetzt.
1609 wurde das Generalkapitanat Chile gegründet, dieses war jedoch abhängig vom Vizekönigreich Peru. 1778 wurde Chile zum eigenständigen Generalkapitanat mit Handelsfreiheit innerhalb des spanischen Königreiches.

### Unabhängigkeitskrieg und Entstehung der Republik

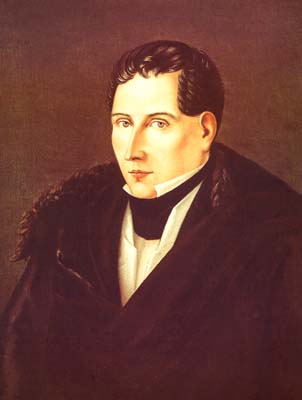
Diego Portales Palazuelos

Der Drang nach Unabhängigkeit kam auf, als 1808 Spanien von Napoleons Bruder Joseph regiert wurde. Am 18. September 1810 wurde eine Junta ins Leben gerufen, die die Treue Chiles zum abgesetzten König Ferdinand VII. erklärte, und zwar als eine autonome Provinz innerhalb des spanischen Königreichs. Dieses Datum feiert man in Chile als den Beginn der Unabhängigkeit. Wenig später erklärte Chile seine Loslösung von Spanien und der Monarchie.
1814, nach dem Ende des Spanischen Unabhängigkeitskrieges und der Niederlage der Patrioten in der Schlacht von Rancagua, übernahm Spanien wieder die Macht in Chile. Die Spanier wurden aber in der Schlacht von Chacabuco durch ein chilenisch-argentinisches Heer unter General José de San Martín geschlagen. In der Schlacht von Maipú 1818 brach die spanische Kolonialherrschaft endgültig zusammen. San Martín verzichtete zugunsten von Bernardo O’Higgins auf das Präsidentenamt.
O’Higgins selbst wurde gestürzt und ging 1823 ins Exil nach Peru. Sein Nachfolger Ramón Freire y Serrano konnte seine politische Macht nicht richtig festigen und wurde von Francisco Antonio Pinto Díaz 1828 gestürzt. Dieser führte eine liberale Verfassung ein, was den Zorn der Konservativen hervorrief. Am 17. April 1830 stürzte Diego Portales Palazuelos in der Schlacht von Lircay die Regierung. Portales regierte (indirekt, denn er wurde nie Präsident) bis August 1831 mit diktatorischen Mitteln. Im Jahre 1833 entstand mit Hilfe Portales eine streng präsidiale Verfassung. Diese stark zentralistische Verfassung gewährte Chile eine lange Zeit der Stabilität, bis zum Bürgerkrieg von 1891.
Von 1836 bis 1839 kam es zum Konföderationskrieg gegen Bolivien und Peru, den die Chilenen gewannen.
Am 17. September 1865 erklärte Chile Spanien den Krieg (Spanisch-Südamerikanischer Krieg), nachdem Spanien versucht hatte mit militärischen Mitteln in Peru Einfluss zu gewinnen. Es kam daraufhin zu den Seegefechten bei Papudo sowie bei Abtao vor der Insel Chiloé. Am 5. Dezember 1865 verbündete sich auch Peru mit Chile, um den gemeinsamen Gegner zu bekämpfen. Die Spanier beschossen am 31. März 1866 die Stadt Valparaíso massiv. Der Konflikt mit Spanien konnte aber erst in Verträgen von 1871 und 1883 endgültig gelöst werden.
Im Verlauf des 19. Jahrhunderts wanderten verstärkt auch nicht-spanische Europäer nach Chile ein, darunter Deutsche, deren Spuren noch heute vor allem im südlichen Mittelteil des Landes zu sehen sind (Valdivia, Osorno, Puerto Montt, Puerto Varas, Frutillar, Puerto Natales).

### Salpeterkrieg

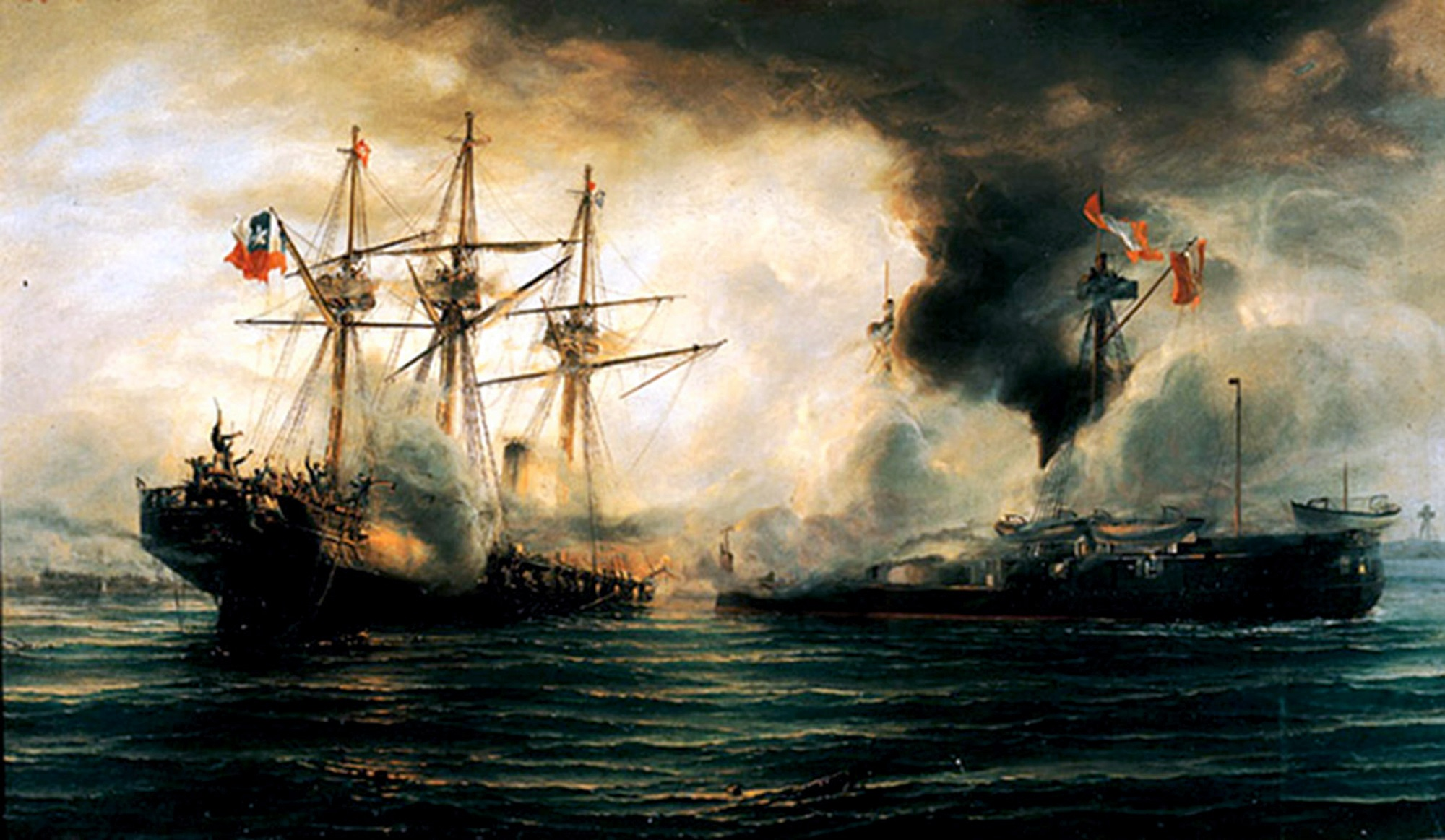
Seegefecht vor Iquique am 21. Mai 1879 im Salpeterkrieg

Im Salpeterkrieg von 1879 bis 1884 besetzte Chile die bis dahin zu den Nachbarländern Peru und Bolivien gehörende Atacamawüste, Lima und Teile der Pazifikküste von Peru. Im Friedensvertrag von 1904 zwischen Chile und Bolivien übergab Bolivien an Chile seinen freien Zugang zum Pazifik. In den eroberten Gebieten wurden später große Kupfervorkommen gefunden: Chuquicamata, der größte Kupfertagebau der Welt, befindet sich in diesem Gebiet.
Peru übergab an Chile im Vertrag von Ancón die heutigen Regionen von Arica, Parinacota und Tarapacá als Reparationen.

### Bürgerkrieg von 1891
1891 widersetzten sich Parlament und Marine dem Präsidenten José Manuel Balmaceda; es kam zum Bürgerkrieg. In diesem Konflikt starben rund 6000 Menschen. Balmaceda verlor zwei größere Schlachten und beging am 18. September 1891 Selbstmord. Das bis dahin präsidial geprägte Regierungssystem wurde nach dem Sieg der Kongressanhänger durch ein parlamentarisches System ersetzt, bis 1925 wiederum ein präsidentielles Regierungssystem eingeführt wurde. Während der Unruhen kam es zum Baltimore-Zwischenfall, der zu einem diplomatischen Konflikt zwischen der neuen chilenischen Regierung und den USA führte.

### Grenzverlauf

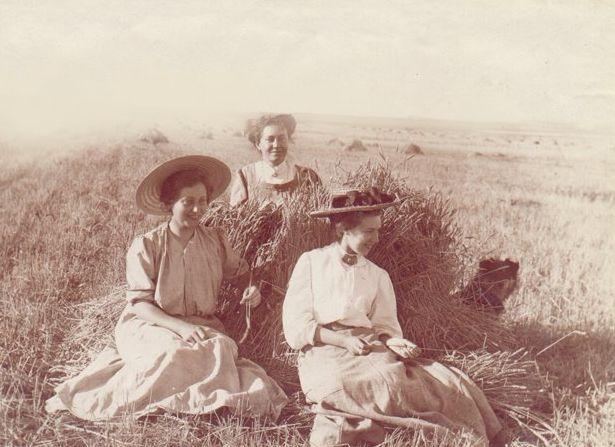
Frauen in Marchihue, 1902

Trotz des Grenzvertrags mit Argentinien (1881) verschärften sich ab 1893 die Grenzstreitigkeiten mit Argentinien, weil der Vertrag die Andenkordillere als Grenze bestimmte: Die Grenzlinie verlaufe „über die höchsten Berge, die die Wasserscheide bilden“. Auf manchen Abschnitten führte diese Definition zu strittigen Ergebnissen. Im Norden tauschte Bolivien einen Teil der Puna gegen Tarija mit Argentinien, nachdem Chile die Puna-Region im Salpeterkrieg besetzt hatte. Zwischen Chile und Argentinien kam es zu einem Wettrüsten. Erst durch ein Schiedsgerichtsverfahren konnte der Grenzstreit 1902 beigelegt werden. Patagonien und Feuerland wurden neu aufgeteilt, dabei fielen 54.000 Quadratkilometer an Chile und 40.000 Quadratkilometer an Argentinien. Der Grenzverlauf mit Bolivien wurde 1904 mit einem im gegenseitigen Einvernehmen geschlossenen Friedensvertrag festgelegt. Doch bald keimte in Bolivien ein Revisionismus auf, der bis heute eine schwierige und oft sehr angespannte politische Situation zwischen den beiden Ländern verursacht. In den 1970er Jahren, als beide Länder durch Militärdiktaturen regiert wurden, wurde von chilenischer Seite angeboten, einen zirka 10 km breiten Gebietsstreifen entlang der Grenze mit Peru an Bolivien abzutreten, um endgültig Frieden zu schaffen. Der Vorschlag wurde nicht umgesetzt, weil Bolivien keine Kompensation dafür geben wollte. Bolivien versuchte daraufhin, einen Anspruch auf einen souveränen Zugang zum Meer mit einer Klage vor dem Internationalen Gerichtshof in Den Haag durchzusetzen. Am 1. Oktober 2018 wies der Internationale Gerichtshof die Klage Boliviens gegen Chile ab.

### Erster und Zweiter Weltkrieg
Chile blieb im Ersten Weltkrieg neutral, die innenpolitische Lage war aber weiterhin instabil. Präsident Arturo Alessandri Palma, der in Chile ein Sozialversicherungssystem eingeführt hatte, wurde 1924 durch einen Militärputsch abgesetzt, kam aber, nach der Einführung einer neuen Verfassung im Jahre 1925, im März 1926 wieder an die Macht. Bis 1932 regierte (am längsten) Carlos Ibáñez del Campo das Land mit diktatorischen Mitteln. 1932 wurde die verfassungsmäßige Ordnung wiederhergestellt und die Radikalen erwiesen sich in den folgenden 20 Jahren als führende Partei.
Die Weltwirtschaftskrise um 1930 traf Chile besonders hart. Die Preise für die wichtigsten Exportgüter Kupfer und Salpeter verfielen dramatisch. Ab den 1930er Jahren folgte eine langsame Erholung des Landes, die 1938 durch einen Putschversuch der Nationalsozialistischen Bewegung Chiles und das darauffolgende Massaker unterbrochen wurde.
1934 kam es zu einer letzten großen Bauernrebellion in Ranquil, die durch Polizeikräfte niedergeschlagen wurde.
Nachdem Chile lange Zeit – auch aus Rücksicht auf die zahlreichen deutschstämmigen Chilenen – im Zweiten Weltkrieg neutral geblieben war, beschloss 1944 Präsident Juan Antonio Ríos Morales, an der Seite der Alliierten in den Krieg einzutreten. Daraufhin erklärte Chile 1945 den Krieg gegen Japan. Der Einfluss Chiles auf den Kriegsausgang blieb jedoch unbedeutend.

### Nachkriegszeit
1945 gehörte das Land zu den Gründungsmitgliedern der Vereinten Nationen und trat 1948 der OAS bei.

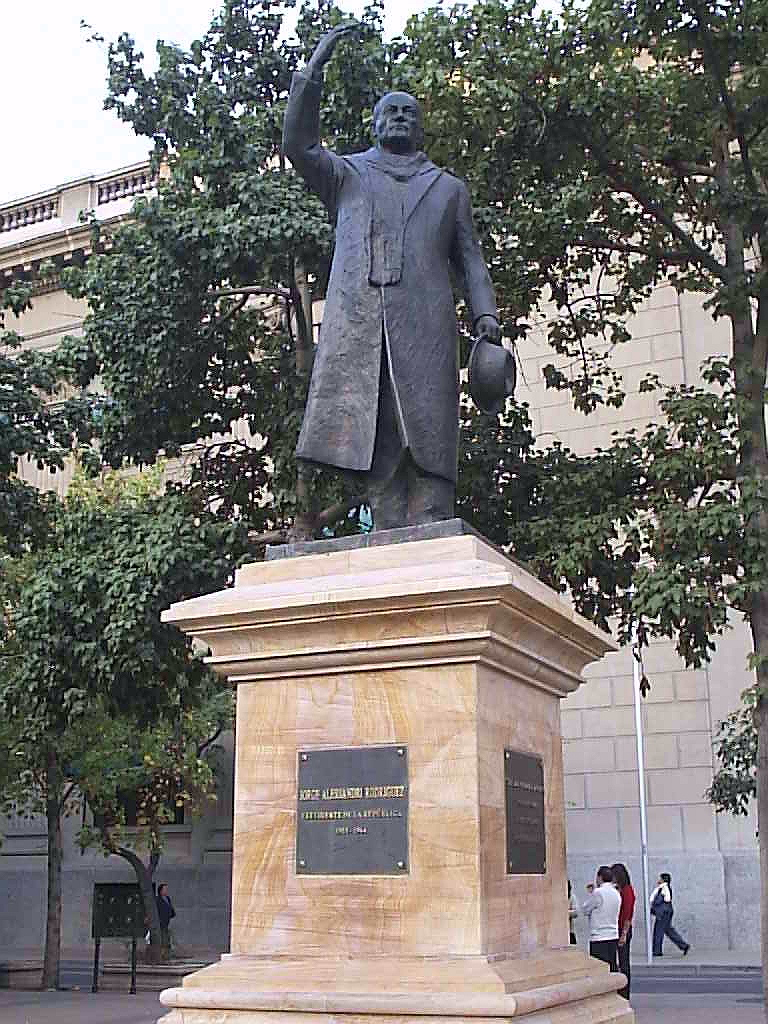
Denkmal Jorge Alessandri

Am 2. August 1947 ernannte Präsident González Videla ein Kabinett aus Militärs und Unabhängigen. Finanzminister dieses Kabinetts war Jorge Alessandri, der 1958 unter Mithilfe der Konservativen, der Liberalen und der Radikalen Partei Präsident Chiles wurde. Er gewann die Präsidentschaftswahl gegen Salvador Allende, den Kandidaten der Vereinigten Linken.
Großer Gegenspieler der Konservativen wurden die Christdemokraten, die zwar strikt antikommunistisch, nach europäischen Maßstäben aber in Fragen der Sozialpolitik gemäßigt links eingestellt waren.
Am 22. Mai 1960 erschütterte das bisher stärkste gemessene Erdbeben der Welt mit anschließendem Tsunami die Küsten Chiles und verwüstete besonders die Hafenstadt Valdivia. Das Beben hatte die Stärke 9,5 auf der Momenten-Magnituden-Skala. Mehr als 2000 Menschen starben, was in Folge Ablenkung von innenpolitischen Problemen schaffte. Weite Teile des Landes waren immer noch in den Händen einiger weniger vermögender Familien.
1964 gewann Eduardo Frei Montalva als Kandidat der Christdemokratischen Partei die Wahl zum Präsidenten, auch mit Wahlhilfe aus den USA. Er versuchte unter dem Motto „Revolution in Freiheit“, Sozialreformen mit dem Erhalt der demokratischen Ordnung zu verbinden und den Spagat zwischen den radikalen Forderungen der Linken und der rigorosen Abwehr von Reformen durch die Rechten zu schaffen. Eine Landreform verteilte über drei Millionen Hektar Großgrundbesitz an Bauerngenossenschaften. Frei scheiterte letztlich mit seinen wichtigsten Reformen, darunter der teilweisen Verstaatlichung der Kupferindustrie. 1969 trat Chile als Gründungsstaat der Andengemeinschaft bei, allerdings 1976 wieder aus.
Wie schon 1958 hieß auch 1970 der Gegner von Jorge Alessandri im Wahlkampf um das Präsidentenamt Salvador Allende, dem die Gewerkschaften und Sozialisten zur Seite standen. Allende gewann die Wahl und wurde Präsident.

### Präsidentschaft Salvador Allende

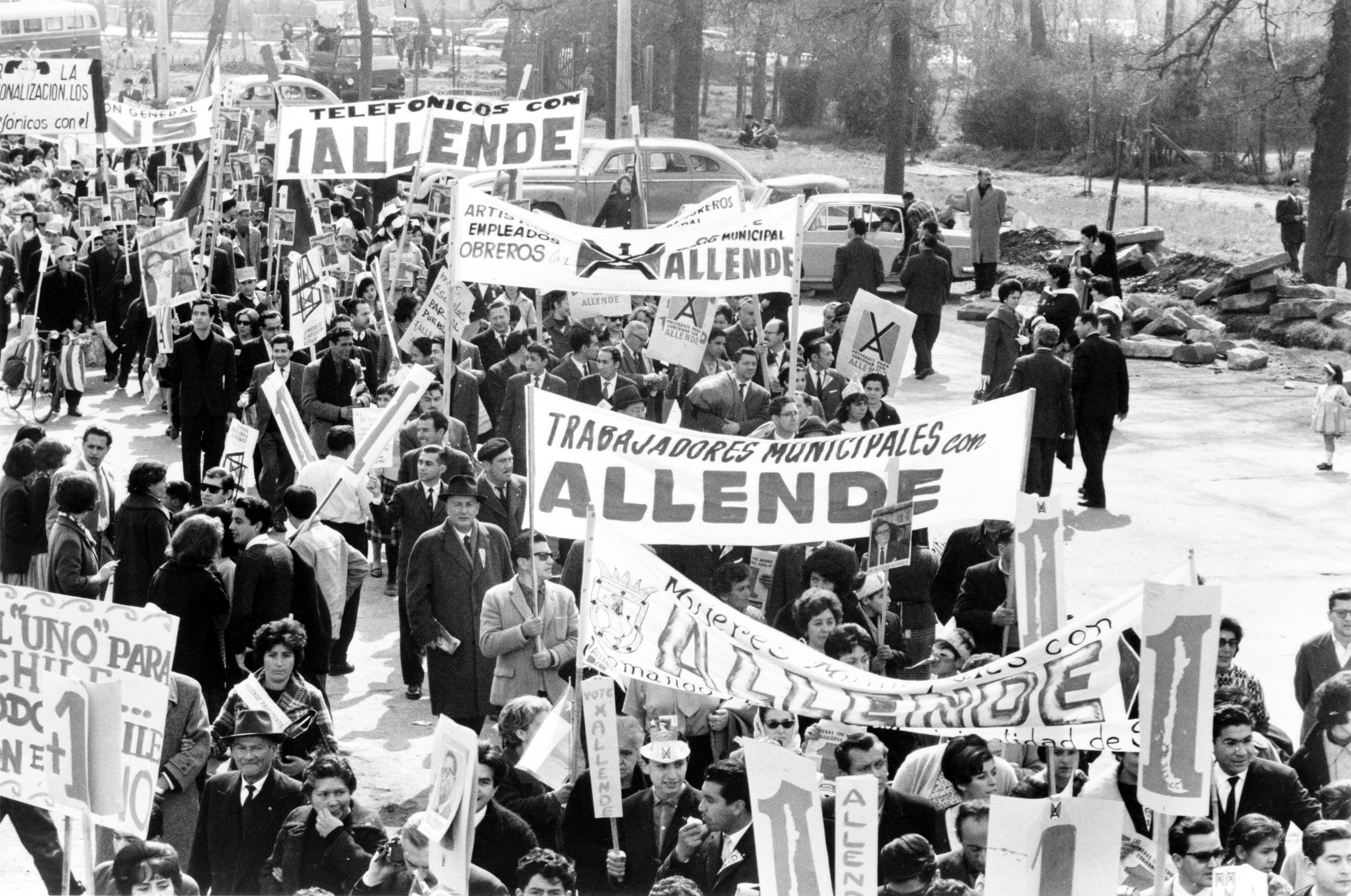
Demonstration für Salvador Allende

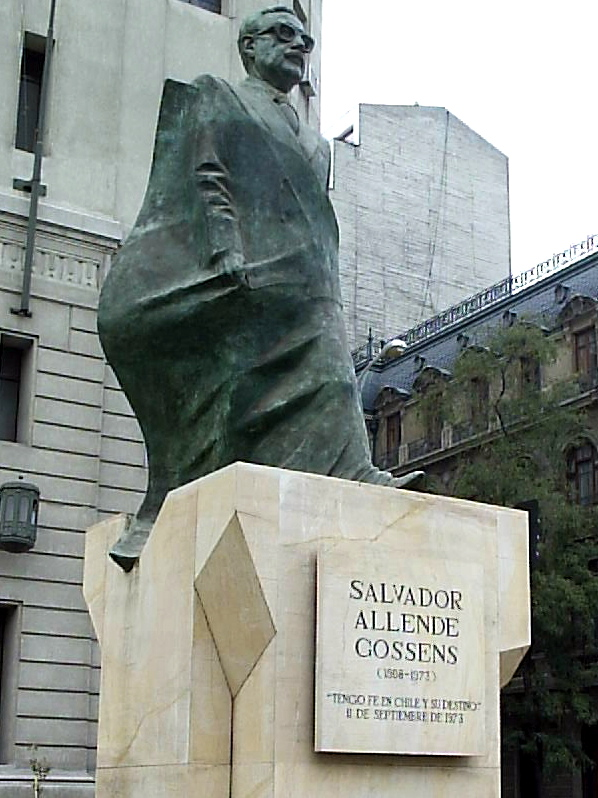
Denkmal Salvador Allende

Die Kräfte der Linken bildeten 1969 die Unidad Popular (UP), ein Wahlbündnis, dem neben der Kommunistischen und der Sozialistischen Partei kleine humanistische, linkschristliche und marxistische Parteien angehörten. Die UP vertrat eine sozialistische Linie, warb für die Verstaatlichung der Industrie und die Enteignung der Großgrundbesitzer. Dieses Bündnis stellte 1970 als Präsidentschaftskandidaten Salvador Allende auf, der schon zum vierten Mal kandidierte.
Aus den Wahlen von 1970 ging das linke Wahlbündnis Unidad Popular mit 37 % der Stimmen als stärkste Kraft hervor und Salvador Allende wurde zum Präsidenten gewählt. Sein konservativer Gegner, Jorge Alessandri, kam auf 35,3 %, und der Christdemokrat Radomiro Tomic erzielte 28,1 %. Stichwahlen waren in der damaligen Verfassung nicht vorgesehen. Allende wurde im Parlament mit den Stimmen der Christdemokraten (um Tomic) unter der Voraussetzung, er werde sich streng an die Verfassung und Rechtsstaatlichkeit halten, als Präsident gewählt. Er verstaatlichte in der Folge die wichtigsten Wirtschaftszweige (Bankwesen, Landwirtschaft, Kupferminen, Industrie, Kommunikation) und geriet dadurch in wachsende Konflikte mit der Opposition – obwohl die Verstaatlichungen von der Verfassung gedeckt waren. Zudem stieß der Wahlsieg Allendes in den USA auf heftigen Widerstand.
Mit dem Sieg der „Volksfrontregierung“ unter marxistischem Einfluss in Chile war nach Kuba der zweite amerikanische Staat sozialistisch regiert. Dies schien die 1954 von US-Präsident Eisenhower postulierte Domino-Theorie zu bestätigen, wonach die Länder Südamerikas nach und nach wie Dominosteine dem Kommunismus anheimfallen würden. US-Außenminister Henry Kissinger ließ, als der Sieg der linken Kräfte absehbar war, verlauten: „Ich sehe nicht ein, weshalb wir zulassen sollen, dass ein Land marxistisch wird, nur weil die Bevölkerung unzurechnungsfähig ist.“ Allende betrachtete sich nicht als Marxist und lehnte sowohl die Diktatur des Proletariats als auch ein Einparteiensystem entschieden ab.
Bei seinem Amtsantritt hatte Allende also mit Sanktionen und Gegenmaßnahmen der USA zu rechnen. So kam es bereits 1970 zu einem tödlichen Attentat auf General René Schneider, bei dem die CIA und Außenminister Kissinger massiv beteiligt waren (siehe US-Intervention in Chile). Schneider war für die US-Regierung ein Hindernis, da er gegen einen Militärputsch war.
Durch den Boykott der USA, der westeuropäischen Staaten und der internationalen Konzerne wurde das politische System derart labil, dass von Teilen des Militärs ein Putsch geplant wurde. Ein erster Putsch des 2. Panzerregiments scheiterte im Juni 1973.

### Die Diktatur Pinochets
Am 11. September 1973 kam es schließlich zu einem blutigen Militärputsch gegen die Regierung. Präsident Allende beging in der Moneda Selbstmord. Hunderte seiner Anhänger kamen in diesen Tagen ums Leben, Tausende wurden inhaftiert. Sämtliche staatlichen Institutionen in ganz Chile wurden binnen Stunden vom Militär besetzt. Die Macht als Präsident einer Junta übernahm General Augusto Pinochet.
Überall im Lande errichtete das Militär in der Folgezeit Geheimgefängnisse, wo Oppositionelle und deren Sympathisanten nicht selten zu Tode gefoltert wurden. Tausende Chilenen gingen wegen der fortgesetzten Menschenrechtsverletzungen ins Exil (→ Folter in Chile).
Kurz nach der Machtübernahme Pinochets begannen die USA und die westeuropäischen Staaten, Chile wieder intensiv mit Wirtschaftshilfe zu unterstützen. Die Militärregierung machte die Verstaatlichungen Allendes mit Ausnahme der Kupferminen rückgängig, führte radikale Wirtschaftsreformen durch und schaffte die Gewerkschaftsrechte ab.
Im Jahr 1976 ernannte die Militärregierung den Papierfabrikanten und früheren Präsidenten Chiles, Jorge Alessandri, zum Präsidenten des neu gegründeten Staatsrates (Consejo de Estado), dessen Aufgabe es war, eine neue Verfassung zu schreiben, um die Militärdiktatur in Chile zu legitimieren.
In Deutschland erhielt die Regierung Pinochets lange Zeit Unterstützung aus den Reihen der Union, vor allem der CSU. So lobte Franz Josef Strauß 1977 bei seinem Besuch den Umsturz als „gewaltigen Schlag gegen den internationalen Kommunismus“. Es sei „Unsinn, davon zu reden, daß in Chile gemordet und gefoltert würde“. Die Auseinandersetzung um die Bezeichnung der Militär-Junta als „Mörderbande“ durch den der SPD angehörigen Forschungsminister Hans Matthöfer anlässlich eines Streits um Wirtschaftshilfe im Jahr 1975 steht exemplarisch für die Spaltung der deutschen Politik in dieser Frage. In den achtziger Jahren wurde auch in der CDU die Kritik an den Menschenrechtsverletzungen des Regimes deutlicher. In diese Zeit fällt auch der Chilebesuch von Norbert Blüm, bei dem dieser Pinochet im direkten Gespräch damit konfrontierte.
Insbesondere in der Colonia Dignidad, einer streng bewachten Siedlung von Auslandsdeutschen unter Führung von Paul Schäfer, wurde gefoltert. Die Sekte beziehungsweise totalitäre Religionsgemeinschaft war etwa zehn Jahre vor der Machtübernahme Pinochets gegründet worden und diente während der Militärherrschaft als Folterzentrum für die chilenischen Geheimdienste. Darüber entwickelte sich die Colonia zu einem florierenden Konzern, der unter anderem Titan nach Deutschland exportierte. Trotz Hinweisen, gerichtlichen Anklagen und Fluchtversuchen deutscher Bürger übte die deutsche Botschaft in Chile „äußerste Zurückhaltung“ und blieb untätig, mehr noch, sie ließ Handwerker der Siedlung die Botschafterresidenz renovieren.

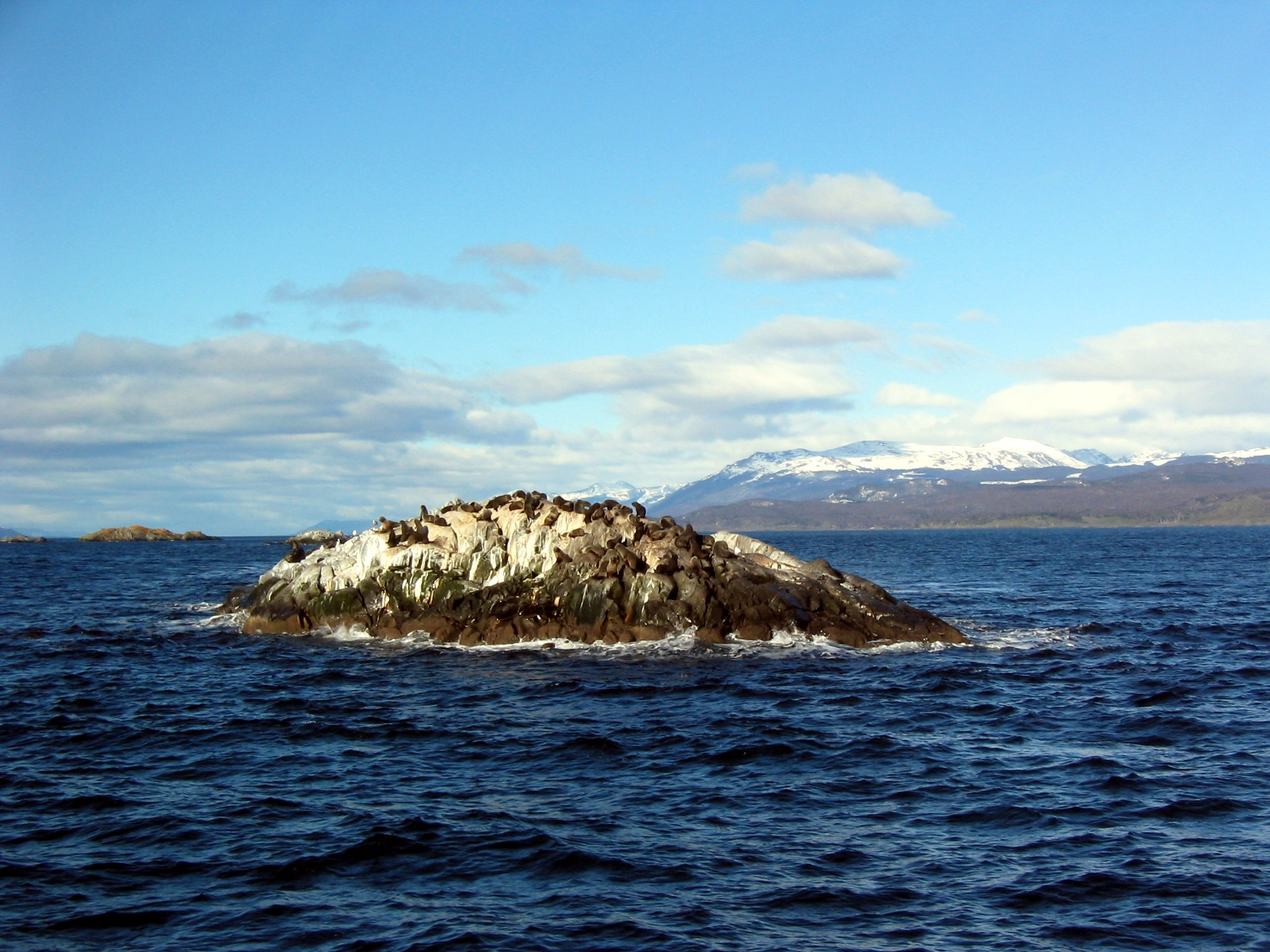
Konfliktherd Beagle-Kanal

Im Dezember 1978 verschärfte sich der Beagle-Konflikt mit Argentinien und es kam zu kriegerischen Drohungen gegen Chile. Die unbewohnten Inseln Lennox, Picton und Nueva im Beagle-Kanal wurden zum Streitpunkt, vor allem weil in der Gegend größere Ölreserven vermutet wurden. Der Streit erreichte seinen gefährlichsten Höhepunkt am 22. Dezember 1978, als Argentinien die Operation Soberanía startete, um die Inseln militärisch zu besetzen und in Festland-Chile einzumarschieren. Der Einmarsch wurde gestoppt, als die Junta in Buenos Aires einer päpstlichen Vermittlung zustimmte. Diese Mediation führte nach der Niederlage Argentiniens im Falklandkrieg zu dem Freundschafts- und Friedensvertrag von 1984 zwischen Chile und Argentinien, bei dem alle drei Inseln Chile zugesprochen wurden. Die fast abschließende Grenzziehung mit Argentinien am Fitz-Roy-Massiv wurde am 16. Dezember 1998 vereinbart. Es bleibt bis heute nur noch ein kleiner undefinierter Abschnitt im Bereich des Campo de Hielo Sur („Südliches Eisfeld“) übrig. Dieser Bereich beherbergt das größte Süßwasserreservoir Südamerikas.
Infolge des früheren Konflikts mit Argentinien unterstützte Chile während des Falklandkrieges 1982 Großbritannien. So landete ein beschädigter britischer Hubschrauber in Chile. Bisher ist der Grund seines Aufenthaltes in dieser Region allerdings unbekannt. Des Weiteren half Chile Großbritannien mit Radar- und Spionagetätigkeit. Der chilenische Ex-Luftwaffenchef Fernando Matthei bestätigte später die geheime Kooperation.

### Redemokratisierung

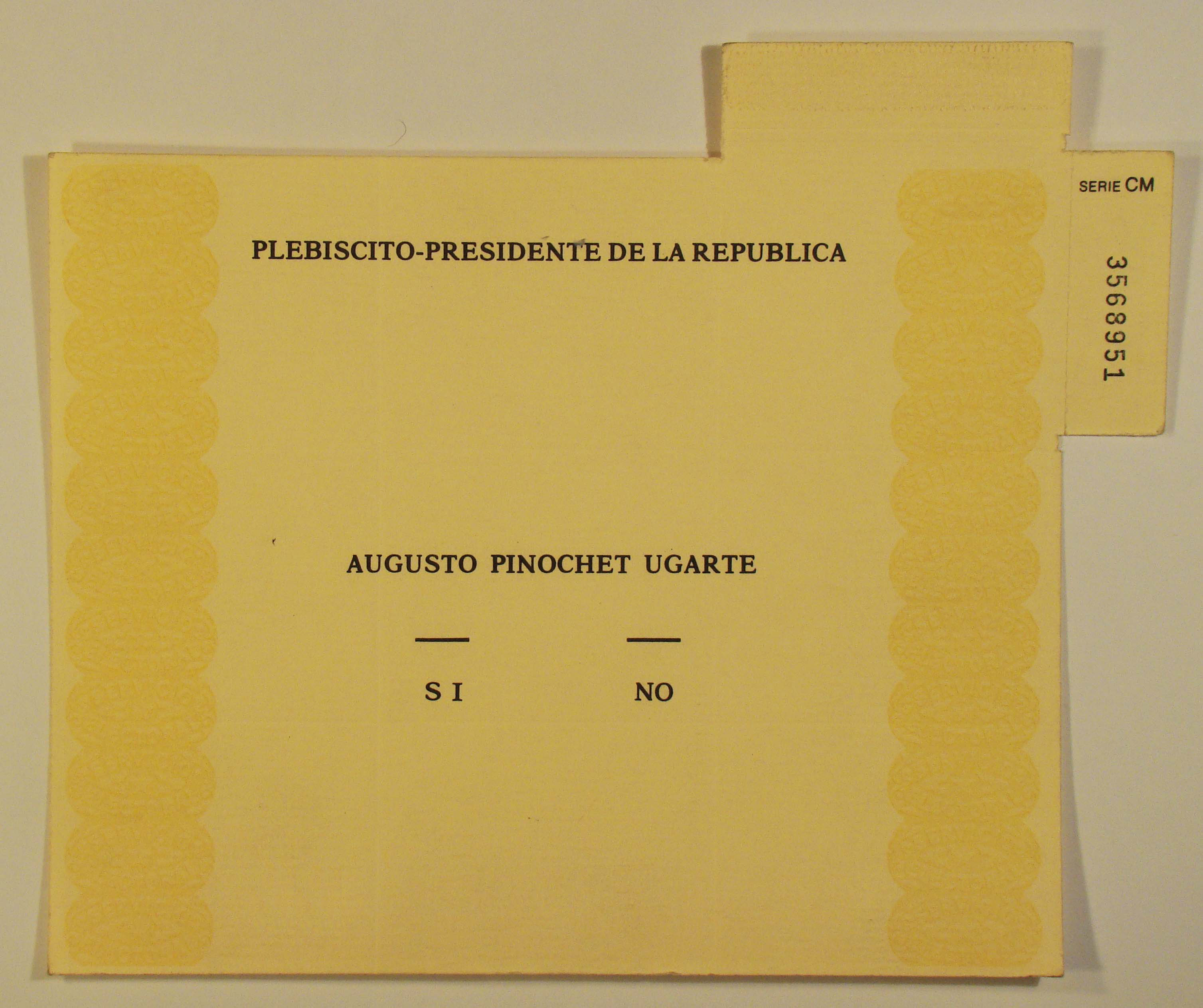
Die Ja/Nein-Abstimmung zum Kandidaten Pinochet im Oktober 1988

1988 wurde eine erste für die Opposition grundsätzlich problematische Volksabstimmung über eine Ausweitung der Befugnisse Pinochets abgehalten. Die Junta musste nach der geltenden Verfassung erstmals seit 1980 einen zukünftigen Präsidenten vorschlagen. Obschon eine Beteiligung an dieser Abstimmung auch eine Anerkennung des Regimes bedeutete, nahm die Opposition an dem Verfahren teil, bei welchem wenig überraschend Pinochet bestimmt worden war. Eine Mehrheit (54 %, bei einer Stimmbeteiligung von rund 90 Prozent) sprach sich zur Frage ja oder nein gegen eine weitere Amtszeit Pinochets aus.
1989 fanden die ersten freien Wahlen nach 15-jähriger Diktatur statt. Präsident wurde der Christdemokrat Patricio Aylwin. Bereits wenige Monate nach der Rückkehr zur Demokratie setzte der neugewählte Präsident Mitte 1990 eine Wahrheits- und Versöhnungskommission ein. Sie sollte die zwischen 1973 und 1989 begangenen politischen Morde und den Verbleib von Verschwundenen (Desaparecidos) aufklären. Neu und für spätere Wahrheitskommissionen in postdiktatorischen Demokratien des Ostblocks und Afrikas während der neunziger Jahre prägend war dabei, dass die chilenische Kommission „Wahrheit“ über Verbrechen während der Zeit der Diktatur als ihr Ziel definierte. Mithilfe einer „offiziellen Wahrheit“ sollte die Spaltung der chilenischen Gesellschaft in zwei Lager mit jeweils unterschiedlichen Deutungen der Geschichte überwunden werden.
Aylwin setzte die neoliberale Wirtschaftspolitik Pinochets fort und bemühte sich, die verfeindeten politischen Lager zu versöhnen, um ein demokratisches Zusammenleben zu ermöglichen. Behutsam („Gerechtigkeit soweit es geht“) begann er mit der Aufarbeitung der Verbrechen der Militärdiktatur: Im November 1993 standen erstmals Offiziere wegen Menschenrechtsverletzungen vor Gericht. Viele Exilanten kehrten zurück in ihre Heimat. Von 1994 bis 2000 regierte der Christdemokrat Eduardo Frei Ruiz-Tagle.

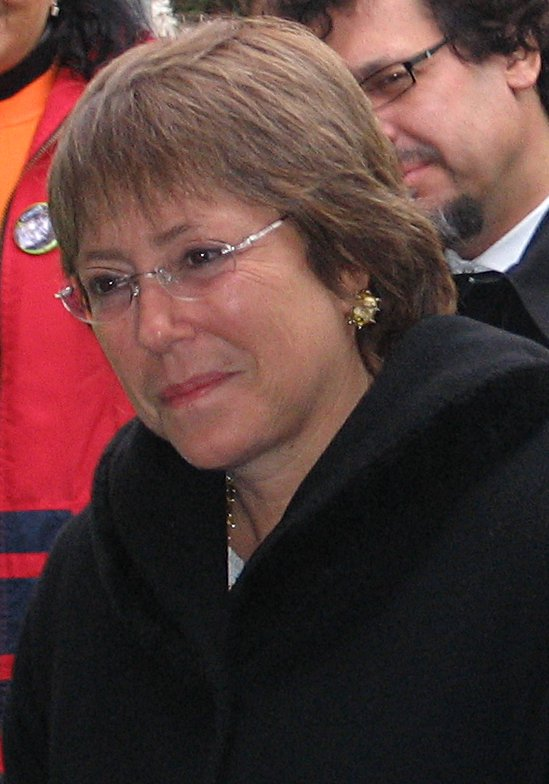
Michelle Bachelet

Pinochet trat 1998 als Heereschef ab, blieb aber Senator auf Lebenszeit und genoss daher Immunität. Im gleichen Jahr wurde er in Großbritannien aufgrund eines Haftbefehls des spanischen Richters Baltasar Garzón verhaftet, konnte aber 1999 aus gesundheitlichen Gründen nach Chile zurückkehren. 1998 wurde er von Gladys Marín vor dem chilenischen Richter Juan Guzmán Tapia angeklagt, 2002 jedoch wegen leichter Demenz als verhandlungsunfähig erklärt, worauf Pinochet auf sein Amt als Senator verzichtete. Weitere Versuche, ihn gerichtlich zu belangen, scheiterten. Er starb am 10. Dezember 2006, ohne je verurteilt worden zu sein.
Im Jahr 2000 wurde der Sozialist Ricardo Lagos neuer chilenischer Präsident. Er bezwang in einer Stichwahl seinen konservativen Gegner Joaquín Lavín nur knapp. Mit Lagos zog nach Allende der zweite sozialistische Präsident in die Moneda ein. Lagos machte die Bekämpfung der Arbeitslosigkeit zum Ziel seiner Regierung. Sein Programm sah außerdem die Wiedereinführung der Tarifautonomie und die Einbindung des Armee-Budgets in den staatlichen Haushalt vor. Lagos verließ im Jahr 2006 das Amt mit einer wirtschaftlich und politisch positiven Bilanz. Als Nachfolgerin wurde die Sozialistin Michelle Bachelet zur ersten Präsidentin in der Geschichte des Landes gewählt.
2010 gewann Sebastián Piñera nach einer Stichwahl gegen seinen Konkurrenten Frei die Präsidentschaftswahl. Am 11. März 2011 war sein Amtsantritt. Piñera war der erste rechtsgerichtete Präsident nach fast 20 Jahren.
Am 15. Dezember 2013 wurde in einem zweiten Wahlgang wieder die Sozialistin Michelle Bachelet zur Präsidentin gewählt. Bachelet setzte sich mit rund 62,2 Prozent der Stimmen gegen die konservative Herausforderin Evelyn Matthei durch.
Die Wahlen Ende 2017 gewann wiederum Sebastián Piñera. Er trat seine zweite Präsidentschaft am 11. März 2018 an.

### Erarbeitung einer neuen Verfassung 2019–2022
siehe auch: Verfassunggebende Versammlung Chiles
Ausgelöst durch eine Erhöhung der U-Bahn-Preise, kam es seit Mitte Oktober 2019 zu Protesten gegen die soziale Ungleichheit in Chile. Im Verlauf der Unruhen erklärte Piñera den Ausnahmezustand, setzte das Militär ein und rief den „Krieg gegen einen mächtigen, unversöhnlichen Feind“ aus, wie er die Aufständischen nannte. Wegen der anhaltenden Proteste sagte die Regierung die UN-Klimakonferenz ab, die geplant im Dezember 2019 in Santiago de Chile abgehalten werden sollte.
Im Dezember 2019 wurde eine Volksabstimmung über eine neue Verfassung angekündigt. Ursprünglich für den 26. April 2020 geplant, wurde sie aufgrund der COVID-19-Pandemie auf den 25. Oktober selbigen Jahres verschoben. Eine große Mehrheit stimmte dafür, dass eine neue Verfassung erarbeitet werden solle (78 %). Dazu soll eine verfassunggebende Versammlung gewählt werden, deren Vertreter komplett direkt gewählt werden (79 %).
In der am Wochenende vom 15. und 16. Mai 2021 stattgefundenen Wahl zur verfassungsgebenden Versammlung erlitt das Parteienbündnis Chile Vamos von Präsident Sebastián Piñera eine Niederlage. In der aus 155 Delegierten bestehenden Versammlung werden linke, neutrale und parteilich ungebundene Delegierte dominieren, während konservative und rechte Parteien nicht die notwendige Sperrminorität von einem Drittel der Sitze erreichten, um bestimmte Änderungen alleine blockieren zu können.
Am 5. Juli 2021 tagte der Verfassungskonvent erstmals, bis im Februar 2022 lief die Frist zur Einreichung von Diskussionsvorschlägen für die Verfassungsreform. Im Juni wurde der 388 Artikel umfassende Verfassungsvorschlag von der Versammlung offiziell angenommen, und daraufhin am 4. Juli an Präsident Gabriel Boric übergeben. Am 4. September 2022 wurde dieser in einem Plebiszit mit 62 % deutlich abgelehnt.

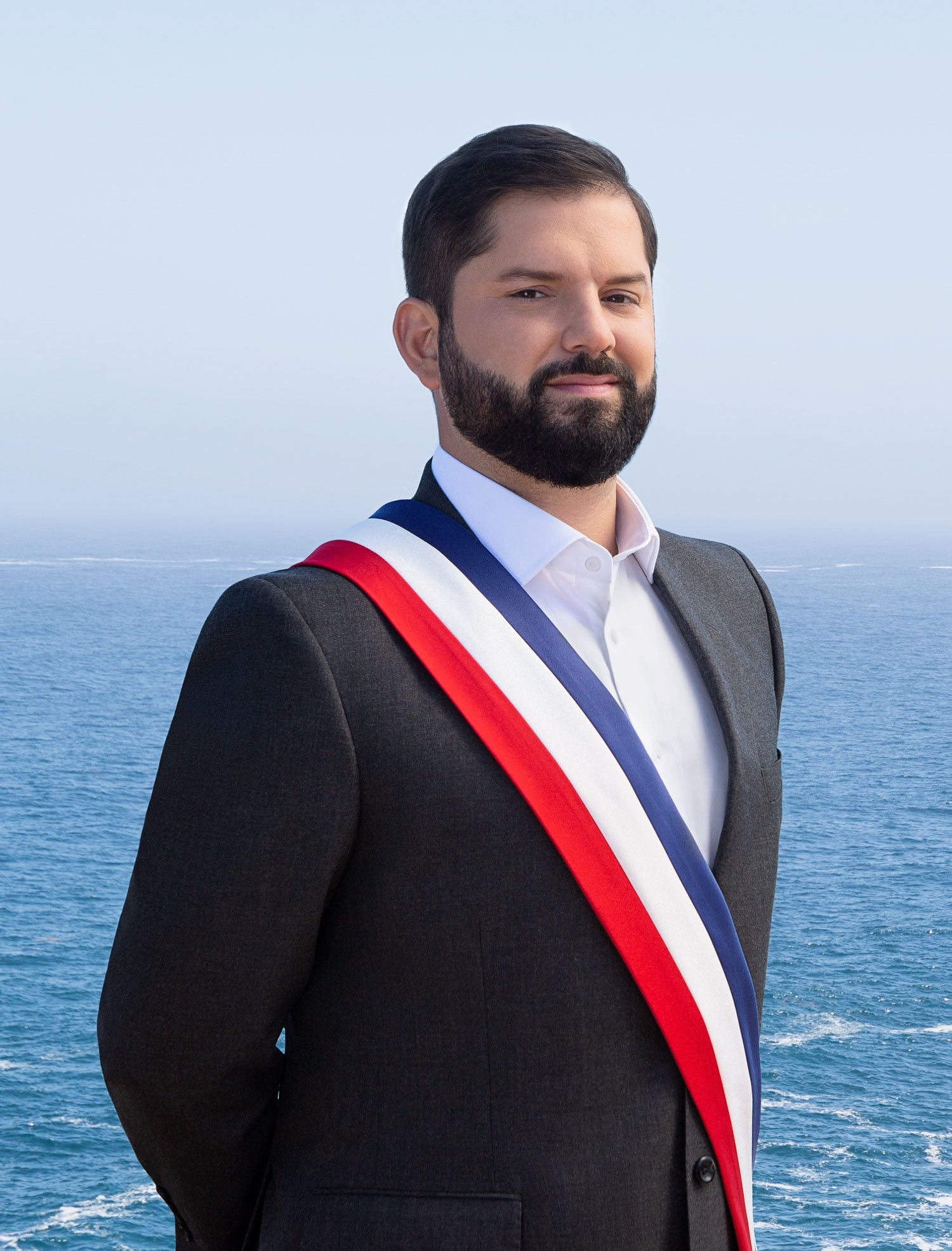
Gabriel Boric, Chiles aktueller Präsident

### Präsidentschaftswahl 2021
Am 21. November 2021 fand der erste Wahlgang für die achte Präsidentschaftswahl in Chile (Transición) statt. Bei der Stichwahl am 19. Dezember 2021 wurde Gabriel Boric zum Präsidenten gewählt. Seine Amtszeit begann am 11. März 2022.

## Politik

### Verfassung

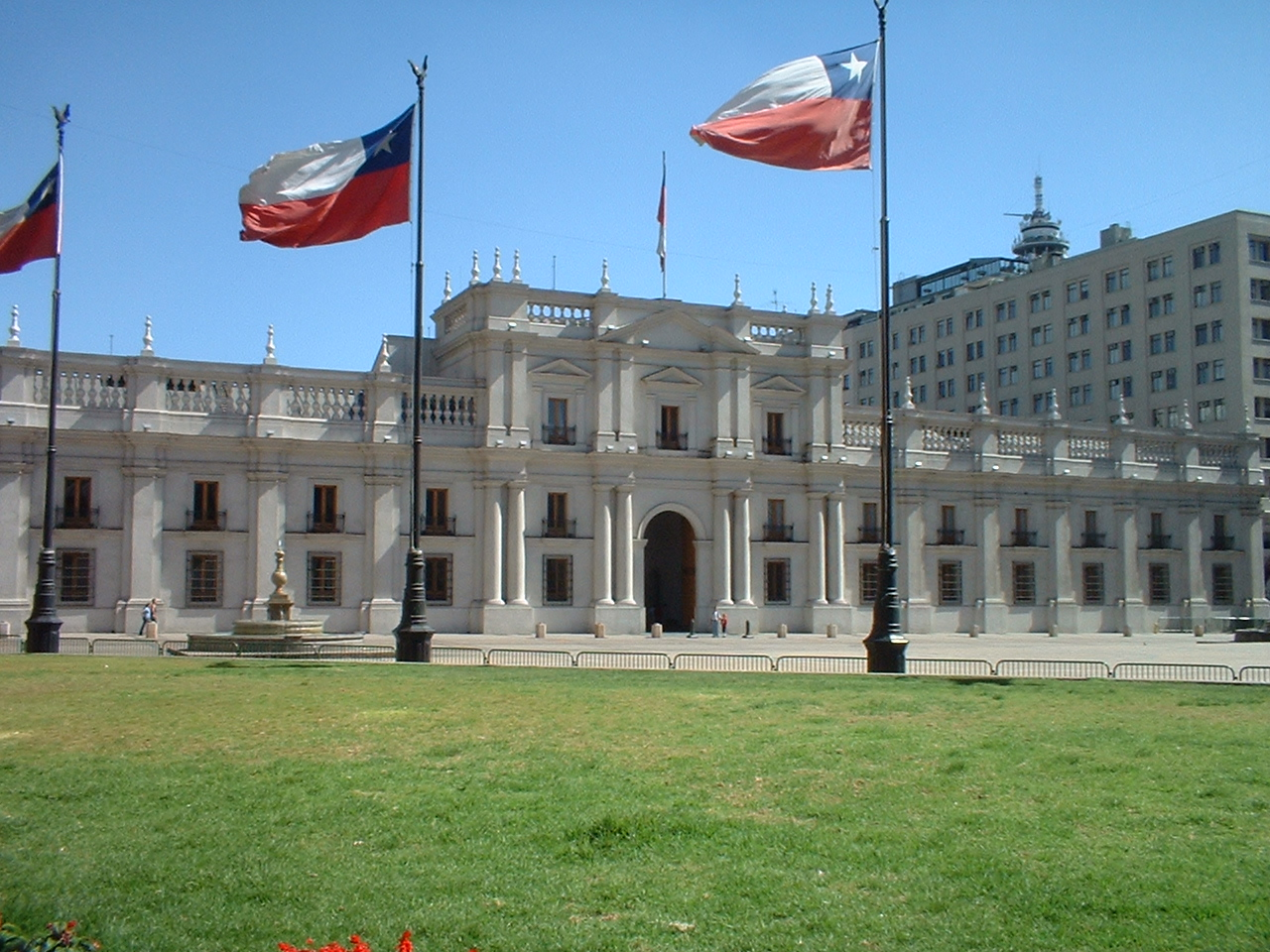
Palacio de la Moneda, Sitz des chilenischen Präsidenten

Chile ist eine Präsidialrepublik. Die aktuelle Verfassung stammt von 1980 unter der Diktatur Augusto Pinochets und wurde am 16. August 2005 vom chilenischen Parlament modifiziert.

#### Exekutive
Der Präsident, nach US-amerikanischem Vorbild zugleich Regierungschef, wird für eine vier Jahre andauernde Amtszeit gewählt. Der Präsident kann zwar mehrere Amtszeiten absolvieren, jedoch nicht direkt hintereinander. Er ernennt die Minister (2005: 18 Minister) und Subsekretäre (Vergleichbar mit Staatssekretären; 2005: 30) sowie die Regional-Intendanten (einen für die Hauptstadtregion und je einen für die Regionen) und Provinzgouverneure (je Provinz einer). Er kann innerhalb eines durch die Verfassung festgelegten Rahmens Dekrete erlassen, die Gesetzeskraft haben. Zudem kann er die obersten Befehlshaber der Teilstreitkräfte ernennen.

#### Legislative
Die Legislative (Congreso Nacional) besteht aus zwei Kammern. Der erste chilenische Kongress wurde am 4. Juli 1811 durch Beschluss (1810) der Regierungs-Junta gebildet.
Die Abgeordnetenkammer (Cámara de Diputados) besteht aus 120 durch direkte Wahl ermittelten Abgeordneten. Das ganze Land wird in 60 Wahlkreise eingeteilt, in denen alle vier Jahre jeweils zwei Abgeordnete gewählt werden. Das erstplatzierte Parteibündnis stellt jedoch beide Abgeordnete, wenn es doppelt so viele Stimmen wie das oppositionelle Wahlbündnis erreicht. Dieses binomiale Wahlsystem verhindert, dass kleinere Parteien ins Parlament gewählt werden.
Der Senat (Senado) umfasst 43 Mitglieder. Aufgrund der Verfassungsreform, die am 16. August 2005 beschlossen wurde, werden seit dem 11. März 2006 alle Senatoren direkt von den Wahlbürgern gewählt. Die gewählten Senatoren stammen aus 19 Wahlbezirken. Jede der zwölf Regionen und die Hauptstadtregion besitzen mindestens einen Wahlbezirk. Die V., VII., VIII., IX. und X. Region sowie die Hauptstadtregion werden in jeweils zwei Wahlbezirke aufgeteilt. Alle vier Jahre wird jeweils die Hälfte der Senatoren für eine Amtszeit von acht Jahren gewählt.
Erfolge bei der Einführung des Frauenwahlrechts gab es in Chile schon in den 1930er Jahren: Frauen über 21, die lesen und schreiben konnten, erhielten das Wahlrecht für Gemeinde- und Stadtratswahlen zu Beginn der 1930er Jahre. Eine Quelle nennt hierfür den 30. Mai 1931, eine andere 1934. Das uneingeschränkte aktive Wahlrecht wurde in dem Gesetz vom 15. Dezember 1948 festgeschrieben. Das passive Frauenwahlrecht gibt es bei Lokalwahlen seit 1931, auf nationaler Ebene erst seit 1949.

#### Judikative
Der Oberste Gerichtshof (Corte Suprema de Justicia) ist ein Kollegialgericht mit 21 Richtern. Es ist die höchste richterliche Gewalt in Chile. Die Richter werden von den Richtern des Obersten Gerichts vorgeschlagen und vom Präsidenten auf Lebenszeit ernannt. Unter dem Obersten Gerichtshof ist das Appellationsgericht angesiedelt. Zusätzlich gibt es 17 Berufungsgerichte in Chile.
Durch eine Justizreform wurden die Aufgaben des Anklägers (Staatsanwalt) und des Richters getrennt. Im Zuge dieser Reform werden Gerichtsverfahren nun öffentlich und mündlich geführt, statt wie zuvor üblich schriftlich. Angeklagte mit geringem Einkommen können einen staatlichen Pflichtverteidiger in Anspruch nehmen. Für dieses neue Justizsystem mussten 300 neue Gerichtsgebäude in zahlreichen chilenischen Städten gebaut werden.
Das Verfassungsgericht (Tribunal Constitucional) ist zuständig für die Kontrolle der vom Parlament erlassenen Gesetze auf Verfassungswidrigkeit.

### Politische Indizes
| Name des Index                     | Indexwert    | Weltweiter Rang | Interpretationshilfe | Jahr |
| ---------------------------------- | ------------ | --------------- | --- | ---- |
| Fragile States Index               | 41,1 von 120 | 146 von 179     | Stabilität des Landes: stabiler 0 = sehr nachhaltig / 120 = sehr alarmierend Rang: 1 = fragilstes Land / 179 = stabilstes Land | 2024 |
| Demokratieindex                    | 7,83 von 10  | 29 von 167      | Unvollständige Demokratie 0 = autoritäres Regime / 10 = vollständige Demokratie                                                | 2024 |
| Freedom in the World Index         | 95 von 100   | —               | Freiheitsstatus: frei 0 = unfrei / 100 = frei                                                                                  | 2024 |
| Rangliste der Pressefreiheit       | 62,3 von 100 | 69 von 180      | Erkennbare Probleme für die Pressefreiheit 100 = gute Lage / 0 = sehr ernste Lage                                              | 2025 |
| Korruptionswahrnehmungsindex (CPI) | 63 von 100   | 32 von 181      | 0 = sehr korrupt / 100 = sehr sauber                                                                                           | 2024 |

### Parteien
Chile besitzt trotz präsidialer Verfassung eine für Lateinamerika ungewöhnlich starke parteiendemokratische Tradition. Parteien wurden bereits in der Endphase der Militärdiktatur ab 1987 wieder zugelassen. Das gegenwärtige Wahlrecht hat dazu geführt, dass sich alle Parteien zu Parteibündnissen zusammengeschlossen haben. Nach Beendigung der Diktatur (1973–1990) erreicht das Land beim Demokratieindex inzwischen eine der besten Platzierung in Lateinamerika.
Die „Alianza por Chile“ war ein konservatives Bündnis, das aus der „Nationalen Erneuerungspartei“ (Renovación Nacional, RN) und der Rechtspartei „Unabhängige Demokratische Union“ (Unión Demócrata Independiente, UDI) bestand, die in der Transitionszeit beide für eine Verlängerung der von Augusto Pinochet begründeten autoritären Regierungsform eintraten. Zwischenzeitlich gehörten dem Bündnis auch einige andere rechtsliberale und konservative Parteien an. Das Bündnis ging siegreich aus den Präsidentschaftswahlen 2009 hervor und stellte mit Sebastián Piñera von 2010 bis 2013 den ersten konservativen Präsidenten Chiles nach dem Ende der Militärdiktatur. Unter seiner Präsidentschaft wurde es umbenannt in Coalición por el Cambio, später Alianza por el Cambio, und 2015 schließlich durch das neue Rechtsbündnis Chile Vamos ersetzt, das mit dem erneuten Wahlsieg und der zweiten Präsidentschaft Piñeras seit 2018 die Regierung führt.
Die „Concertación de Partidos por la Democracia“ war ein Bündnis aus vier Mitte-Links-Parteien, die sich aktiv am Sturz der Militärdiktatur beteiligt hatten. Mitglieder waren die Parteien „Christlich-Demokratische Partei“ (Partido Demócrata Cristiano, PDC), „Radikale und Sozialdemokratische Partei“ (Partido Radical Socialdemócrata, PRSD), „Partei für Demokratie“ (Partido por la Democracia, PPD) sowie „Sozialistische Partei“ (Partido Socialista, PS). Das Bündnis, das nach dem Rückzug der Militärs bis zum Amtsantritt Sebastián Piñeras im Frühjahr 2010 ununterbrochen die Regierung stellte, wurde nach der erneuten Wahl der Sozialistin Michelle Bachelet 2013 aufgelöst und durch das neue Linksbündnis Nueva Mayoría ersetzt.
Das Linksbündnis Juntos Podemos Más („Gemeinsam können wir mehr“) umfasste die Christliche Linke, die Humanistische Partei, die Kommunistische Partei sowie einige andere linke und linksliberale Splitterparteien. 2010 konnte Juntos Podemos Más zwei kommunistische Abgeordnete ins Parlament senden. Die Mehrzahl der Mitgliedsparteien bildete anschließend zusammen mit den Parteien der Concertación das neue Bündnis der Nueva Mayoría.
Seit dem 11. März 2022 stellt eine Koalition der Parteienbündnisse Apruebo Dignidad und Socialismo Democrático sowie einigen Unabhängigen die Regierung unter Präsident Gabriel Boric.

### Streitkräfte und Polizei
Die Streitkräfte Chiles (spanisch Fuerzas Armadas de Chile) bestehen aus den Teilstreitkräften Heer, Marine, Luftwaffe und der nationalen Polizei (Carabineros de Chile). Im Jahre 2021 umfassten die Streitkräfte der Republik Chile insgesamt etwa 80.000 Soldaten. Chile gab 2023 knapp 1,6 Prozent seiner Wirtschaftsleistung oder 5,5 Mrd. US-Dollar für seine Streitkräfte aus.

### Außenpolitik

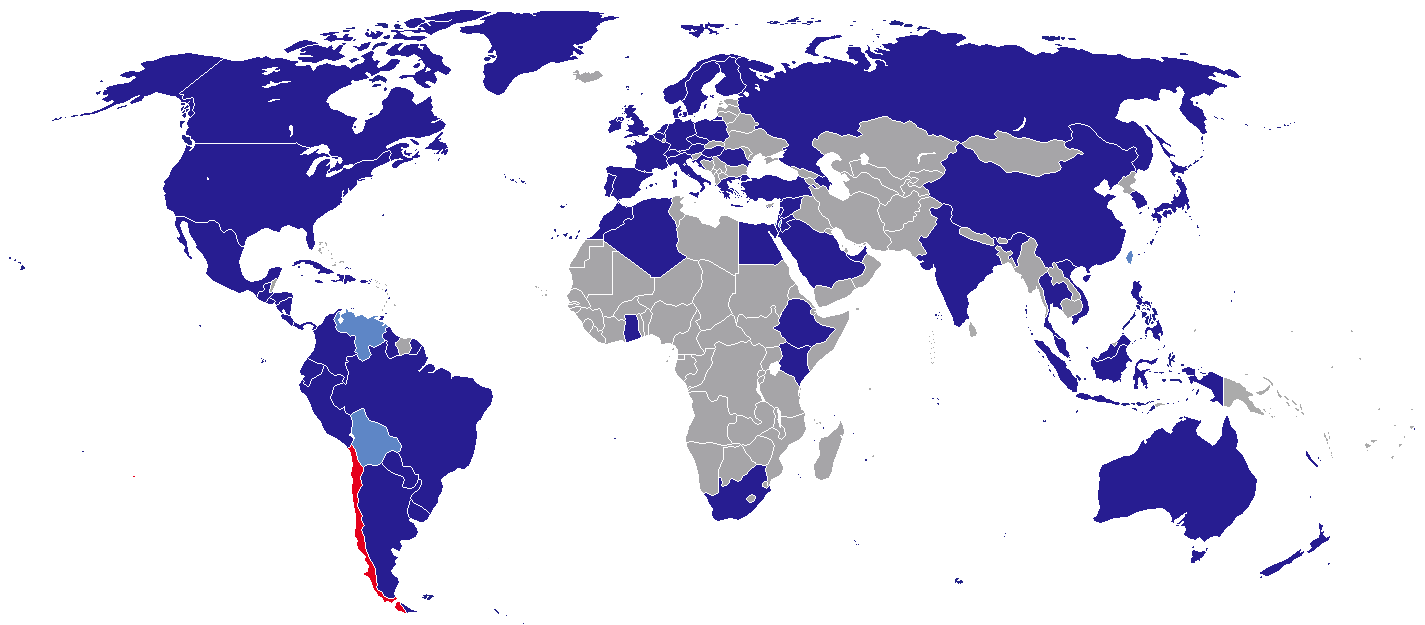
Standorte der diplomatischen Vertretungen Chiles

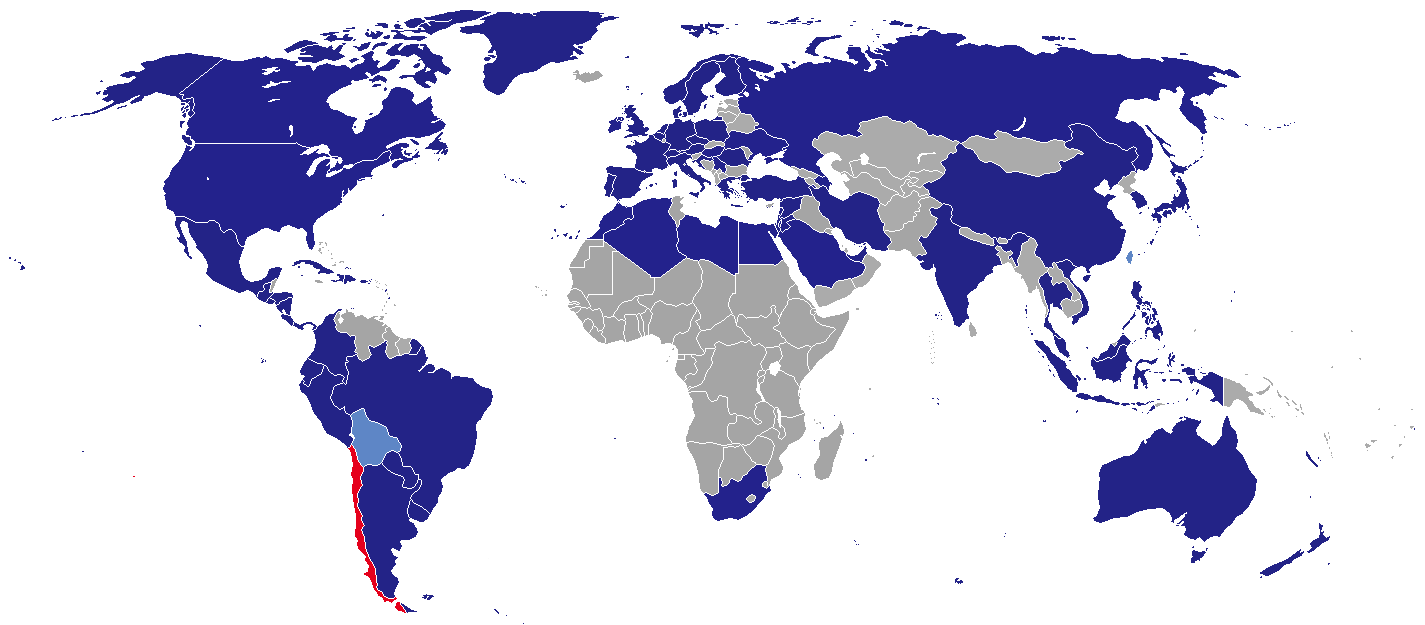
Staaten mit diplomatischer Vertretung in Chile

Chile ist Mitglied der APEC und versucht momentan mit möglichst vielen Staaten Freihandelsabkommen zu schließen (zum Beispiel gibt es Abkommen mit den USA, der EU, Südkorea und China).
Chile ist seit 1945 Mitglied der UN und seit 1948 Mitglied der OAS. In der UN spielt Chile seit 2004 eine wichtigere Rolle, da es sich zur Teilnahme an Friedensmissionen entschlossen hat. Heute stehen chilenische UN-Einheiten zum Beispiel in Haiti.
Im Mai 2007 lud die OECD Chile zu Beitrittsgesprächen ein und der Beitritt wurde am 7. Mai 2010 vollzogen.
Beziehungen innerhalb Südamerikas
In Südamerika ist Chile assoziiertes Mitglied des Mercosur; diese Nichtvollmitgliedschaft erlaubt Chile, eigene Handelsabkommen zu schließen. Die Konzentration Chiles auf die großen Handelspartner USA, EU und Asien wird von den anderen Andenstaaten kritisch gesehen. Man befürchtet eine Vernachlässigung des lateinamerikanischen Marktes. Insbesondere die vielen Freihandelsabkommen Chiles, aber auch die niedrigen Einfuhrzölle Chiles machen eine engere Bindung an Mercosur schwer.
Chile hat seit 1988 eine Reihe von Konfliktherden mit Argentinien und Peru abgebaut. Dies betrifft den Beagle-Kanal und die Grenzziehung am Fitz-Roy-Massiv. Seitdem der peruanische Kongress im Oktober 2005 maritime Gebiete Chiles in Frage stellt, sind allerdings wieder starke Spannungen im Verhältnis beider Länder vorhanden.
Die Beziehungen zu Bolivien sind weiterhin stark gestört, da der Wunsch Boliviens nach einem Meerzugang bisher ungelöst ist sowie ein Konflikt um Wasserrechte am Río Lauca besteht. Eine geplante Erdgas-Pipeline von Bolivien zu chilenischen Häfen, um Flüssigerdgas in die Vereinigten Staaten zu exportieren, wurde durch den starken Widerstand in der bolivianischen Bevölkerung nicht gebaut.
Im Zuge der geglückten Rettung von Bergleuten nach dem Grubenunglück von San José trafen sich im Oktober 2010 die Präsidenten beider Länder am Unglücksort. Boliviens Präsident Morales dankte den Chilenen für die Rettung eines Bolivianers, der zu den verschütteten Kumpeln gehörte. Die Präsidenten vereinbarten erstmals seit Jahrzehnten den gegenseitigen Austausch von Botschaftern.
Chile war bis zur Fertigstellung der LNG-Terminal von Quintero stark von Erdgaslieferungen aus Argentinien abhängig. Die Drosselung der Lieferungen von Seiten Argentiniens zwang Chile zum verstärkten Nachdenken über alternative Energien. Das Erdgas-Lieferabkommen zwischen Bolivien und Argentinien verbietet den Argentiniern den Export von bolivianischem Erdgas nach Chile.
Beziehungen zu den USA
Die Militärdiktatur unter Augusto Pinochet hatte stets enge Beziehungen zu den USA, die den Sturz der demokratisch gewählten Linksregierung unter Salvador Allende 1973 aktiv gefördert hatten. Auch nach dem Ende der Diktatur bestehen gute Beziehungen zwischen beiden Ländern. Allerdings lehnte die chilenische Regierung ein Eingreifen im Irakkrieg ab. Chile konnte am Ende langer Verhandlungen mit der Stimme der USA den Posten des Generalsekretärs der OAS mit José Miguel Insulza einnehmen.
Die USA sind der wichtigste Handelspartner für Chile, beide Länder haben 2004 ein Freihandelsabkommen geschlossen. Allerdings sinkt der Anteil des US-Handels zugunsten der EU und Asiens. Chile hat 2002 moderne Kampfflugzeuge von Typ F-16 in den USA bestellt.
Beziehungen zur EU
Die Europäische Union ist neben den USA ein sehr wichtiger Handelspartner. 2005 trat ein Assoziierungsabkommen zwischen der EU und Chile sowie ein Abkommen über die technisch-wissenschaftliche Zusammenarbeit in Kraft.
Besondere Beziehung zu Deutschland
Es bestehen enge Verbindungen zwischen beiden Ländern, die Schwerpunkte liegen in der Politik, Wirtschaft und besonders in der Wissenschaft. Viele Chilenen pflegen einen besonderen Bezug zu Deutschland, was zum Teil auf historische Bindungen unter Deutschchilenen, zum Teil auf Exilerfahrungen während der Diktatur zurückzuführen ist. Zur Zeit der Herrschaft von Augusto Pinochet flohen Regimegegner häufig in die DDR ins Exil. Auch die ehemalige Präsidentin des Landes, Michelle Bachelet, verbrachte einige Jahre im ostdeutschen Exil, lernte Deutsch an der Universität Leipzig und studierte Medizin an der Humboldt-Universität Berlin. Auch in der Vorgängerregierung unter Präsident Sebastián Piñera gab es mehrere Minister, die deutsche Schulen besucht oder in Deutschland studiert haben. Hinzu kommt, dass in der Zeit zwischen dem Salpeterkrieg und dem Ersten Weltkrieg deutsche Ausbilder die Streitkräfte Chiles formten, die bis heute stark von preußisch-deutschen Traditionen geprägt sind, was sich etwa in der Uniformierung und im militärischen Liedgut äußert.

### Menschenrechte
Amnesty International weist darauf hin, dass es im Zusammenhang mit Landstreitigkeiten immer wieder zu Menschenrechtsverletzungen an Angehörigen der indigenen Gruppe der Mapuche kommt. Diese geraten nach Informationen von Amnesty International oft in Konflikte bei der Verteidigung ihrer wirtschaftlichen, sozialen und kulturellen Rechte gegenüber Forst- und Energieunternehmen, die in ihren traditionellen Siedlungsgebieten tätig sind. Im Jahr 2006 kam es zu Ausschreitungen der Polizei gegen Angehörige der Mapuche. Festgenommene gaben damals an, gefoltert worden zu sein.
Chile erfüllt bis heute nicht alle Verpflichtungen, die es mit Unterzeichnung der UN-Antifolter-Konvention eingegangen ist. Besonders gravierend ist die Situation in den oft überfüllten Gefängnissen, die nicht internationalen Standards gerecht wird. Nach einer Reihe von Ereignissen kam es am 8. Dezember 2010 in der Haftanstalt San Miguel bei Santiago zu einem Aufstand und ein Feuer brach aus. In San Miguel waren zu diesem Zeitpunkt 1900 Menschen inhaftiert – ausgelegt ist das Gefängnis für 1000. In der Haftanstalt Santiago Sur mussten sich 400 Häftlinge die für 76 Insassen vorgesehenen Räumlichkeiten teilen. Die medizinische Versorgung und sanitäre Grundausstattung in den Gefängnissen sind nicht ausreichend. Eine Trennung minderjähriger Gefangener von Erwachsenen ist nicht sichergestellt.
Eine Untersuchungskommission der Vereinten Nationen kam 2018 zu dem Ergebnis, dass in den Kinder- und Jugendheimen des Landes die Menschenrechte der Kinder systematisch verletzt werden. Mehr als 865 Minderjährige sind zwischen 2005 und 2016 unter staatlicher Obhut gestorben.
Die Interamerikanische Kommission für Menschenrechte sowie das UN-Hochkommissariat für Menschenrechte warfen in jeweils eigenen Berichten Chile vor, im Verlauf der Proteste in Chile 2019/2020 schwere Menschenrechtsverletzungen der Strafverfolgungs- und Justizvollzugsbehörden toleriert zu haben.

### Abtreibungsverbot
Mit Inkrafttreten des ersten Chilenischen Strafgesetzbuches im Jahr 1875, das in diesem Punkt dem Vorbild des spanischen Strafgesetzbuches von 1870 folgte, waren Abtreibungen in Chile strafbar. Strafmilderungen waren möglich, wenn die Betroffene die Abtreibung zum Zwecke der Verheimlichung eines Ehebruchs, mithin zum Schutz der Ehre (ihrer eigenen Person oder des Mannes) vorgenommen hatte.
Unter dem autoritären Militärregime von Oberst Carlos Ibáñez, der bürgerlich-liberalen Ehrbegriffen kritisch gegenüberstand und gesellschaftspolitisch eine linkspopulistische Linie verfolgte, wurde der Schwangerschaftsabbruch 1931 in Fällen der kriminologischen, medizinischen und eugenischen Indikation (d. h. nach Vergewaltigung, bei Gefahr für das Leben der Mutter und wenn der Fötus nicht überlebensfähig ist) erlaubt. Diese Indikationsregelung wird in der chilenischen Rechtsterminologie und politischen Debatte „therapeutischer Abort“ genannt. 1968 wurde die Anwendung der „therapeutischen“ Indikationen unter dem christdemokratischen Präsidenten Eduardo Frei Montalva nochmals erleichtert. Die Indikationsregelung bestand formell auch während der Militärdiktatur Augusto Pinochets fort, dessen Regierung sich erfolglos bemühte, ein absolutes Abtreibungsverbot in der Chilenischen Verfassung von 1980 zu verankern. Stattdessen wurde der Schutz des ungeborenen Lebens nur mit einer unbestimmten Formulierung in die von den Militärmachthabern erarbeitete Verfassung aufgenommen. Gesetzlich umgesetzt wurde das absolute Abtreibungsverbot erst im Zuge der politischen Neuordnung und schrittweisen Entmachtung Pinochets gegen Ende der 1980er Jahre mit Unterstützung der römisch-katholischen Kirche und scheidender Mitglieder der ehemaligen Militärjunta. Mit dem 1990 in Kraft getretenen Abtreibungsgesetz vom 15. September 1989, das auf Druck des damaligen Juntachefs Admiral José Toribio Merino und unter Mitwirkung des damaligen Bischofs von Rancagua und späteren Kardinals Jorge Medina zustande kam, wurde Chile zu einem der wenigen Länder der Welt, in denen Schwangerschaftsabbrüche auch in allen denkbaren Ausnahmekonstellationen und sogar in Abwägung gegen das Leben der Mutter komplett verboten waren. Die kontroverse Diskussion über eine Lockerung des absoluten Abtreibungsverbots zumindest in medizinisch und ethisch indizierten Ausnahmefällen begann schon unmittelbar nach Inkrafttreten des Verbots und dauert bis heute an.
In der zweiten Amtszeit von Michelle Bachelet, zu deren Wahlprogramm die Aufhebung des Abtreibungsverbots gehörte, begann ein Gesetzgebungsprozess, der 2016 zum Abschluss gelangte. Am 21. August 2017 hob der chilenische Oberste Gerichtshof das generelle Abtreibungsverbot in Chile auf und machte den Weg für das von Staatspräsidentin Bachelet und der Mehrheit der Bevölkerung unterstützte und vom Parlament bereits verabschiedete Gesetz frei, das die Abtreibung in den drei „therapeutischen“ Ausnahmetatbeständen (nach Vergewaltigung, bei Gefahr für das Leben der Mutter und wenn der Fötus nicht überlebensfähig ist) wieder erlaubt. Laut UN-Schätzungen werden in Chile jährlich zwischen 60.000 und 70.000 illegale Abtreibungen vorgenommen.
Am 27. September 2021 stimmte das Abgeordnetenhaus für die Einführung einer Fristenregelung. Am 30. November 2021 scheiterte die Fristenregelung im Senat.

### Sozialversicherungssystem
Das Gesundheitssystem wurde in den 1970er und 1980er Jahren stark privatisiert. Chilenische Arbeitnehmer müssen sich privat krankenversichern. Den ärmeren Bevölkerungsschichten steht für bestimmte Krankheiten eine kostenlose Behandlung in staatlichen Gesundheitszentren zu. Rund 80 Prozent der Bevölkerung nutzen das staatliche Gesundheitssystem und 20 Prozent lassen sich privat behandeln. Michelle Bachelet, die bereits unter Ricardo Lagos für das Ressort Gesundheit zuständig gewesen war, brachte nach ihrem Amtsantritt als Präsidentin einige Reformen auf den Weg, die unter anderem eine kostenlose Gesundheitsversorgung für ältere Menschen vorsehen. Außerdem wurden Anstrengungen unternommen, die medizinische Infrastruktur, in der teils deutliche Unterschiede bestehen, weiter zu verbessern.
Die Lebenserwartung der Einwohner Chiles ab der Geburt lag 2022 bei 79,5 Jahren
1981 wurde das Rentenversicherungssystem unter José Piñera, einem Minister im Kabinett des Diktators Augusto Pinochet, vom Umlageverfahren auf das Kapitaldeckungsverfahren umgestellt. Die Arbeitnehmer müssen seitdem 13 Prozent ihres Gehalts als Beiträge für private Rentenfonds abführen. Außerdem werden 7 Prozent ihres Einkommens für eine private Krankenversicherung abgezogen, sodass die Sozialbeiträge im neuen System ein Fünftel eines Gehalts ausmachen. Nur das chilenische Militär wurde von Piñeras Reform ausgenommen; Soldaten haben bis heute Anspruch auf großzügige Pensionsleistungen vom Staat. Das neue Rentensystem wurde später von der Weltbank trotz interner Kritik als vorbildhaft angepriesen und verbreitete sich seit den frühen 1990er Jahren in verschiedenen Varianten in Lateinamerika, wobei die meisten Staaten wie etwa Argentinien ein gemischtes Modell mit teils privatem, teils staatlichem Gesundheitssystem einführten. Besonders das argentinische Modell wurde später von weiteren Ländern übernommen, besonders in Osteuropa. Unter der Regierung Bachelet wurde das Rentensystem im Jahr 2008, auch auf Empfehlung der Weltbank, erneut reformiert.

### Staatshaushalt
Der Staatshaushalt umfasste 2016 Ausgaben von umgerechnet 55,74 Mrd. US-Dollar, dem standen Einnahmen von umgerechnet 49,52 Mrd. US-Dollar gegenüber. Daraus ergibt sich ein Haushaltsdefizit in Höhe von 2,5 % des BIP.
Die Staatsverschuldung betrug 2016 21,1 % des BIP. Von der Ratingagentur Standard & Poor’s werden die Staatsanleihen des Landes mit der Note A+ bewertet (Stand 2018). Chile hat damit die höchste Kreditwürdigkeit unter allen Ländern Südamerikas.
2020 betrug der Anteil der Staatsausgaben (in % des BIP) folgender Bereiche:
- Gesundheit: 9,8 %
- Bildung: 5,6 % (2019)
- Militär: 1,5 % (2023)

## Verwaltungsgliederung
Chile ist in 16 Verwaltungsregionen aufgeteilt. Diese waren von 1978 bis 2018 mit römischen Zahlen durchnummeriert. Die Regionen spielen politisch nur eine geringe Rolle, da Chile ein ausgeprägter Zentralstaat ist. Die Regionen sind in 56 Provinzen unterteilt.

Regionen Chiles

Regionen
| Lage | Anmerkungen |
| ---- | --- |
|      | Die Región de Arica y Parinacota (ex XV. Region) umfasst die Provinzen Arica und Parinacota. Sie ist die nördlichste Region Chiles und wurde zum 8. Oktober 2007 von der ehemaligen I. Region abgespalten.                                                                             |
|      | Die Región de Tarapacá (ex I. Region) umfasst die Provinzen Iquique und Tamarugal. |
|      | Die Región de Antofagasta (ex II. Region) umfasst die Provinzen Antofagasta, El Loa und Tocopilla |
|      | Die Región de Atacama (ex III. Region) umfasst die Provinzen Chañaral, Copiapó und Huasco. |
|      | Die Región de Coquimbo (ex IV. Region) umfasst die Provinzen Choapa, Elqui und Limarí. |
|      | Die Región de Valparaíso (ex V. Region) umfasst die Provinzen Los Andes, Marga Marga, Petorca, Quillota, San Antonio, San Felipe de Aconcagua und Valparaíso, ferner die Provinz Osterinsel und die übrigen chilenischen Überseegebiete (Juan-Fernández-Inseln, Desventuradas-Inseln). |
|      | Die Región Metropolitana de Santiago umfasst die Provinzen Chacabuco, Cordillera, Maipo, Melipilla, Santiago und Talagante. |
|      | Die Región del Libertador General Bernardo O’Higgins (ex VI. Region) umfasst die Provinzen Cachapoal, Colchagua und Cardenal Caro. |
|      | Die Región del Maule (ex VII. Region) umfasst die Provinzen Cauquenes, Curicó, Linares und Talca. Die Regionalhauptstadt ist Talca. |
|      | Die Región de Ñuble (ex XVI. Region) umfasst die Provinzen Valle de Itata, Diguillín und Punilla. Sie ist zum 6. September 2018 aus der von der Region Biobío abgetrennten Provinz Ñuble entstanden. Die Regionalhauptstadt ist Chillán.                                               |
|      | Die Región del Biobío (ex VIII. Region) umfasst die Provinzen Arauco, Biobío und Concepción |
|      | Die Región de La Araucanía (ex IX. Region) umfasst die Provinzen Cautín und Malleco. |
|      | Die Región de Los Ríos (ex XIV. Region) umfasst die Provinzen Valdivia und Ranco. Sie wurde zum 2. Oktober 2007 von der ehemaligen X. Region abgespalten. |
|      | Die Región de Los Lagos (ex X. Region) umfasst die Provinzen Chiloé, Llanquihue, Osorno und Palena. |
|      | Die Región de Aysén del General Carlos Ibáñez del Campo (ex XI. Region) umfasst die Provinzen Aisén, Capitán Prat, Coihaique und General Carrera. |
|      | Die Región de Magallanes y de la Antártica Chilena (ex XII. Region) umfasst die Provinzen Magallanes, Tierra del Fuego, Última Esperanza und Antártica Chilena. |

Unterhalb der Provinzebene befinden sich die 346 Gemeinden (municipalidad oder comuna). Diese sind gemäß Artikel 61 der Verfassung die Organe der lokalen Selbstverwaltung. Sie werden von einem Bürgermeister (alcalde) und einem Stadtrat geleitet.

## Wirtschaft

Inflationsbereinigtes BIP pro Kopf in Chile 1800 bis 2018

Als Gegenpol zum sozialistischen Konzept von Salvador Allende wurde die chilenische Volkswirtschaft unter Augusto Pinochet nach der Maxime der Chicago Boys konsequent nach marktwirtschaftlich-wirtschaftsliberalen Aspekten umgebaut. Staatliche Unternehmen wurden sowohl zu Zeiten Pinochets als auch danach größtenteils privatisiert, allerdings sind die von Allende verstaatlichten Kupferminen, die seit Pinochet unter direkter Kontrolle des Militärs standen, immer noch in Staatsbesitz. Auch wenn die nach Pinochet regierenden Mitte-links-Regierungen bemüht waren, soziale Härten abzufedern, gilt Chile heute nach wie vor als eines der Länder mit den größten sozialen Ungleichgewichten.
Die chilenische Volkswirtschaft wies zwischen 1988 und 1998 überdurchschnittliche Wachstumsraten auf. Die Asien- und Brasilienkrise 1997/98 führten zwar zu einer Rezession, seit 2000 wächst die Wirtschaft jedoch wieder mit Wachstumsraten zwischen 2,5 Prozent und 6 Prozent.
In einem Ranking der unternehmerfreundlichsten Länder der Welt, das von der Weltbank-Tochter International Finance Corporation erstellt wurde, landete Chile 2005 auf dem 25. Platz als bestes lateinamerikanisches Land. Deutschland besetzt laut dieser Studie Platz 19, Kolumbien als zweitbestes südamerikanisches Land Platz 66.
Im jährlichen Globalisierungsindex der Beratungsfirma A.T. Kearney und der Zeitschrift Foreign Policy lag Chile 2007 auf Rang 43 der insgesamt 72 bewerteten Länder. Im Vergleich zu 2006 verlor Chile die führende Position unter den lateinamerikanischen Ländern an Panama, den letzten Platz belegte Venezuela. Im Global Competitiveness Index, der die Wettbewerbsfähigkeit eines Landes misst, belegt Chile Platz 33 von 137 Ländern (Stand 2017–2018).
Die Arbeitslosenquote lag im Jahre 2004 bei 7,8 Prozent. Die Armutsquote lag 2003 bei 18,8 Prozent und die Rate extremer Armut bei 4,7 Prozent der Bevölkerung. Die Armutsquote hat sich seit 1987 mehr als halbiert, die extreme Armut hat nur noch etwa 30 Prozent des Wertes von 1987. Die neue demokratische Regierung Chiles führte das Programm „Chile Solidario“ ein, damit werden die 250.000 ärmsten Familien im Land von staatlichen Helfern betreut und finanziell unterstützt.
Chile hat das höchste Pro-Kopf-Einkommen und das höchste Exportvolumen je Einwohner unter den südamerikanischen Staaten.
| Jahr                                    | 2010   | 2015   | 2016   | 2017   | 2018   | 2019   | 2020   | 2021   | 2022   | 2023   |
| --------------------------------------- | ------ | ------ | ------ | ------ | ------ | ------ | ------ | ------ | ------ | ------ |
| BIP in Mrd. USD (Kaufkraftparität)      | 323,5  | 425,5  | 437,0  | 450,9  | 478,1  | 491,7  | 491,1  | 566,3  | 619,1  | 642,8  |
| BIP pro Kopf in USD (Kaufkraftparität)  | 18.958 | 23.674 | 24.056 | 24.479 | 25.496 | 25.733 | 25.237 | 28.777 | 31.225 | 32.204 |
| BIP-Wachstum (real)                     | 5,9 %  | 2,2 %  | 1,8 %  | 1,4 %  | 4,0 %  | 0,6 %  | −6,1 % | 11,3 % | 2,1 %  | 0,2 %  |
| Inflation (in Prozent)                  | 1,4 %  | 4,3 %  | 3,8 %  | 2,2 %  | 2,3 %  | 2,2 %  | 3,0 %  | 4,5 %  | 11,6 % | 7,6 %  |
| Staatsverschuldung (in Prozent des BIP) | 9 %    | 17 %   | 21 %   | 24 %   | 26 %   | 28 %   | 32 %   | 36 %   | 38 %   | 39 %   |

### Wirtschaftssektoren
Den größten Anteil an der Wertschöpfung hat der Dienstleistungssektor mit 57 Prozent, gefolgt vom Produktionssektor und der Landwirtschaft mit 34 Prozent beziehungsweise 9 Prozent Anteil (Stand: 2001).

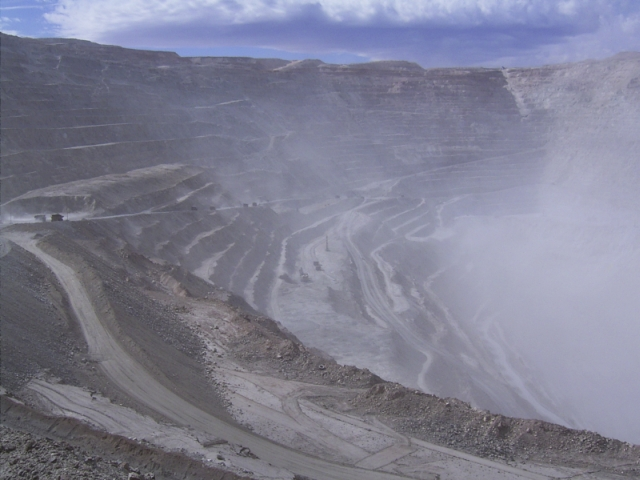
Chuquicamata, die größte Kupfermine der Welt

Chile gehört zu den führenden Wirtschaftsnationen Lateinamerikas sowie zu den größten Rohstoffproduzenten. Es verfügt über die größten bekannten Kupfervorkommen der Welt (etwa 40 Prozent). In Chile liegen die größten Kupferminen der Welt, Chuquicamata (über Tage) und El Teniente (unter Tage). Sie werden vom staatlichen Konzern Codelco ausgebeutet. Die von der Produktionsmenge größte Kupfermine, der Tagebau Escondida, wird von der privaten Gesellschaft Minera Escondida betrieben. Verschiedene Edelmetalle und vor allem Salpeter führten Chile schon im 19. Jahrhundert zu Reichtum.
Chile ist der größte Lithium-Produzent der Welt. Die Regierung kündigte im April 2023 an, den Lithiumabbau zu vergrößern.
Daneben werden heute Forst-, Fischerei- und Landwirtschaft betrieben. Nur etwa 7 Prozent der Landfläche werden für die Landwirtschaft genutzt. Diese Flächen befinden sich hauptsächlich im Zentraltal. Im wüstenhaften Norden Chiles gibt es Landwirtschaft fast nur in Oasen. Viehzucht wird hauptsächlich in Zentralchile und im nördlichen Teil von Südchile betrieben. Chile ist das einzige Land Südamerikas, in dem Zuckerrüben angebaut werden. Der Weinbau hat Chile zum Weinexporteur Nummer eins in Südamerika gemacht hat.

### Außenhandel
Chiles Wirtschaft hängt stark vom Export ab. 2004 betrug der Exportanteil 34 Prozent des Bruttosozialprodukts, was ziemlich genau dem von Deutschland entspricht. Besonders wichtig für die chilenische Wirtschaft ist der Kupferexport. Momentan steigen andere Exportgüter stärker als Kupfer und Mineralien. 1975 lagen diese noch bei 30 Prozent, heute sind es etwa 60 Prozent. Zu diesen Exportgruppen gehören Forst- und Holzprodukte, frische Früchte, Wein und Nahrungsmittel, Lachs, verarbeitete Nahrungsmittel, Fischmehl und Meeresfrüchte. 2004 stieg die Handelsbilanz um neun Milliarden US-Dollar, viel stärker als 2003. Mit dem starken Anstieg der Rohstoffpreise explodierten die Exporte geradezu von 20,4 (2003) auf 32,1 im Jahr 2004 und 39,4 Milliarden US-Dollar im Jahr 2005. Chile verdrängte 2005 Norwegen als weltweit größten Lachsproduzent.

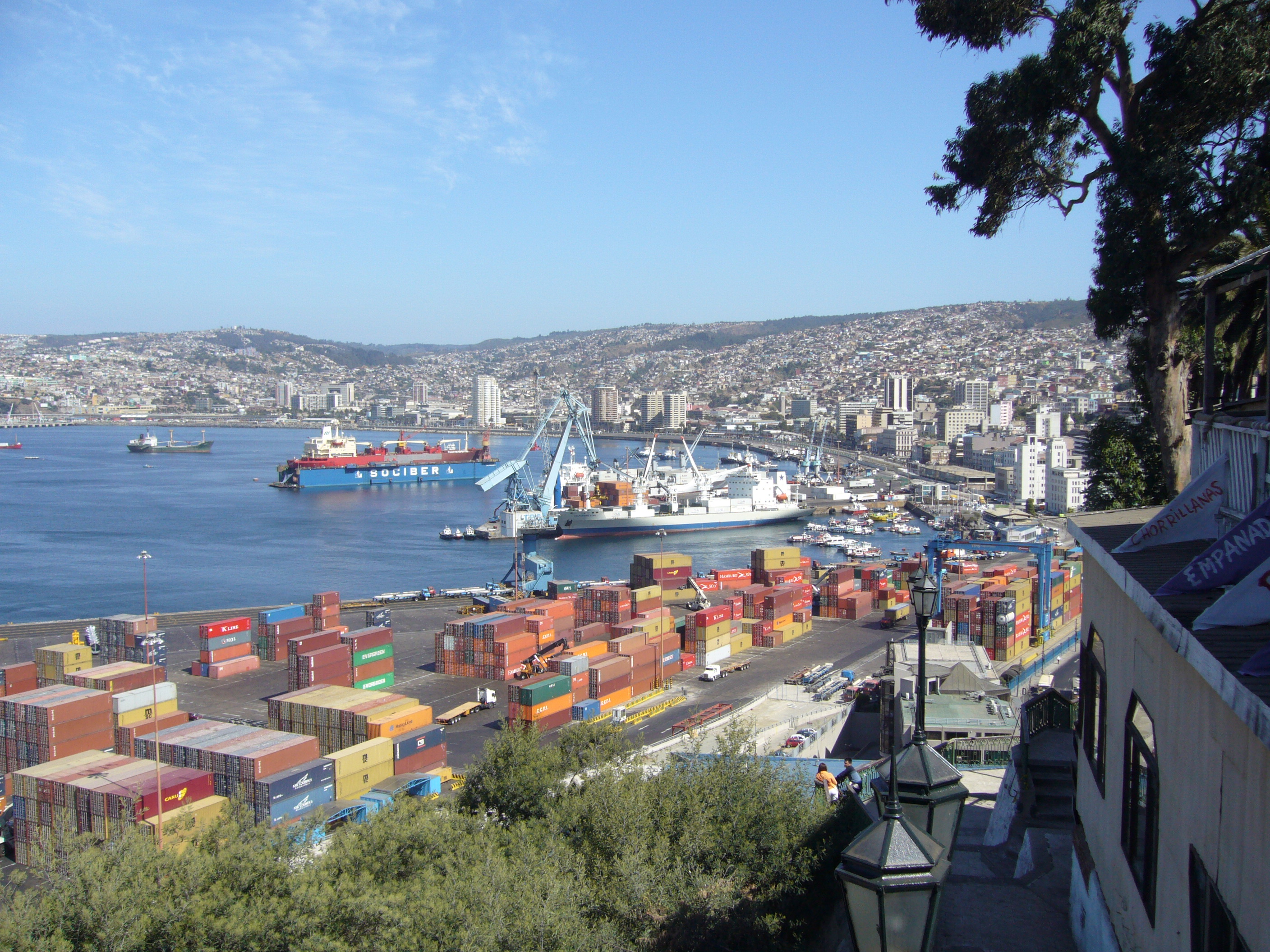
Containerterminal des Ein- und Ausfuhrhafens Valparaíso

Die VR China ist mit 28 Prozent der größte chilenische Einzel-Exportmarkt, auf Platz 2 stehen die USA. Weitere Haupthandelspartner des Landes sind Brasilien und Argentinien, mit denen Chile über den Mercosur assoziiert ist. Bis heute ist Chile dem Mercosur jedoch nicht als vollständiges Mitglied beigetreten, da dies dem Land die Möglichkeit nehmen würde, eigenständige Handelsabkommen mit anderen Ländern abzuschließen und es auch befürchtet wird, dass das Land im Falle eines vollständigen Beitritts sich der Gefahr aussetzen würde, durch wirtschaftliche Schwankungen seiner Nachbarn stärker getroffen zu werden. Durch den Kompromiss der Assoziierung bestand für Chile die Möglichkeit, eigene Freihandelsabkommen mit Japan, der EU und der NAFTA abzuschließen. Chile hat 2005 auch ein Freihandelsabkommen mit der Volksrepublik China und 2006 eines mit Brunei, Neuseeland und Singapur (P4 Agreement) abgeschlossen. Aufgrund dessen gilt die chilenische Volkswirtschaft heute als eine der offensten der Welt.
| Haupthandelspartner (2021) | Haupthandelspartner (2021) | Haupthandelspartner (2021) | Haupthandelspartner (2021) |
| Einfuhr (in %) von         | Einfuhr (in %) von         | Ausfuhr (in %) nach        | Ausfuhr (in %) nach        |
| -------------------------- | -------------------------- | -------------------------- | -------------------------- |
| Volksrepublik China        | 29,9                       | Volksrepublik China        | 38,8                       |
| Vereinigte Staaten         | 17,4                       | Vereinigte Staaten         | 15,8                       |
| Brasilien                  | 8,4                        | Japan                      | 7,7                        |
| Argentinien                | 5,3                        | Südkorea                   | 5,1                        |
| Deutschland                | 3,2                        | Brasilien                  | 4,8                        |
| Mexiko                     | 2,8                        | Taiwan                     | 2,2                        |
| Japan                      | 2,4                        | Peru                       | 1,7                        |
| sonstige Länder            | 30,6                       | sonstige Länder            | 23,9                       |
| Quelle: GTAI               |                            |                            |                            |

| Hauptprodukte des Außenhandels (2021) | Hauptprodukte des Außenhandels (2021) | Hauptprodukte des Außenhandels (2021) | Hauptprodukte des Außenhandels (2021) |
| Ausfuhrgüter (Anteil in %)            | Ausfuhrgüter (Anteil in %)            | Einfuhrgüter (Anteil in %)            | Einfuhrgüter (Anteil in %)            |
| ------------------------------------- | ------------------------------------- | ------------------------------------- | ------------------------------------- |
| Rohst. (ohne Brennst.)                | 41,8                                  | Kfz und -Teile                        | 11,2                                  |
| Nichteisen-Metalle                    | 25,7                                  | Chem. Erzg                            | 10,1                                  |
| Nahrungsmittel                        | 17,6                                  | Nahrungsmittel                        | 9,6                                   |
| Chem. Erzg                            | 1,6                                   | Elektronik                            | 9,2                                   |
| Kork- und Holzwaren                   | 1,1                                   | Petrochemie                           | 5,7                                   |
| Sonstige                              | 12,2                                  | Sonstige                              | 54,2                                  |
| Quelle: GTAI                          |                                       |                                       |                                       |

| Entwicklung des Außenhandels                                       | Entwicklung des Außenhandels                                       | Entwicklung des Außenhandels                                       | Entwicklung des Außenhandels                                       | Entwicklung des Außenhandels                                       | Entwicklung des Außenhandels                                       | Entwicklung des Außenhandels                                       |
| in Mrd. US-Dollar und seine Veränderung gegenüber dem Vorjahr in % | in Mrd. US-Dollar und seine Veränderung gegenüber dem Vorjahr in % | in Mrd. US-Dollar und seine Veränderung gegenüber dem Vorjahr in % | in Mrd. US-Dollar und seine Veränderung gegenüber dem Vorjahr in % | in Mrd. US-Dollar und seine Veränderung gegenüber dem Vorjahr in % | in Mrd. US-Dollar und seine Veränderung gegenüber dem Vorjahr in % | in Mrd. US-Dollar und seine Veränderung gegenüber dem Vorjahr in % |
|                                                                    | 2019                                                               | 2019                                                               | 2020                                                               | 2020                                                               | 2021                                                               | 2021                                                               |
| ------------------------------------------------------------------ | ------------------------------------------------------------------ | ------------------------------------------------------------------ | ------------------------------------------------------------------ | ------------------------------------------------------------------ | ------------------------------------------------------------------ | ------------------------------------------------------------------ |
|                                                                    | Mrd. US-Dollar                                                     | % gg. Vj.                                                          | Mrd. US-Dollar                                                     | % gg. Vj.                                                          | Mrd. US-Dollar                                                     | % gg.Vj.                                                           |
| Einfuhr                                                            | 69,6                                                               | −6,2                                                               | 59,2                                                               | −14,9                                                              | 91,8                                                               | 55,1                                                               |
| Ausfuhr                                                            | 69,7                                                               | −7,7                                                               | 73,5                                                               | 5,5                                                                | 94,7                                                               | 28,9                                                               |
| Saldo                                                              | 0,1                                                                |                                                                    | 14,3                                                               |                                                                    | 2,9                                                                |                                                                    |
| Quelle: GTAI                                                       |                                                                    |                                                                    |                                                                    |                                                                    |                                                                    |                                                                    |

### Energiewirtschaft

#### Elektrizitätsversorgung
Im Jahre 2012 lag Chile bzgl. der jährlichen Erzeugung mit 66,89 Mrd. kWh an Stelle 41 und bzgl. der installierten Leistung mit 18.600 MW an Stelle 42 in der Welt. Im März 2021 war die installierte Gesamtleistung 27.726 MW. Davon entfallen 6.807 MW an Wasserkraft (28. Platz in der Welt), 3.137 MW an Windkraft (28. Platz in der Welt), 4.468 MW an Solarenergie (22. Platz in der Welt) und 375 MW an Biomasse.
Seit 2017 gibt es in Chile ein landesweites Verbundnetz, das Sistema Eléctrico Nacional, dessen Kabelverbindungen 2021 eine Gesamtlänge von 35.919 km erreichten. Vor 2017 gab es zwei große voneinander unabhängige Verbundsysteme, das Sistema Interconectado Central (SIC) für das Zentrum sowie das Sistema Interconectado del Norte Grande (SING) für den Norden des Landes. Außerdem gab es im Süden des Landes noch zwei weitere lokale und separate Netze (Inselnetze Aysén und Magallanes). Diese Netze wurden 2017 miteinander synchronisiert. Außerdem besteht eine Verbindung zwischen dem SING und dem Sistema Argentino de Interconexión in Argentinien: eine 345-kV-Leitung verbindet Mejillones in Chile mit Cobos in der argentinischen Provinz Salta.
Die Stromerzeugung in Chile beruht traditionell zu einem erheblichen Teil auf Wasserkraft. Die Wasserkraftwerke liegen praktisch ausschließlich im Bereich des SIC. Eine ausgeprägte Trockenheit, verursacht durch El Niño führte von November 1998 bis April 1999 zu Stromabschaltungen in der Hauptstadt Santiago de Chile. Daraufhin beschloss die Regierung, die Abhängigkeit von Wasserkraft zu verringern und die Stromerzeugung durch GuD-Kraftwerke zu diversifizieren. Das Erdgas wurde durch Pipelines aus Argentinien geliefert. 2004 verringerte die Regierung von Néstor Kirchner jedoch die Gaslieferungen unerwartet, wodurch es in Chile erneut zu einer Krise kam. Aufgrund dieser Erfahrungen setzt Chile seither auch wieder verstärkt auf Kohle zur Stromerzeugung. Außerdem wurden Gasterminals für den Import von LNG errichtet, eines in Mejillones für die Versorgung der Gaskraftwerke im SING und eines in Quintero für das SIC. Ein weiterer Ausbau der Wasserkraft ist aus ökologischen Gründen umstritten (siehe HidroAysén).
2024 lag die installierte Leistung von Photovoltaik bei 11.054 MW (2015 = 576 MW).

### Finanzwirtschaft
Die primäre Wertpapierbörse des Landes befindet sich in der Hauptstadt und heißt entsprechend Bolsa de Comercio de Santiago. Der Leitindex der Volkswirtschaft heißt Índice de Precio Selectivo de Acciones. Außerdem verfügt die Regierung über einen Staatsfonds um Schwankungen in Konjunktur und Rohstofferträgen abzufedern. Der Fonds ist als Economic and Social Stabilization Fund bekannt.

## Infrastruktur

### Straßennetz
Der Straßenverkehr hat sich in Chile zum wichtigsten Verkehrsträger entwickelt. Im Jahr 2005 besaß das Land ein Straßen- und Wegenetz von insgesamt 80.651 Kilometern, davon waren 16.967 Kilometer asphaltiert. Bedingt durch die gerade in den letzten Jahren intensiv betriebenen Ausbaumaßnahmen sind diese Zahlen allerdings heute obsolet.
Die wichtigste und mittlerweile von La Serena bis Puerto Montt als Autobahn ausgebaute Transportachse ist die etwa 3000 Kilometer lange Ruta 5 – ein Bestandteil der Panamericana. Sie verläuft in Nord-Süd-Richtung von der Grenzstadt Arica bis nach Quellón im Süden.
Im Jahre 1976 begann der Bau der Carretera Austral, ein ehrgeiziges Straßenbau-Projekt unter Diktator Augusto Pinochet, um die Regionen von Puerto Montt bis Feuerland zu verbinden. Die Straße ist bis heute im Bau – eine durchgehende Straßenverbindung zwischen Puerto Montt und Coyhaique bzw. zwischen Coyhaique und Punta Arenas existiert nach wie vor nur über das Nachbarland Argentinien.
Gut ausgebaut sind insbesondere die Panamericana und andere mautpflichtige Straßen vor allem im Großraum Santiago, in dem in den letzten Jahren viele neue Stadtautobahnen wie zum Beispiel die Américo Vespucio oder Costanera Norte entstanden sind; ferner eine Jahr für Jahr zunehmende Zahl von Hauptverbindungsstrecken. Viele Nebenstrecken, insbesondere in den abgelegeneren Teilen des Landes, bestehen jedoch nach wie vor lediglich aus unbefestigten Schotter- oder Erdpisten. Das Landstraßennetz wurde besonders in den mittleren Landesteilen seit dem Jahr 2005 sehr stark modernisiert und verbessert, wobei kontinuierlich bislang einfach ausgebaute Strecken zu mehrspurigen Fernstraßen ausgebaut werden. Straßenkarten sind im Buchhandel, bei Mietwagenstationen, Hotels oder an Tankstellen nicht zu bekommen und müssen im Voraus bei der Reiseplanung besorgt werden.

### Nah- und Fernverkehr mit Bussen und Taxen

#### ÖPNV-Busse in der Hauptstadt
Im Großraum Santiago wird der öffentliche Personennahverkehr (Transantiago) von privaten Firmen betrieben, jedoch unter starker staatlicher Kontrolle. Mit dem vor einigen Jahren umgestellten System gibt es nun feste Haltestellen, an denen die Busfahrer verpflichtet sind, zu halten. Im Gegensatz zum deutschen System gibt es allerdings keine genauen zeitlichen Fahrpläne, sondern Taktzahlen, die von den Verkehrsverhältnissen abhängig sind. In Santiago wird in Bussen wegen der Diebstahlsgefahr vielfach mit Prepaid-Karten anstelle von Bargeld bezahlt.

#### In den Provinzen
Das Nahverkehrsbusnetz in den Provinzen ist vollkommen in privater Hand und recht unübersichtlich. Bei den städtischen Omnibussen (Micro) sollte vorher der Streckenverlauf bekannt sein, denn an dem Großteil der Bushaltestellen gibt es keine Informationen über die Buslinien. Man erhält solche unter Umständen am lokalen Busbahnhof, wo auch die Fernbusse abfahren, oder in den Touristeninformationszentren an zentralen Plätzen. Auch Passanten und Fahrer sind häufig hilfsbereit und auskunftsfreudig, oft aber auch wenig informiert. Mitfahrinteressenten signalisieren dem ankommenden Busfahrer ihren Zusteigewunsch durch Handzeichen am Fahrbahnrand. Für aussteigewillige Fahrgäste gibt es einen Haltewunschknopf oder man meldet sich bei den Schaffnern oder Schaffnerinnen, die durch den Wagen gehen und die Fahrkarten verkaufen und kontrollieren. Die Busse sind wie Reisebusse bestuhlt (Pullmanbänke), Stadtbusse europäischen Typs gibt es kaum. Oft werden Kleinreisebusse für 18 oder 36 Personen als Micro genutzt.

#### Sammeltaxen

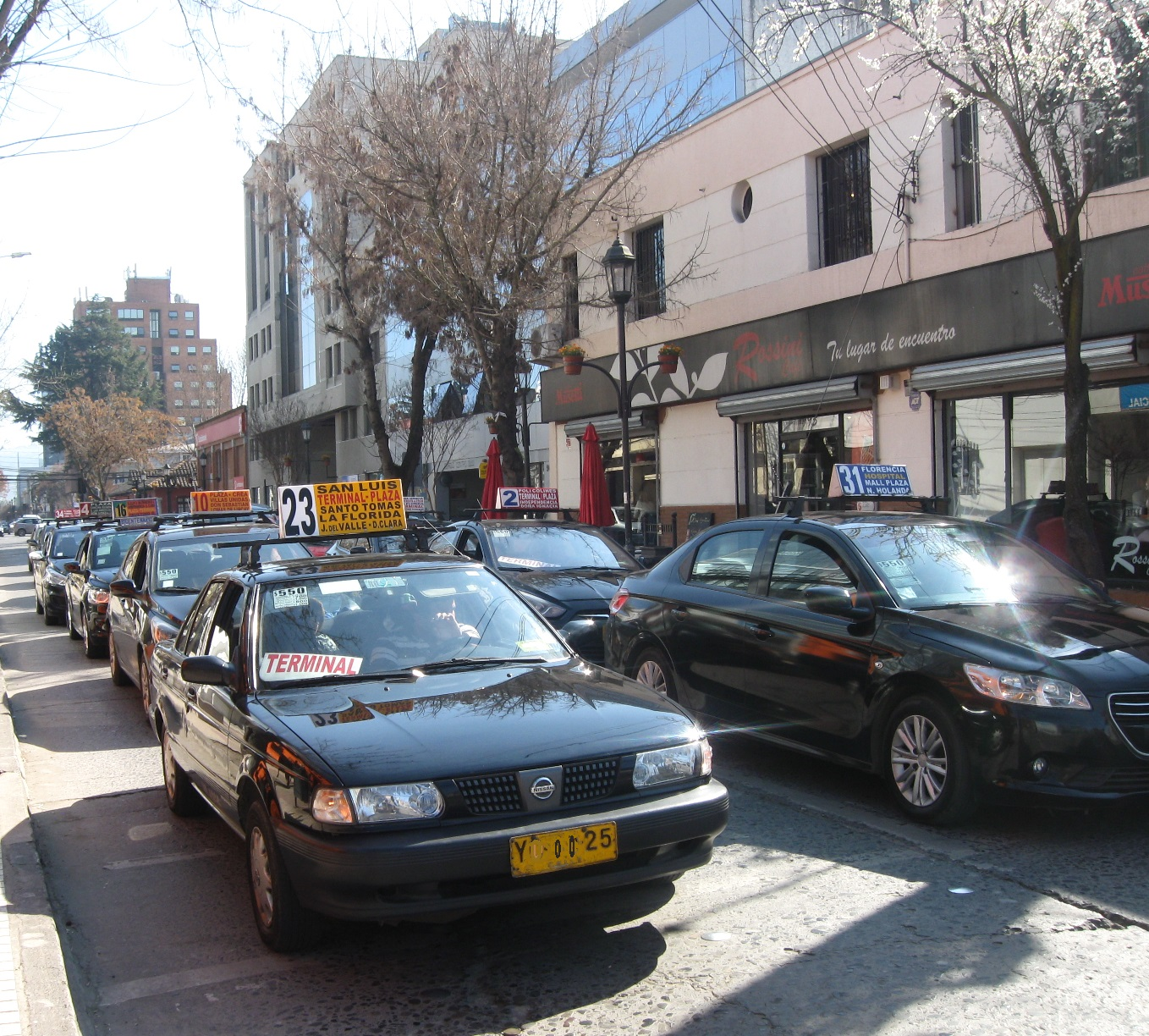
Sammeltaxen verschiedener Linien im Stadtzentrum von Talca

Eine wichtige Rolle für den lokalen Personennahverkehr spielen Sammeltaxen (Colectivos), die auf festen Routen verkehren und Fahrgäste an beliebigen Stellen auf der Strecke aufnehmen und absetzen. Im Ortszentrum gibt es normalerweise einen oder mehrere Knotenpunkte, an denen Sammeltaxen aller Linien ständig vorfahren und wo man die Fahrtrouten erfragen und in den passenden Wagen einsteigen kann. Bei den Sammeltaxen handelt es sich um gewöhnliche Personenkraftwagen (nicht wie in anderen Ländern um Kleinbusse), die sich farblich nicht von normalen Taxen unterscheiden, sondern nur durch Kennzeichen (etwa die Liniennummer auf dem Dach) erkennbar sind. Der Fahrpreis (in der Regel ein Pauschalpreis unabhängig von Mitfahrstrecke oder Fahrziel) wird beim Einsteigen oder kurz nach Fahrtbeginn an den Fahrer gezahlt, der so lange weitere Personen zusteigen lässt, bis der Wagen voll besetzt ist. Gepäck (etwa Einkaufstaschen) kann man wie bei einem Taxi auch im Kofferraum ablegen, soweit dort noch Platz ist. Die Endpunkte der Linien, an denen der Fahrer wendet und wieder zurück ins Stadtzentrum fährt, liegen meist an markanten Punkten in den Vororten oder Wohngebieten.

#### Taxen
Auch der gewöhnliche Taxiverkehr ist von Bedeutung, das gilt besonders für die Hauptstadt und größere Metropolen. Die Fahrpreise sind relativ erschwinglich. Traditionell sind die Taxen durch ihre Farbgebung im Straßenbild erkennbar und können überall angehalten oder angerufen werden. Besonders in der Hauptstadt gibt es aber auch immer mehr Funktaxen, die sich nach außen hin nur durch ihre Nummernschilder von privaten Pkw unterscheiden und ihre Fahrgäste nur auf telefonische Bestellung abholen. Da auch illegale Taxiunternehmer mit solchen Privatfahrten Geld zu verdienen suchen und teils mit kriminellen Netzwerken kooperieren, wird vor allem in Santiago strikt davon abgeraten, ohne telefonische Vorbestellung auf freier Strecke in solche nicht klar gekennzeichneten Taxen einzusteigen, auch wenn der Fahrer dazu einlädt und mit besonders günstigen Preisen wirbt. Ansonsten lassen sich die öffentlichen Verkehrsmittel in Chile bei Beachtung gängiger Sicherheitsempfehlungen in der Regel gefahrlos nutzen. Uber-Fahrer arbeiten in Chile in einer rechtlichen Grauzone und werden sowohl von den Behörden als auch von konkurrierenden Taxiunternehmern bekämpft.

#### Fernbusverkehr

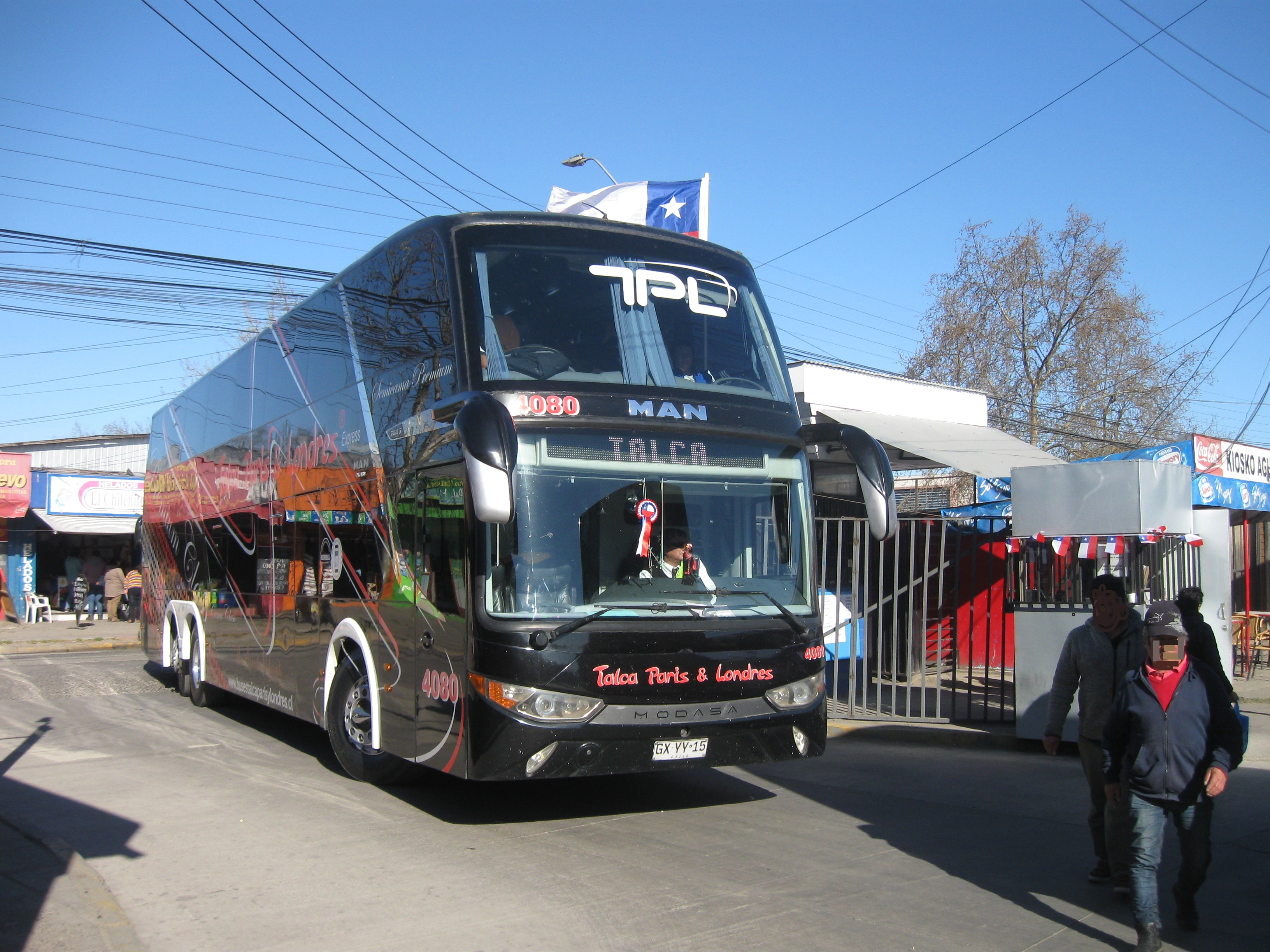
Fernbus der Linie Talca París & Londres bei der Einfahrt in den Busbahnhof Talca

Die gängigste Art, um mit öffentlichen Verkehrsmitteln in andere Städte und Regionen zu gelangen, ist die Tag- und Nachtreise mit dem Überlandbus. Es gibt verschiedene Anbieter, teils mit regionalen Schwerpunkten, und verschiedene Preis- und Komfortklassen. Diese Klassen gehen von Standardsitzen bis hin zu Liegebussen (Bus Cama), die für Übernachtreisen ausgelegt und mit höhenverstellbaren Sitzliegen in der Art eines Business-Class-Flugzeuges ausgestattet sind. Die Fahrzeugflotten vieler Unternehmen sind hochmodern, ältere Fahrzeuge finden sich nur noch bei Kleinunternehmen oder Billiganbietern. Die meisten größeren Gesellschaften bieten ein landesweites Routennetz an oder kooperieren mit Partnerfirmen in den von ihnen selbst nicht versorgten Regionen. Seit 2008 sind die Busunternehmer dazu übergegangen, alle Busse mit LED-Geschwindigkeitsanzeigern zu versehen, die von außen und von innen ständig sichtbar sind, um die Einhaltung der Geschwindigkeitsbegrenzungen nachvollziehbar zu dokumentieren. Die Fahrer sind immer in Doppelbesetzung unterwegs, oft fährt zusätzlich ein uniformierter Gepäckbursche mit, der auch die Fahrscheine kontrolliert. Alle Städte, auch Kleinstädte, verfügen über einen Busbahnhof (terminal de buses) mit Schalterhalle, Ladenstraße, Gastronomiebetrieben, marktähnlichen Vorhallen und zum Teil überdachten Bussteigen. Die Reisen dauern oft sehr lange, Pausen werden in der Regel bis auf die fahrplanmäßigen Zwischenhalte nicht gemacht. Getränke und Speisen kann man an Bord mitbringen oder erwerben, häufig steigen streckenweise lokale Händler zu oder bieten ihre Waren an den Stationen feil. Der Ticketverkauf an den Schaltern und über das Internet funktioniert reibungslos; Fahrpläne werden in aller Regel zuverlässig eingehalten, bei Verspätungen werden Ersatzbusse eingesetzt.

### Eisenbahn

Eisenbahnen in Chile 1909

Die älteste Eisenbahn Chiles, die auch als erste des südamerikanischen Festlandes angesehen wird, ist die im Mai 1850 begonnene und am 2. Januar 1852 fertiggestellte Bahn vom Hafen Caldera nach Copiapó. Die erste Strecke der Staatsbahnen von Valparaíso nach Santiago de Chile wurde am 15. September 1865 in Betrieb genommen.
Mit dem Salpeterboom wurde das Schienennetz in Nordchile, damals noch Teil Perus und Boliviens, ab 1871 stark ausgebaut. Eine der ersten Strecken führte von La Noria nach Iquique. Die Strecken wurden direkt an den Salpeterminen verlegt, so dass Ende des 19. Jahrhunderts große Teile der Regionen Tarapacá, Antofagasta und Atacama eisenbahntechnisch erschlossen waren. Parallel dazu erfolgte der Ausbau der Strecken zu den großen Hafenstädten in Zentralchile, wie San Antonio und Talcahuano.
Das Eisenbahnnetz von Chile hatte 1909 einen Umfang von 5675 km, davon 2618 km Staatsbahnen und 3057 km Privatbahnen, im Bau befindlich waren weitere 1393 km Staatsbahnen. Auch mehrere Privatbahnen waren im Bau und in Vorbereitung.
Heute wird das chilenische Schienennetz von der staatlichen Eisenbahngesellschaft EFE betrieben. Zudem betreibt eine Tochtergesellschaft der staatlichen Eisenbahngesellschaft das S-Bahn-Netz in Valparaíso.
Der Güter- und Personenverkehr, das Immobilienvermögen und der Personalbestand werden von verschiedenen Tochtergesellschaften verwaltet. Das Eisenbahnnetz kann aufgrund unterschiedlicher Spurweiten nicht durchgehend betrieben werden und besteht deshalb aus zwei verschiedenen Teilnetzen:
- Südlich von Santiago besteht ein 3743 Kilometer langes Breitspurnetz (Spurweite 1676 Millimeter), von denen 1653 Kilometer elektrisch betrieben werden. Zwischen Santiago und Chillán wird das Eisenbahnnetz auch für den Personenverkehr benutzt.
- Nördlich von Santiago besteht ein 2923 Kilometer langes Meterspurnetz, von denen 40 km elektrisch betrieben werden. Auf diesem Meterspurnetz findet kein Personenverkehr statt.

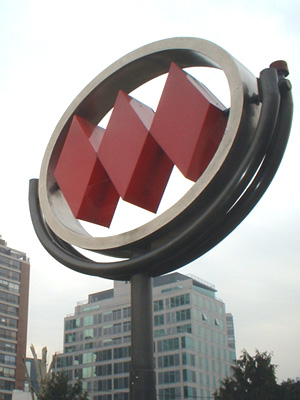
Logo der Metro de Santiago

Der Eisenbahnpersonenverkehr ist seit vielen Jahrzehnten im Rückgang begriffen und wird kaum genutzt, was durch die starke Konkurrenz der Busunternehmen, die schlechte Qualität der Waggons und die wenigen bedienten Strecken begründet ist. Es gibt Bestrebungen, wieder mehr Personen per Schiene zu befördern. So wurde in modernere Waggons und Triebwagen investiert, Bahnhöfe renoviert oder neu errichtet (Puerto Montt hat 2006 einen neuen Hauptbahnhof am Stadtrand erhalten) sowie die Strecke zwischen Temuco und Puerto Montt wieder hergerichtet. Allerdings konnte die Eisenbahngesellschaft EFE ihre hochgesteckten Ziele nicht erfüllen und hat mit erheblichen technischen und organisatorischen Problemen zu kämpfen. Ebenso sind die Pläne gestoppt, Valdivia wieder an das Streckennetz anzubinden.

### Nahverkehrszüge, Stadtbahnen und Metro
In der Hauptstadt Santiago de Chile existiert ein U-Bahn-Netz (Metro de Santiago), dessen erste Teilstrecke 1975 eröffnet wurde. Nach zahlreichen Streckeneröffnungen und -verlängerungen umfasste das U-Bahn-Netz Anfang 2019 136 Stationen und hatte eine Länge von mehr als 140 km erreicht.
In der Agglomeration von Valparaiso existiert seit 2005 mit dem Tren Limache–Puerto eine in dichtem Takt bediente Vorortbahn und im Großraum Concepción verkehrt seit 1999 der sogenannte Biotrén.

### Häfen

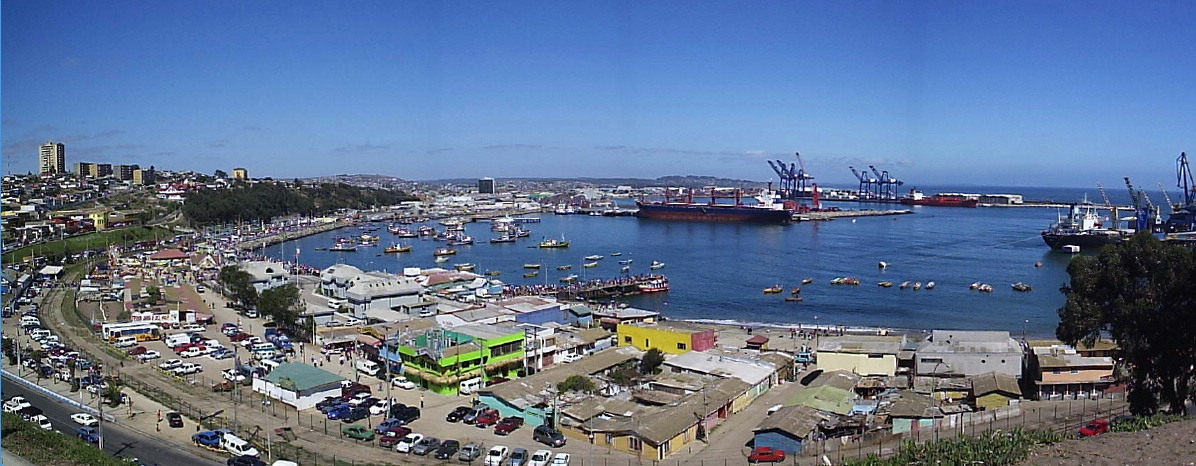
Panorama des Hafens von San Antonio (Chile)

Ein Großteil des Im-/Exports Chiles wird über große Seehäfen abgewickelt. Die Hauptausfuhrgüter sind Kupfer, Eisen, Zellstoff sowie landwirtschaftliche Erzeugnisse. Viele Häfen verfügen über moderne Containerterminals.
Wichtige Häfen gibt es in Arica, Iquique, Antofagasta, Chañaral, Coquimbo, Valparaíso, San Antonio, Talcahuano, Puerto Montt und Punta Arenas.
Besonders in Südchile spielen Fährverbindungen eine wichtige Rolle, da hier die Straßenverbindungen aufgrund von vielen Fjorden und Inseln schlecht realisierbar sind.
Wichtigste Stützpunkte der chilenischen Marine sind Valparaíso und Talcahuano.
Vor dem Bau des Panamakanals waren Valparaíso und Punta Arenas die wichtigsten Häfen sowohl für den Pazifikhandel als auch über die Magellanstraße und den dadurch ermöglichten direkten Zugang zum Atlantik nach Europa. 1840 errichtete die Pacific Steam Navigation Company die erste Dampfschifffahrtslinie in Südamerika von Valparaíso nach Callao in Peru.

### Flughäfen/Luftfahrt
Aufgrund der großen Entfernungen spielt der Flugverkehr eine wichtige Rolle. Die größten Flughäfen besitzen Santiago de Chile, Puerto Montt, Concepción, Temuco, Iquique, Antofagasta und Punta Arenas. Der größte Flughafen ist der Comodoro Arturo Merino Benítez Airport (5.650.000 Passagiere) in Santiago, der um ein großes internationales Terminal erweitert wird und bis 2020 eine Passagierkapazität von mehr als 30 Mio. Personen jährlich erreichen soll. Über das ganze Land sind zusätzlich viele kleine Regionalflughäfen verteilt, die untereinander durch die zwei wichtigsten chilenischen Luftverkehrsgesellschaften LATAM Airlines und Sky Airline verbunden werden. Von einigen Regionalflughäfen werden auch direkte Verbindungen in die Nachbarländer angeboten. Die zu Chile gehörende Osterinsel wird von Santiago de Chile und Lima in Peru angeflogen.
Der erste Motorflug in Chile fand am 21. August 1910 statt, der Pilot hieß César Copetta Brosio. Bekannt wurden insbesondere Dagoberto Godoy, der 1918 als erster die Anden überflog und José Luis Sánchez Besa, ein chilenischer Flugbootpionier. Der Beginn der Flugpostbeförderung wurde ab 1. Januar 1919 von Santiago de Chile nach Valparaíso vom Piloten Clodomiro Figueroa mit einer Morane-Saulnier MS-35 durchgeführt.
1929 gründete Kommodore Arturo Merino Benítez mehrere lokale Fluggesellschaften, diese formierten sich ab 1932 zur Línea Aérea Nacional (LAN), die als nationale Airline Chiles fungierte. Diese wurde 1989 privatisiert und ging 2012 in der chilenisch-brasilianischen Fluggesellschaft LATAM Airlines auf. LAN beziehungsweise heute LATAM gehört infolge der expansiven Geschäftspolitik zu den drei größten Airlines Lateinamerikas, mit Filialen in Peru (LATAM Airlines Perú), Argentinien (LATAM Airlines Argentina) und Ecuador (LATAM Airlines Ecuador). Die zweite chilenische Fluggesellschaft Ladeco wurde Anfang der 1990er-Jahre von LAN aufgekauft.

### Postwesen
Das Postwesen wurde bereits 1748 von den Spaniern eingeführt, ab 1853 gab es chilenische Briefmarken (Siehe: Chilenische Postgeschichte).

### Telekommunikation

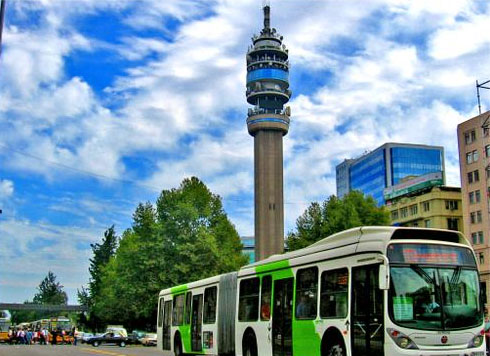
ENTEL

Im Jahre 1851 erhielt der Engländer William Wheelwright von der Pacific Steam Navigation Company den Auftrag eine Telegrafenlinie zu errichten. Nach ersten Tests konnte am 21. Juni 1852 die erste Nachricht von Valparaíso nach Santiago geschickt werden. Im April 1853 begann der reguläre Betrieb. Danach begann man mit dem Ausbau der Telegrafenstrecken entlang der Eisenbahnlinien. Die ersten Strecken von Santiago führten nach Valparaíso und Talca und wurden 1857 komplett fertig gestellt. Bis 1892 konnte das ganze Land mit Telegraphen erreicht werden. Feuerland war über ein Seekabel angebunden worden.
Die ersten Telefone wurden 1880 in Valparaíso eingeführt. 1930 bildete sich die Telefongesellschaft Compañía de Teléfonos de Chile CTC, die später von der spanischen Telefónica übernommen wurde. Der Radiobetrieb begann mit Radio Chileña in Santiago 1922.
Der zweite große Telekommunikationskonzern in Chile ist ENTEL (Empresa Nacional de Telecomunicaciones SA de Chile), der größte Anbieter von Internet- und Mobilfunkdiensten in Chile. ENTEL, Telefonica und weitere zum Teil lokale Anbieter betreiben heute ein nahezu flächendeckendes Netz für die Mobiltelefonie.
Im Jahr 2023 nutzten 94,1 Prozent der Einwohner Chiles das Internet.

## Sehenswürdigkeiten

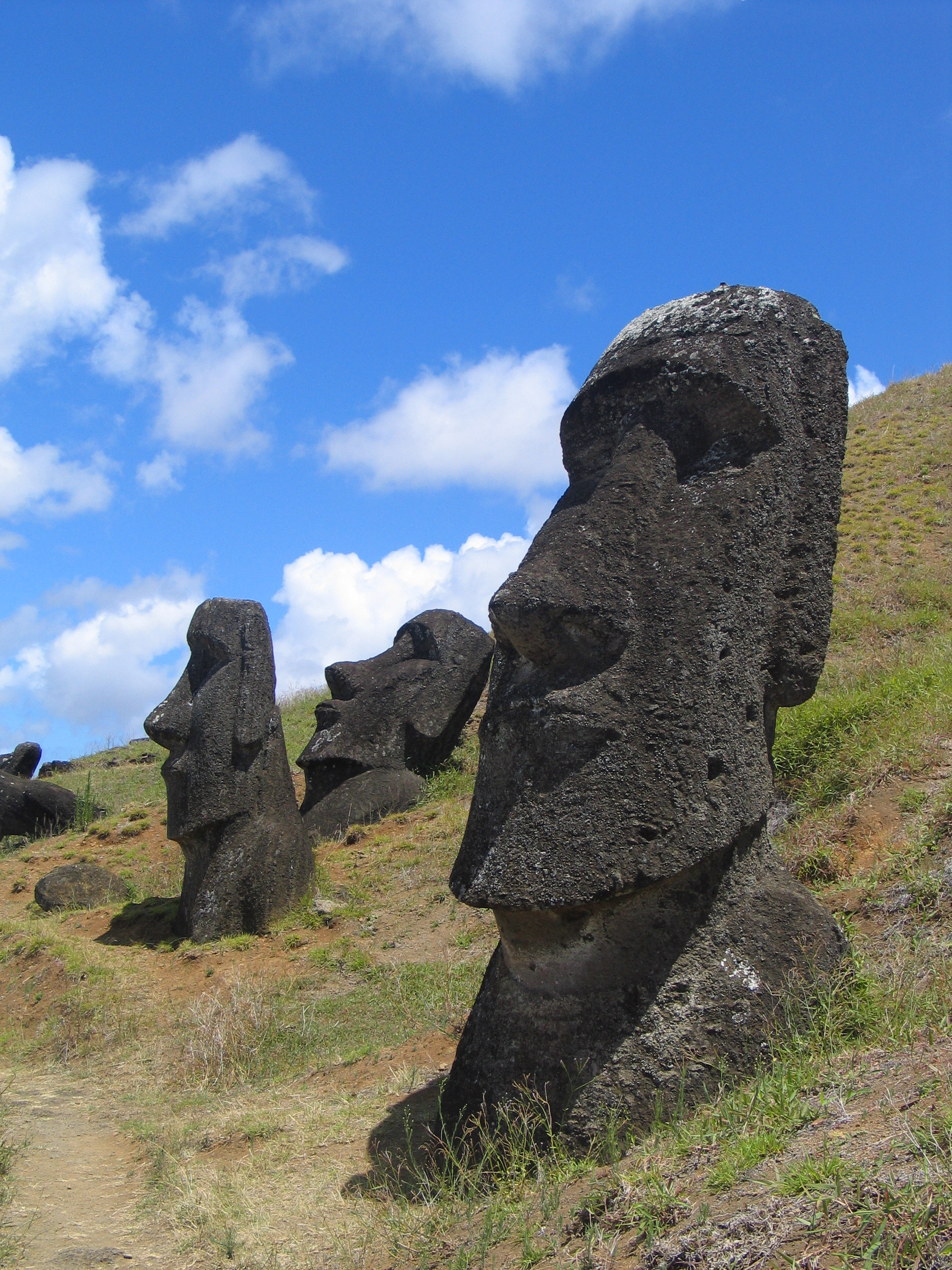
Osterinsel, Moais am Rano-Raraku

Aufgrund der großen Länge des Landes verfügt Chile über unterschiedlichste Landschaften. Im Norden dominiert die Atacama-Wüste. Der Osten ist von den Anden geprägt. Zentralchile ist von mediterranem Klima beeinflusst. Der Kleine Süden ist geprägt von Wäldern und herrlichen Landschaften, die oft auch als Chilenische Schweiz bezeichnet werden. Ab der Region XI. gibt es bereits große Gletschergebiete. Der größte Gletscher Südamerikas ist das Campo de Hielo Sur. Hier beginnt die karge Landschaft Patagoniens. Das Klima ist rau und regenreich.
Eine ganz andere Welt bieten die ozeanischen Inseln, wie die Osterinsel und die Juan-Fernández-Inseln. Die Osterinsel ist besonders aus archäologischer Sicht sehr interessant.
Feuerland dient oft als Ausgangspunkt zur Chilenischen Antarktis.

### Nationalparks in Chile

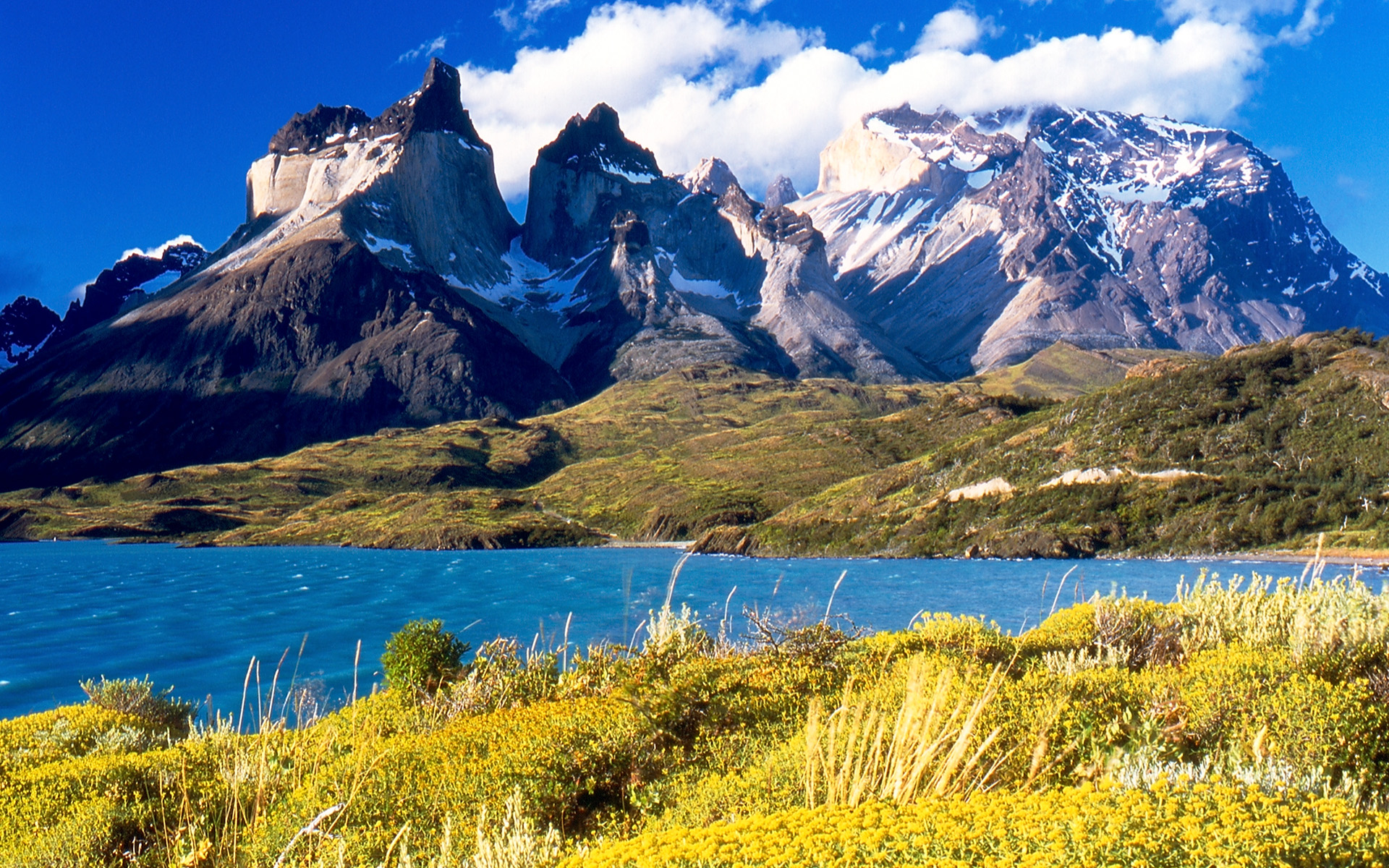
Nationalpark Torres del Paine

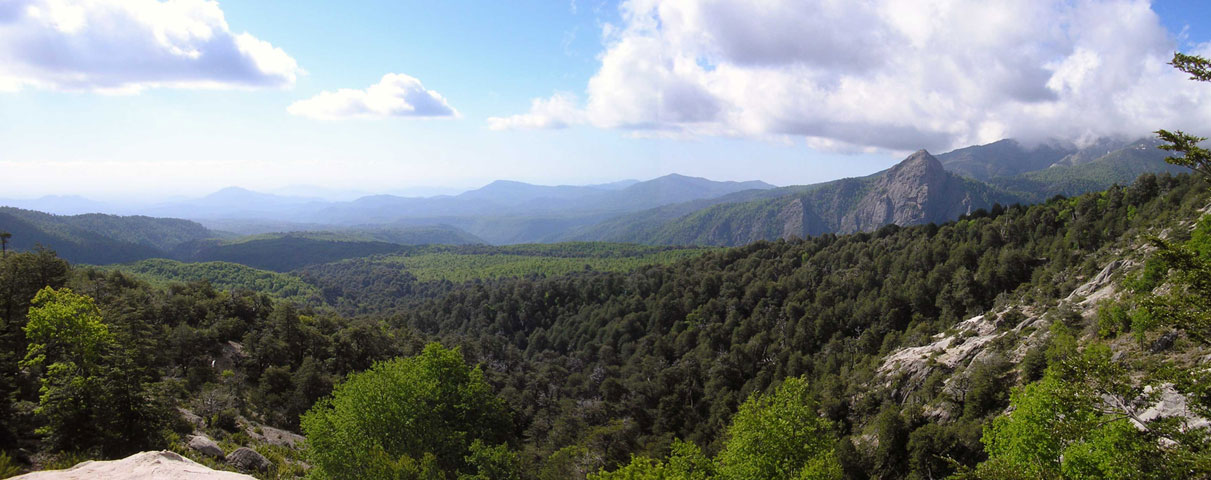
Parque Vilches östlich von Talca

Chile verfügt über eine sehr große Anzahl von Nationalparks und nationalen Reservaten, diese werden von der chilenischen Forstbehörde CONAF verwaltet.
Die bekanntesten Nationalparks sind der Nationalpark Conguillio, der Nationalpark Torres del Paine, der Nationalpark Lauca, der Nationalpark Bernardo O’Higgins und der Nationalpark Rapa Nui auf der Osterinsel.
In der Provinz Palena bei Chaitén liegt der mit privaten Mitteln errichtete, über 3000 Quadratkilometer große Parque Pumalín. Er wurde vom US-Amerikaner Douglas Tompkins durch große Landkäufe ab Mitte der 1990er-Jahre errichtet. Das Land wurde später der Non-Profit-Organisation Fundación Pumalin übergeben. Der Park ist insbesondere für den Öko-Tourismus interessant.

### Biosphärenreservate in Chile
Die UNESCO erklärte insgesamt 10 Gebiete in Chile zu Biosphärenreservaten
- Nationalpark Bosque de Fray Jorge (1977)
- Juan-Fernández-Inseln (1977)
- Nationalpark Torres del Paine (1978)
- Nationalpark Laguna San Rafael (1979)
- Nationalpark Lauca (1981)
- Araucarias (1984)
- Nationalpark La Campana und Lago Peñuelas (Nationales Reservat) (1984)
- Nationalpark Kap Hoorn (2005)

### Weltkulturerbe/Weltnaturerbe der UNESCO in Chile
Die UNESCO erklärte bisher sieben Plätze in Chile zum Weltkulturerbe :
- 1995 Nationalpark Rapa Nui auf der Osterinsel
- 2000 Holzkirchen auf der Insel Chiloé[143]
- 2003 historisches Viertel der Hafenstadt Valparaíso
- 2005 Humberstone- und Santa-Laura-Salpeterwerke in der Atacama-Wüste im Norden Chiles
- 2006 Kupferminenstadt Sewell
- 2014 Qhapaq Ñan, Anden-Straßensystem (grenzübergreifend)
- 2021 Siedlungen und künstliche Mumifizierung der Chinchorro-Kultur in Arica y Parinacota

2014 wurde Baile Chino, eine nordchilenische Tradition religiöser Gesangs- und Tanzgruppen, von der UNESCO in die Repräsentative Liste des immateriellen Kulturerbes der Menschheit aufgenommen.

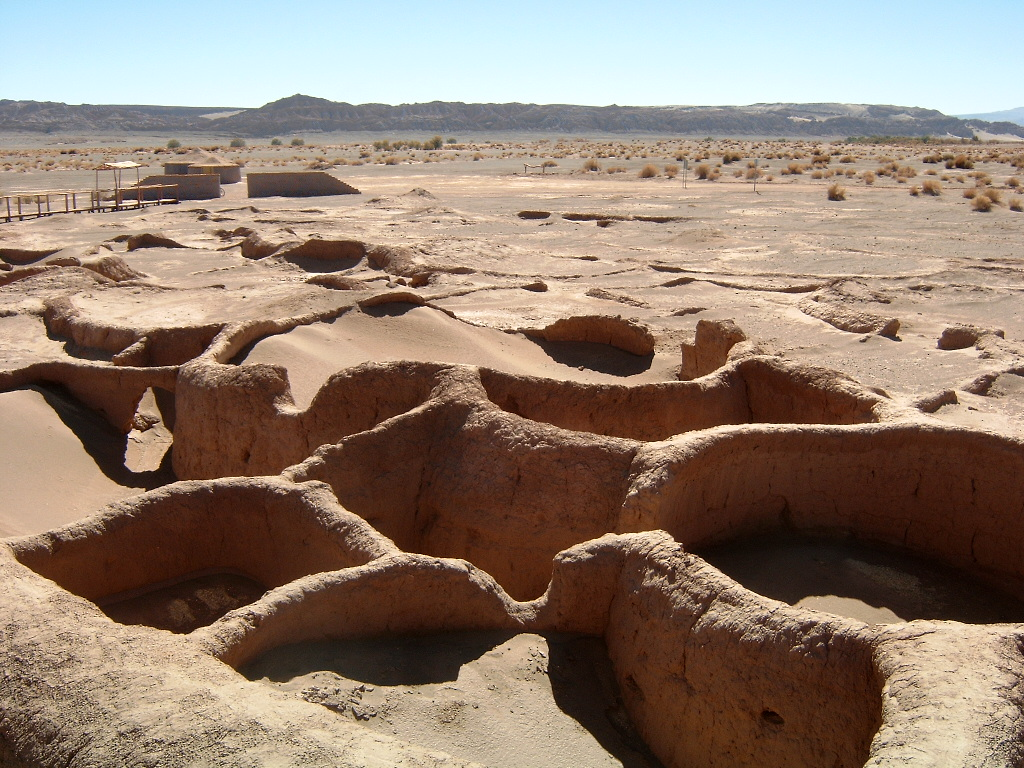
Tulor (Siedlung der Atacameños,
ca. 800 v. Chr. – 1100 n. Chr.)

### Museen und historische Plätze
Santiago de Chile, Concepción und Valparaíso bieten die größte Vielfalt an Museen und historischen Plätzen. Über das Land verteilt gibt es viele Monumente, die lange vor der spanischen Besiedlung entstanden sind.

## Kultur
Zwischen der Kultur in den Städten und auf dem Land gibt es starke Unterschiede. Auf dem Lande spielt die Folklore mit traditionellen Tänzen, wie dem Nationaltanz Cueca, eine wichtige Rolle. Die volkstümliche Kultur ist stark spanisch und araukanisch geprägt. Payadores sind Volkssänger, deren Lieder meist von Liebe und Träumen handeln. Politische Lieder waren ihnen während der Pinochet-Diktatur verboten. Das Kunsthandwerk auf dem Lande ist von indianischen Einflüssen gekennzeichnet. Hergestellt werden vor allem Web- und Töpferarbeiten sowie Schnitzereien. Eine wichtige Rolle auf dem Lande spielen die Huasos, eine Art chilenischer Cowboys oder Gauchos. Sie sind auf fast allen Folklorefesten und speziell beim chilenischen Rodeo dabei. Die Stadtkultur ist kosmopolitischer geprägt.
Fast 50 Prozent der Chilenen gaben in einer 2008 durchgeführten repräsentativen Umfrage an, nie oder fast nie zu lesen. Bücher sind in Chile sehr teuer, da die Auflagen sehr gering sind. Der Buchmarkt hat sich nach der kulturellen Lähmung unter der Militärdiktatur nur langsam erholt.

### Kulinarische Spezialitäten und Essgewohnheiten

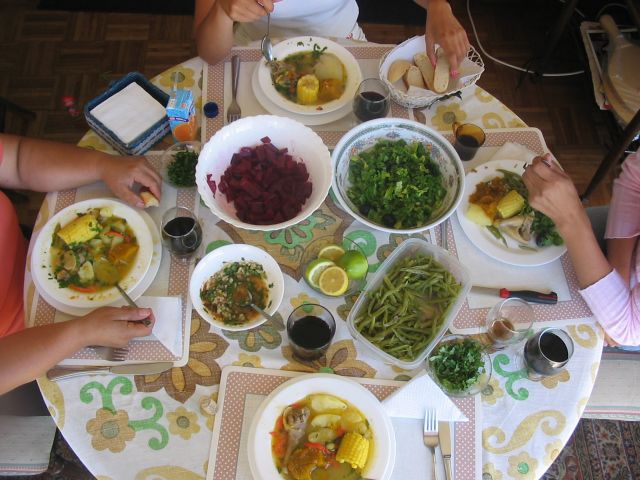
Chilenische Cazuela: frisch geschlachtetes Hühnchen, gekocht mit Kartoffeln, Maiskolben, Kürbis und anderem Gemüse; dazu Rote Rübe, Grüner Salat, junge Bohnen, Petersilie, Korianderkraut und Pebre sowie selbstgebackenes Brot und chilenischer Rotwein.

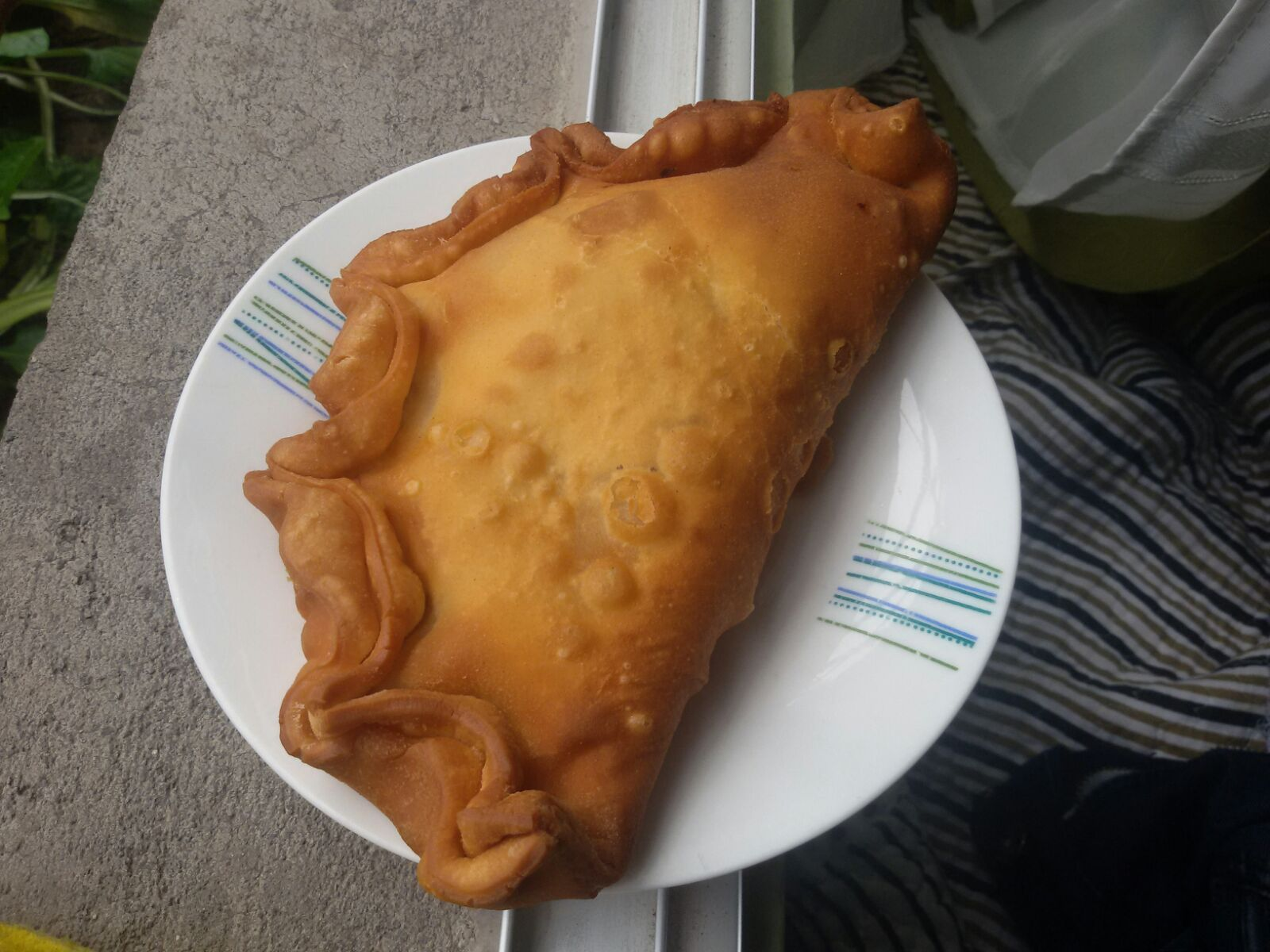
Frittierte chilenische Empanada

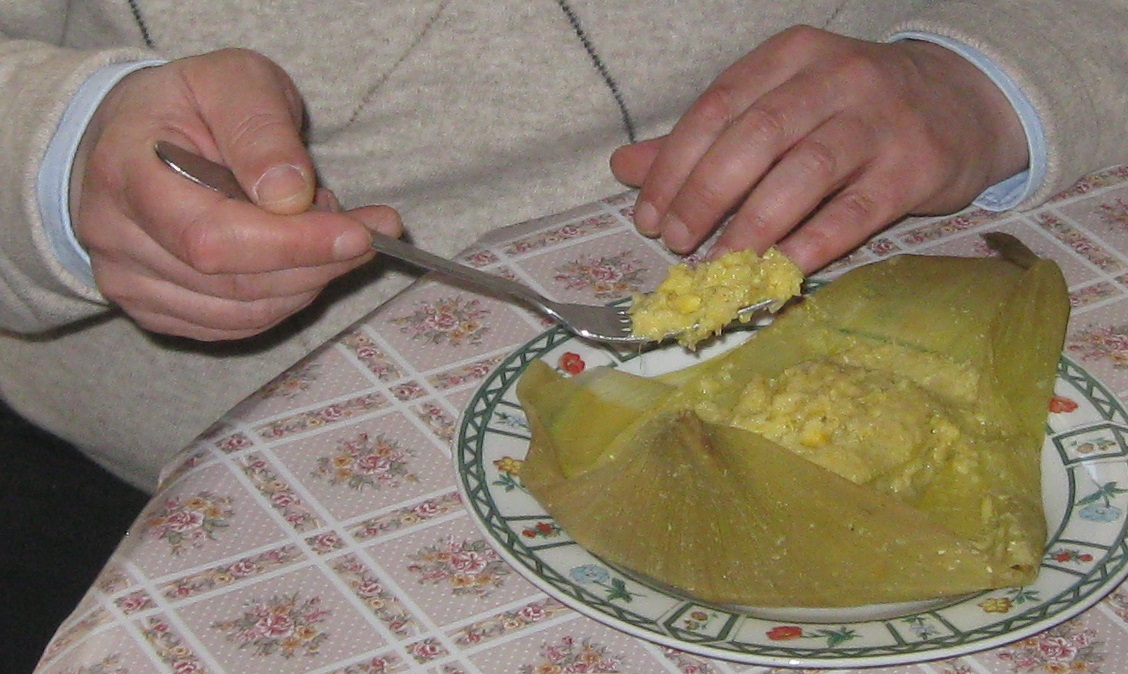
Gekochte Humita

Die chilenische Küche ist keineswegs ein Ableger der spanischen Küche, wie viele vermuten. Vielmehr gibt es eine Vielzahl von Einflüssen – vielfach auch von deutschen Einwanderern. So finden sich etwa deutsche Bezeichnungen wie „Kuchen“ (kuchen, Aussprache wie im Deutschen) oder „Apfelstrudel“ (estrudel) auch im Wortschatz der chilenischen Konfiserie. Berliner (zumeist mit einer Puddingfüllung) sind unter der Bezeichnung Berlines verbreitet. Auch der Christstollen als Weihnachtsgebäck ist bekannt (unter der Bezeichnung pan de pascua) und gilt in Südamerika als chilenische Spezialität; ebenso die Schweinskopfsülze (queso de cabeza), Tatar (tártaro de carne) oder die einer Bouillabaisse ähnelnde chilenische Fischsuppe Paila marina. Ebenfalls auf mitteleuropäische Einflüsse zurückzuführen ist das typisch chilenische Sauerkraut (genannt Chucrú, abgeleitet vom französischen Choucroute), die Vorliebe für quarkähnliche Frischkäsezubereitungen und die vor allem im Süden sehr starke Brautradition. Bier wird vielfach nach dem deutschen Reinheitsgebot gebraut und oft wird aus deutschen Anbaugebieten importierter Hopfen verwendet.
Aufgrund der sonnigen Bedingungen in Mittel- und Nordchile und der vulkanischen Böden eignet sich das Land sehr gut zum Anbau von Feldfrüchten und Obstsorten, die in großer Vielfalt auf Chiles Märkten feilgeboten werden. In Chile als einem der Ursprungsländer der Kartoffel finden sich auch sehr viele unterschiedliche Speisekartoffelsorten. Der mindestens einmalige wöchentliche Marktbesuch und die Verwendung frischer Gemüse und anderer Zutaten in der Küche spielt für die Mehrzahl der chilenischen Hausfrauen und die in wohlhabenden Haushalten häufig anzutreffenden Küchenmamsells noch immer eine große Rolle.
Neben einem reichen Angebot an Fisch und Meeresfrüchten wird in Chile sehr gerne Huhn gegessen. Gegrilltes Fleisch, ein sogenannter Asado, gehört wie im Nachbarland Argentinien zu den traditionellen Speisen bei geselligen Anlässen. Neben Rind- und Schweinefleisch werden dabei vor allem würzige Paprikawürste (Longanizas) verwendet. Das Fleisch wird vor dem Grillen gern einige Stunden in Bier eingelegt, um seine Zartheit zu erhöhen.
Zu den Nationalgerichten zählt die chilenische Empanada, das sind unterschiedlich (bspw. mit Rindfleisch, Hühnchen, Meeresfrüchten oder Käse) gefüllte Teigtaschen, die entweder im Ofen gebacken oder in Bratfett frittiert zubereitet werden können. Die Cazuela ist ein kräftiges Eintopfgericht, für das Hühnchen oder auch Rindfleisch, Maiskolben (Choclos), Kürbis und weitere Gemüse verwendet werden. Als Humitas wird ein Maisbrei bezeichnet, der in Maisblättern gekocht oder gegrillt und süß oder salzig gegessen wird. Pebre ist eine aus scharfem Paprika (Ají), fein gehackten Zwiebeln und Kräutern zubereitete Öl-Zitronen-Sauce, die vor allem zu Fleisch, aber auch zu sonstigen Gerichten als Würze gereicht wird. Beliebt sind auch mit getrocknetem Kelp, Cochayuyo genannt (es handelt sich um Braunalgen der Art Durvillaea antarctica), zubereitete Beilagen. Die relativ geschmacklose Alge wird dazu klein geschnitten und mit Zwiebeln, unterschiedlichen Gewürzen und Kräutern und unter Umständen Hülsenfrüchten oder anderem Gemüse vermengt gegart. Typisch ist auch das so genannte „geröstete Mehl“ (harina tostada), gewonnen aus erhitztem und anschließend zermahlenen Weizen, der mit Wasser und Zucker, eventuell auch Melonensaft oder Wein, zu einer zähflüssigen Mischung verarbeitet werden kann, dem ulpo, der als stärkendes Erfrischungsgetränk zu sich genommen wird.
Der klassische chilenische Schnellimbiss ist der in den 1950er Jahren entstandene Completo, eine Art Hotdog, der mit reichlich Avocadomus (Palta) und Sauerkraut oder Krautsalat (Chucrú) gereicht und mit Chilipaste (salsa de ají chileno) und dem mild-süßen chilenischen Senf gegessen wird. Ebenfalls als typisch chilenisch gelten die oft mit gebratenem Fleisch oder anderen Zutaten reich belegten Sandwiches (sánguches), die an Garküchen, Imbissständen oder in Gaststätten fast überall in den Städten auch zum Mitnehmen zu bekommen sind.

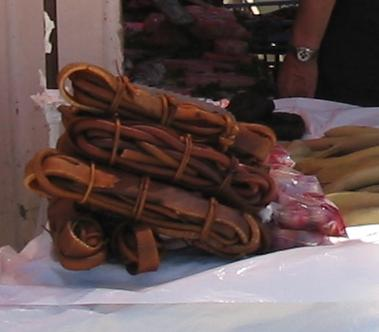
Cochayuyo auf dem Markt

Zu den Besonderheiten der Mahlzeitenfolge in Chile gehört, dass neben Frühstück (desayuno) und Mittagessen (almuerzo) auch am frühen Abend ein Imbiss gereicht wird, zu dem stets Tee getrunken wird und der das in der Regel erst sehr spät eingenommene Abendessen (comida) mitunter ersetzen kann. Diese Zwischenmahlzeit wird tomar once (wörtlich „Elf einnehmen“) genannt. Diese für Chile eigentümliche Tradition wird oft auf englische Gebräuche (etwa den „Fünf-Uhr-Tee“ oder den in England „Elevenses“ genannten Vormittagstee) zurückgeführt. Einer volkstümlich-humoristischen Erklärung zufolge soll der Ausdruck dagegen auf die Tatsache zurückgehen, dass das spanische Wort aguardiente (Schnaps) genau elf (once) Buchstaben hat. Zu Zeiten eines Alkoholverbots in Chile hätten die Leute deshalb Once bestellt und Schnaps in einer Tasse serviert bekommen. Auch wenn sich der genaue Ursprung der Bezeichnung nicht mehr mit letzter Sicherheit aufklären lässt, liegt besonders eine Ableitung aus der katholischen liturgischen Tagstundenzählung nahe, die in vom Katholizismus geprägten Ländern wie Spanien, Italien oder Chile bis weit ins 19. Jahrhundert üblich war: Die elfte Stunde der kirchlichen Tageseinteilung entspricht exakt der traditionellen „Tea Time“ 17 Uhr. Dessen ungeachtet wird die „Once“ in Chile allerdings besonders im Sommer oft bis 19.30 Uhr hinausgeschoben.
Der Wein in Chile ist von sehr guter Qualität und wird seit vielen Jahren mit großem Erfolg auf den Weltmarkt exportiert. Rebsorten wie Merlot und Cabernet Sauvignon sind im Rotweinsegment weit verbreitet und werden auf verschiedenen Qualitätsstufen produziert. Eine exklusive Rebsorte ist die Carménère, eine besonders empfindliche Sorte von außergewöhnlicher Qualität, die heute (da in Frankreich durch Reblausbefall ausgestorben) praktisch nur noch in Chile angebaut wird.

### Literatur

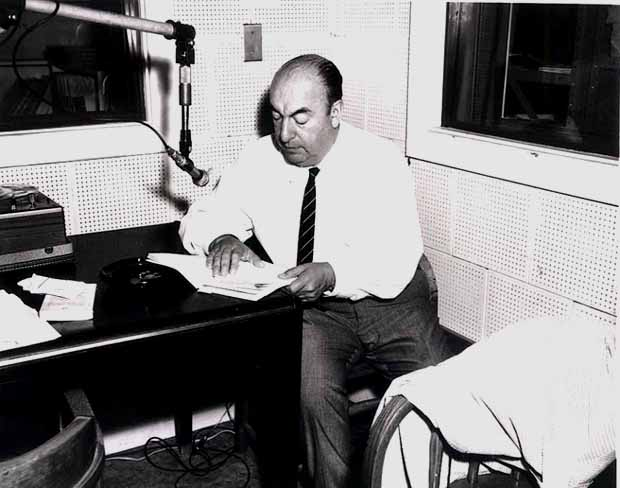
Pablo Neruda

### Musik
1941 wurde das Orquesta Sinfónica de Chile, 1955 das Orquesta Filarmónica de Santiago (das kommunale und Opernorchester von Santiago) gegründet.
Von der chilenischen Volksmusik beeinflusst sind die Werke des Komponisten Carlos Isamitt (1887–1974).
Claudio Arrau (1903–1991), geboren in Chillán, war der bedeutendste chilenische Pianist und eine der wichtigsten Musikerpersönlichkeiten der Nachkriegszeit. Seine Interpretation der Werke Beethovens, Schumanns und vieler anderer Komponisten des klassischen Repertoires setzen bis heute Maßstäbe.
Violeta Parra (1917–1967) begründete die „Nueva canción Chilena“. Von Chile ausgehend erreichte diese gesellschaftskritische künstlerische Bewegung („Neues Lied“) bis in die 1980er Jahre weite Verbreitung in Lateinamerika, Portugal und Spanien. Die Sängerin wuchs in Armut auf, komponierte schon früh eigene Folklorelieder und begann in den 1950er Jahren, traditionelles Liedgut zu sammeln und zu dokumentieren. Ihre davon beeinflussten eigenen Werke hatten einen stärker politisch-gesellschaftskritischen Charakter. Neben der Musik dichtete sie, malte, webte und schuf Skulpturen. Viele chilenische und internationale Künstler wie Mercedes Sosa und Joan Baez haben ihre Werke interpretiert; ihr bekanntestes Lied ist Gracias a la vida.
Víctor Jara (1932–1973) war ein politischer Sänger und zählt ebenfalls zu den großen Vertretern der „Nueva canción“. Er unterstützte Salvador Allende und wurde während des Militärputsches 1973 gefoltert und getötet.
Die Gruppen Illapu, Inti-Illimani und Quilapayún machten die Musik der „Nueva Canción Chilena“ weltbekannt. Sie mussten nach dem Militärputsch lange Jahre im Exil verbringen und haben ihr musikalisches Spektrum beständig erweitert.

### Film
Der moderne chilenische Film beschäftigt sich oft mit der Zeit der Militärdiktatur von 1973 bis 1989. Zu den berühmtesten Regisseuren gehören Andrés Wood und Miguel Littin.
Carmen Castillo (* 1945) ist eine chilenische Dokumentarfilmerin. Sie schrieb 1979 Santiago de Chile, ein Tag im Oktober, ein Buch über ihr Leben im Untergrund nach dem Militärputsch.
Orlando Lübbert (* 1945) und Andrés Wood (* 1965) befassen sich mit humorvollen Sozialdramen, Cristián Galaz (* 1958) zeigt den Beziehungsalltag der Chilenen. Alejandro Jodorowsky ist Schauspieler, Autor und Regisseur einer Reihe surrealistischer Filme, darunter El Topo und Montana Sacra – Der heilige Berg.

### Bildende Kunst

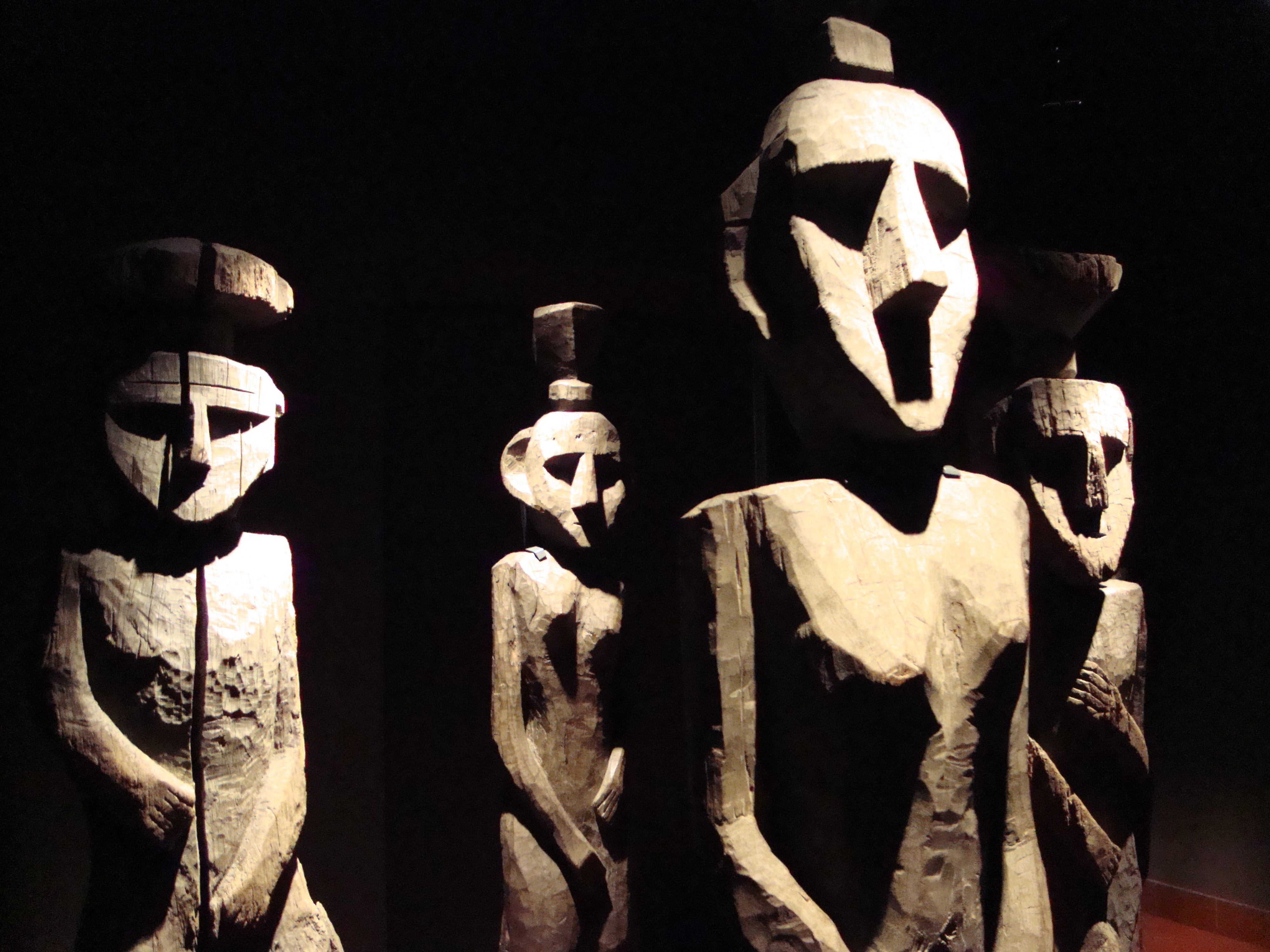
Holzskulpturen der Mapuche im Museo Chileno de Arte Precolombino, Santiago de Chile.

Aus der präkolumbischen Zeit sind nur wenige Kunstwerke erhalten, so z. B. Höhlenmalereien und andere Petroglyphe, Keramiken und Holzskulpturen sowie vor allem Produkte der Webkunst der Mapuche. Die von den Jesuiten geprägte, fast ausschließlich religiöse Malerei der Kolonialzeit bemühte sich, alle „heidnischen“ Spuren zu verdrängen. Doch verwiesen Farbwahl und einfache Formen auf weiter wirkende indigene Einflüsse.

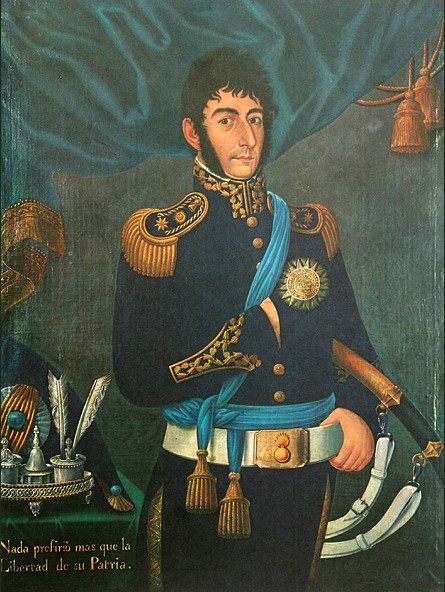
José de San Martín. Gemälde von José Gil de Castro, entstanden 1825 in Lima

In der ersten Hälfte des 19. Jahrhunderts bereisten viele europäische Maler Chile und hinterließen dort ihre Spuren, oft in Form von Porträts der Revolutionshelden. Der deutsche, von Alexander von Humboldt beeinflusste Maler Johann Moritz Rugendas hielt viele ländliche Szenen und Feste mit ethnographischem Blick fest und vermittelte so ein Bild der jungen Republik. Der Afroperuaner José Gil de Castro (1785–ca. 1840/41) verbrachte einige Jahre in Chile und wurde dort wie in Argentinien und Peru als Porträtmaler wichtiger Persönlichkeiten bekannt. Sein Auftreten markiert das Ende des akademischen Kolonialstils.
1849 wurde die Chilenische Malakademie eröffnet, deren erster Leiter, der Franzose Raymond Monvoisin, vor allem Porträts der Oberschicht anfertigte. Manuel Antonio Caro studierte in den 1860er Jahren als erster Chilene Malerei in Europa; er fertigte realistische volkstümliche Szenen und Porträts. Pedro Lira (1845–1912) schuf Historiengemälde im Stil des Historismus, hinterließ aber ein realistisch-sozialkritisches Spätwerk.

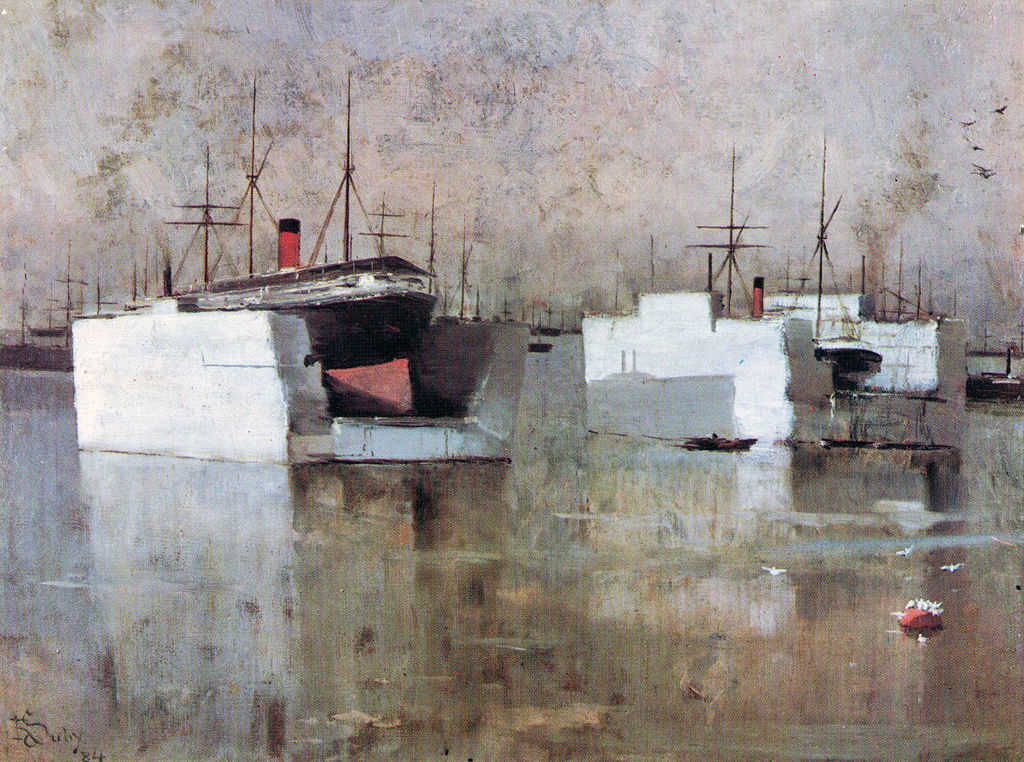
Ramón Subercaseaux: Die Docks von Valparaíso (1884)

Der sehr populäre, mit 4000 Bildern extrem produktive Juan Francisco González (1853–1933), sein Schüler Joaquín Fabres (1864–1914) und Pablo Burchard Eggeling (1875–1964), der vom Stil Pierre Bonnards beeinflusst war, brachen endgültig mit dem Akademismus und begründeten den chilenischen Impressionismus. Zu dessen Vertretern zählt auch Ramón Subercaseaux (1854–1936), der sich von Cézanne beeinflusst zeigte. Pedro Subercaseaux (1880–1956) schuf die ersten chilenischen Comics, in denen er berühmte historische Figuren und den fiktiven deutschen Professor Baron Federico von Pilsener in seinem Magazin Lustig (1906/07) mit schwarzem Humor präsentierte. Bekannt wurden auch seine Figuren Don Otto und Fritz, mit denen er die deutschen Einwanderer karikierte.

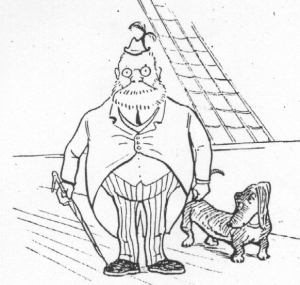
Federico Von Pilsener und sein Dackel

Die Generación del 13, zu der Arturo Gordon (1883–1944) gehörte, war eine 1913 gegründete chilenische Künstlergruppe, die gemeinsam ausstellte. Sie stellte erstmals das Leben der Mapuche und der arbeitenden Klassen in nicht-romantisierender Weise dar. Gordon selbst neigte zu allegorisierenden Darstellungen mit expressiver Farbgebung.
Roberto Matta (1911–2002) war ein weltweit bekannter surrealistischer Maler des 20. Jahrhunderts. Zeitweise lebte er in Paris und war mit Salvador Dalí und Federico García Lorca befreundet. Zu den Expressionisten zählen Israel Roa (1909–2002). Ximena Cristi (1920–2022) zeigt sich von Matisse und Bonnard beeinflusst. Beide zählten zur Generación del 40. Den abstrakten Expressionismus der 1960er Jahre vertrat Guillermo Núñez (* 1930).

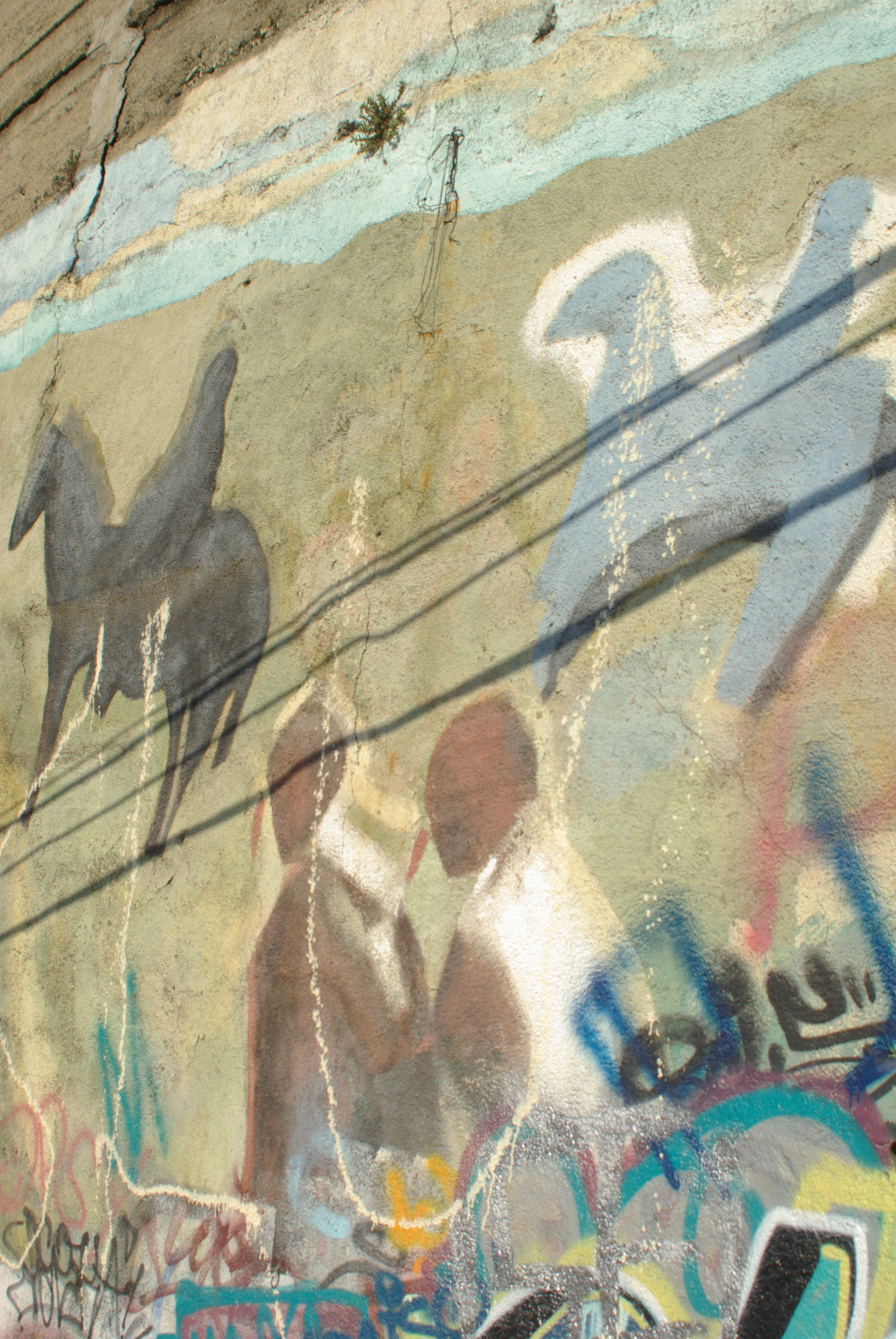
Gracia Barrios: Bild mit schwarzem Pferd (Wandmalerei im Freilichtmuseum Valparaiso)

Der Maler und Grafiker Nemesio Antúnez (1918–1993) begründete die „Werkstatt 99“ (taller 99), die der modernen Druckgrafik den Weg bereitete. 1973 bis 1984 lebte er im Exil. Der 1913 auf Kuba geborene Maler Mario Carreño Morales malte wuchernde Formen in warmen Farben; er gilt als einer der wichtigsten lateinamerikanischen Maler und starb 1999 in Santiago de Chile. Durch seine „naiven“ Bilder wurde Federico Lohse bekannt, der 1972 in der Ausstellung Pintura instintiva Chilena im Museo Nacional de Bellas Artes vertreten war.
Vielfach international ausgezeichnet wurden Arbeiten des in Katalonien geborenen, auch politisch sehr aktiven Vertreter der Informel José Balmes (1927–2016), der 1939 nach Chile und 1973 nach Frankreich ins Exil ging, um 1986 nach Chile zurückzukehren. Gracia Barrios (1917–2020), eine Vertreterin des realismo informal, die nach dem Putsch 1973 ebenfalls vorübergehend nach Frankreich emigrierte, wurde durch ihre Alltagsszenen und Wandmalereien bekannt. Mario Toral (* 1934) knüpft in seinem Werk an präkolumbianische Formen an.

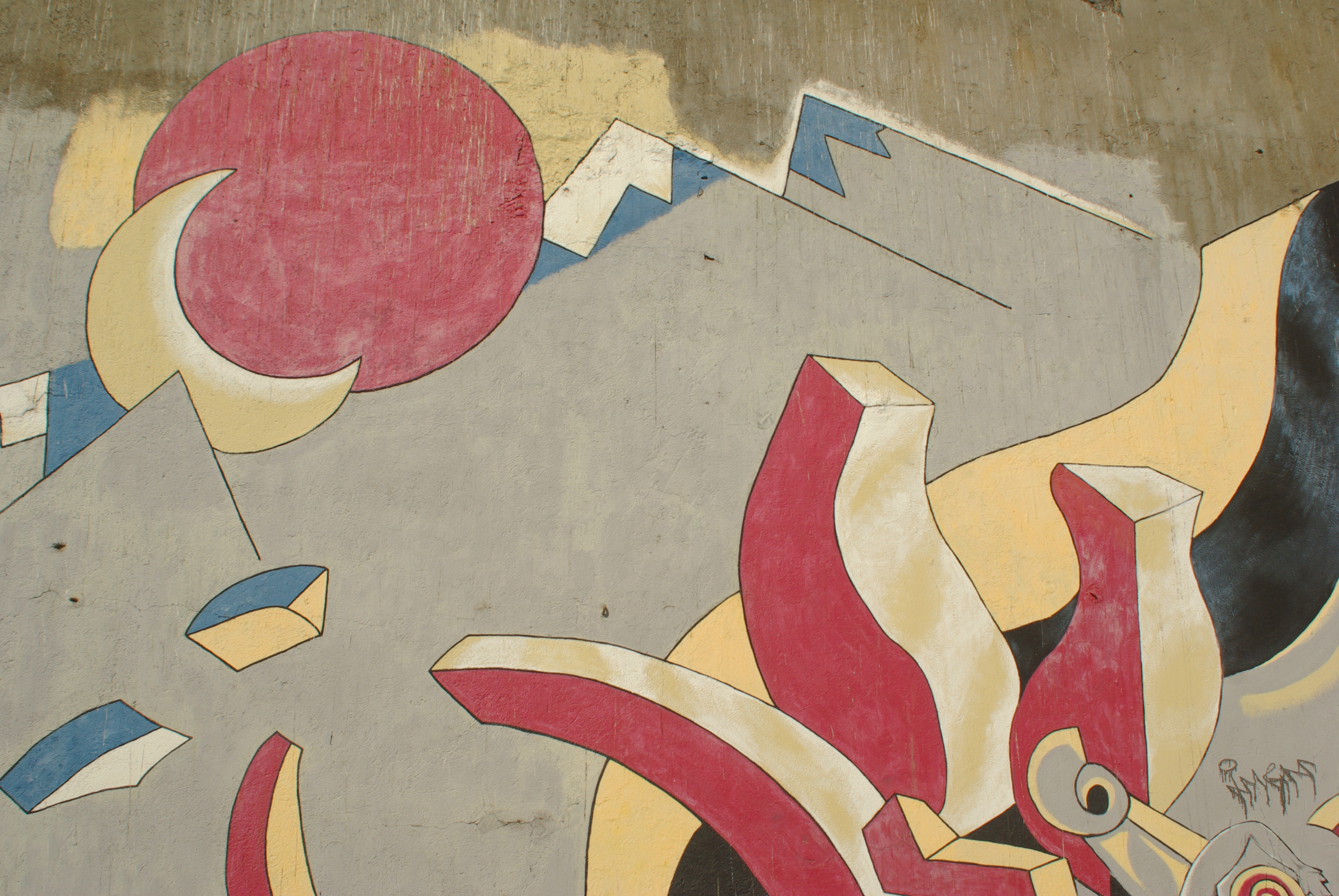
Mario Toral: Am Strand des gelben Hauses

In der neueren chilenische Malerei dominieren figürliche Darstellungen, wobei bemerkenswert viele Frauen aktiv sind. Einen neorealistischen Stil vertreten die in Katalonien geborene Roser Bru (1923–2021), die während des Spanischen Bürgerkriegs nach Frankreich und dann nach Chile emigrierte, die feministische Malerin Carmen Aldunate (* 1940) und Natalia Barbarovic (* 1966). In Brus Bildern spiegeln sich die Krisen der Demokratie und die Verfolgung durch die Diktatur. Ihr öffentlich ausgestelltes Bild Ejecución („Hinrichtung“) war ein Symbol des Widerstands gegen das Pinochet-Regime. Ein Vertreter des Neoexpressionismus und Mitbegründer der Schule der 80er ist Samy Benmayor (* 1956). Nadra Jacob (* 1970) stellte 2020 ein Fortoposter in der Berliner U-Bahn aus (Expo Metro Berlin).

### Sport

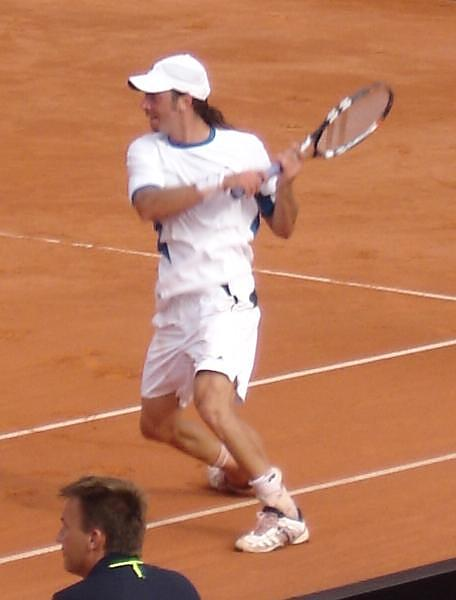
Nicolás Massú

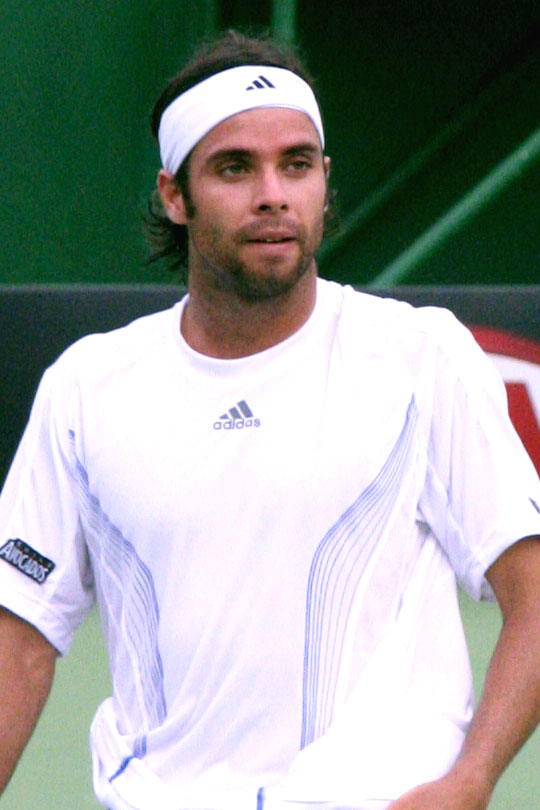
Fernando González

Die Fußball-Weltmeisterschaft 1962 fand in Chile statt. Die chilenische Fußballnationalmannschaft erreichte dabei einen achtbaren dritten Platz; das ist das beste Ergebnis bei einer Weltmeisterschaft. Chile hat sich bisher achtmal für die WM qualifiziert und liegt nach diesem Kriterium in Südamerika auf dem vierten Platz hinter Brasilien, Argentinien und Uruguay. Darüber hinaus gewann die Nationalmannschaft auch die Copa América 2015, die im eigenen Land ausgetragen wurde sowie die Copa América Centenario 2016 in den USA. Zu den nationalen Fußballlegenden zählen Iván Zamorano, Marcelo Salas und unangefochten an der Spitze Elías Figueroa, erster (und neben Zico einziger) Spieler Amerikas, der dreimal den Titel des besten Spielers des Kontinents erringen konnte. Figueroa gilt heutzutage als einer der besten Abwehrspieler des letzten Jahrhunderts. Zu erwähnen sind auch Matías Fernández, Südamerikas Fußballer des Jahres 2006, und David Arellano, der als Erfinder des Fallrückziehers (auf Spanisch la chilena) gilt. Die bekanntesten chilenischen Fußballspieler sind aktuell Alexis Sánchez und Arturo Vidal.
Neben Fußball spielen insbesondere Tennis, der Reitsport (hier vor allem auch das chilenische Rodeo) und das Segeln eine bedeutende Rolle. Im Tennisdoppel gewann Nicolás Massú mit seinem Partner Fernando González bei den Olympischen Sommerspielen 2004 das erste Olympiagold für Chile überhaupt. Einen Tag später krönte Massú seine Olympiateilnahme mit dem Sieg im Herreneinzel, González gewann die Bronzemedaille. Eine der großen Sportlegenden in Chile ist Marcelo Ríos, der als erster spanischsprechender Tennisspieler die Spitze der Weltrangliste erreichte und hierbei zeitweise Pete Sampras ablöste. Im Segelsport, Kategorie Breitling, besetzten chilenische Teams in prestigeträchtigen Rennen wie der Copa del Rey regelmäßig die ersten drei Plätze.
Am 3. Mai 2008 besiegte die chilenische Polo-Nationalmannschaft im WM-Finale in Mexiko-Stadt den amtierenden Weltmeister Brasilien und wurde somit erstmals Weltmeister in dieser Disziplin.
Im Rudern (Zweier ohne Steuermann) wurden Christian Yantani und Miguel Angel Cerda im Jahre 2002 in Sevilla Weltmeister. 2005 wurde Cerda in Japan mit Felipe Leal Vizeweltmeister und in der Schweiz Weltmeister.
Carlo de Gavardo ist zweifacher Motorrad-Rallye-Weltmeister.
Rugby Union wird seit den 1880er Jahren in Chile gespielt und wurde von Briten in das südamerikanische Land gebracht. In den letzten Jahren gehörte der Rugbysport zu den schnellwachsenden Sportarten Chiles und wird vor allem an Universitäten gespielt. Die chilenische Nationalmannschaft qualifizierte sich 2023 erstmals für eine Rugby-Union-Weltmeisterschaft, schied jedoch in der Vorrunde wieder aus dem Turnier aus. Chile gilt als die drittstärkste Mannschaft Südamerikas nach Argentinien und Uruguay.
Special Olympics Chile wurde 2013 gegründet und nahm mehrmals an Special Olympics Weltspielen teil.

### Medien
Wichtigste Informationsquelle der chilenischen Bevölkerung ist das Fernsehen.
Die wichtigsten Fernsehsender sind das staatliche TVN-Programm, der Sender Canal 13 der katholischen Universität Universidad Católica und private Sender wie Megavisión oder Chilevisión. Das Programm der Fernsehsender ist hauptsächlich auf Unterhaltung, das heißt auf Shows, US-amerikanische Filme und Fernsehserien, die beliebten „Teleseries“ (Telenovelas, zumeist aus eigener Produktion) sowie auf Sportberichterstattung ausgerichtet. Politische Sendungen, Naturdokumentationen und Kulturprogramme sind dagegen eher dünn gesät, dann aber oft von guter Qualität. Die Nachrichten beginnen erst um 21 Uhr und dauern etwa eine Stunde.
Die Presselandschaft wird weitgehend von zwei Konzernen dominiert, dem Mercurio- und dem COPESA-Konzern, nachdem sich eine Reihe von Publikationen aus dem politischen Mitte-links-Spektrum nach dem Rückgang der Politikbegeisterung zur Zeit der Redemokratisierung nicht auf Dauer im Markt halten konnten. Die beiden jeweiligen „Flaggschiffe“ der Pressekonzerne sind El Mercurio und La Tercera. Zu den selten gewordenen bunten Vögeln in der Presselandschaft gehört das Hausblatt der kommunistischen Partei, El Siglo, sowie die ebenfalls linksorientierte, aber parteiungebundene Zeitschrift Punto Final.
Wichtige Wochenzeitschriften sind Ercilla und Qué Pasa. Darüber hinaus gibt es die deutschsprachige Wochenzeitung Cóndor.

### Feiertage
| Datum         | Spanische Bezeichnung                                   | Deutsche Bezeichnung                  | Bemerkungen                               |
| ------------- | ------------------------------------------------------- | ------------------------------------- | ----------------------------------------- |
| 1. Januar     | Año Nuevo                                               | Neujahr                               |                                           |
| März/April    | Viernes Santo                                           | Karfreitag                            | beweglicher Feiertag                      |
| März/April    | Sábado Santo                                            | Karsamstag                            | beweglicher Feiertag                      |
| 1. Mai        | Día del Trabajo                                         | Tag der Arbeit                        |                                           |
| 21. Mai       | Día de las Glorias Navales                              | Tag der Marine                        |                                           |
| 29. Juni      | San Pedro y San Pablo                                   | Sankt Peter und Paul                  | wird auf den vorangehenden Montag verlegt |
| 16. Juli      | Día de la Virgen del Carmen                             | Fest der Muttergottes vom Berg Karmel | Patronin der Fischer                      |
| 15. August    | Asunción de la Virgen                                   | Mariä Himmelfahrt                     |                                           |
| 18. September | Primera Junta Nacional de Gobierno                      | Nationalfeiertag                      | Unabhängigkeitstag (1810)                 |
| 19. September | Día del Ejército                                        | Tag des Heeres                        |                                           |
| 12. Oktober   | Día del Descubrimiento de Dos Mundos                    | Kolumbus-Tag                          | wird auf den vorangehenden Montag verlegt |
| 31. Oktober   | Día Nacional de las Iglesias Evangélicas y Protestantes | Reformationstag                       |                                           |
| 1. November   | Día de Todos los Santos                                 | Allerheiligen                         |                                           |
| 8. Dezember   | Inmaculada Concepción                                   | Mariä Empfängnis                      |                                           |
| 25. Dezember  | Navidad                                                 | Weihnachten                           |                                           |